# Kentekenplaat
Een kentekenplaat, nummerplaat of nummerbord is een onderdeel van het kenteken van een voertuig.
De kentekenplaat bevat een in een bepaald land uitgegeven unieke combinatie van letters en cijfers, aan de hand waarvan men de eigenaar van het voertuig kan traceren, alsmede de technische specificaties van het voertuig.
Een kentekenplaat op een motorvoertuig is vrijwel overal ter wereld verplicht. De afmetingen, kleurstelling en locatie van de kentekenplaten kan per land en per soort voertuig verschillen. Een auto heeft meestal twee kentekenplaten (voor en achter). Voor tweewielers is een enkele plaat meestal voldoende, evenals voor aanhangwagens. Kentekenplaten hebben vaak een reflecterende achtergrond.

## Landelijke verschillen
In sommige landen hoort een kenteken bij het voertuig, ook als het voertuig een andere eigenaar krijgt. In het andere systeem is het kenteken gebonden aan de eigenaar, zodat de eigenaar het kenteken houdt als hij een nieuw voertuig aanschaft.
In sommige landen worden de nummers sequentieel uitgegeven. Men kan dan vaak aan het kenteken zien hoe oud de auto is, of, als het kenteken bij de eigenaar hoort, hoe oud de eigenaar waarschijnlijk is.  In andere landen kan men bij de aanvraag zelf een kenteken kiezen, dat uiteraard nog niet eerder uitgegeven mag zijn.
In sommige landen zijn er aparte kentekencombinaties voor personenauto's, vrachtauto's, bussen, motorfietsen en andere voertuigen.
Aanhangwagens kunnen een eigen kenteken hebben of hebben een kentekenplaat met hetzelfde kenteken als het trekkende voertuig. Het laatste geldt vooral voor lichtere aanhangwagens.
In sommige landen worden de kentekens regionaal uitgegeven, zodat men aan het kenteken kan zien waar de eigenaar woont, of liever waar de eigenaar woonde toen hij het kenteken aanvroeg. Bij verhuizing naar een andere regio is soms, maar niet altijd, een nieuw kenteken nodig. Verzekeraars rekenen soms verschillende tarieven, afhankelijk van de regio waar het kenteken geregistreerd is

## Naar het buitenland
Komt men met het voertuig in het buitenland, dan moet de kentekenplaat worden aangevuld met een onderscheidingsteken. Vanouds is dat een wit ovaal met daarin de landcode, bestaande uit een, twee of drie letters, aan de achterkant van het voertuig. Dit teken is omstreeks 1910 ingevoerd. Terwijl autofabrikanten bij het ontwerp zorgen voor ruimte voor de kentekenplaat, is er meestal geen plek voor het ovaal voorzien: het ovaal wordt ergens op de carrosserie geplakt. Merkwaardig is dat men op het ovaal vaak versieringen aantreft, hoewel die officieel niet geoorloofd zijn.
In veel landen wordt sinds het begin van de 21e eeuw een ander onderscheidingsteken toegepast: een strookje (in de Europese Unie blauw) aan de linkerkant van de kentekenplaat (voor én achter), met daarop de nationale of Europese vlag en de landcode. Dit teken is ook in het binnenland verplicht. Het ovaal is dan niet meer nodig.

## Afghanistan

Kabul, Afghanistan

In Afghanistan zijn de kentekens voor particulieren wit met zwarte letters, en er staat op uit welke stad of streek de voertuigen afkomstig zijn. 

## Albanië

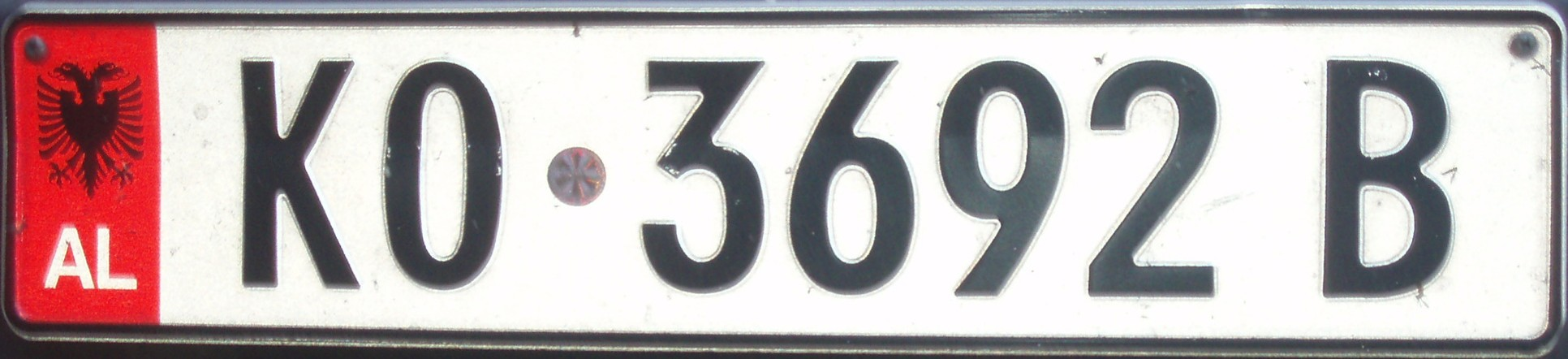
Albanië (oud)

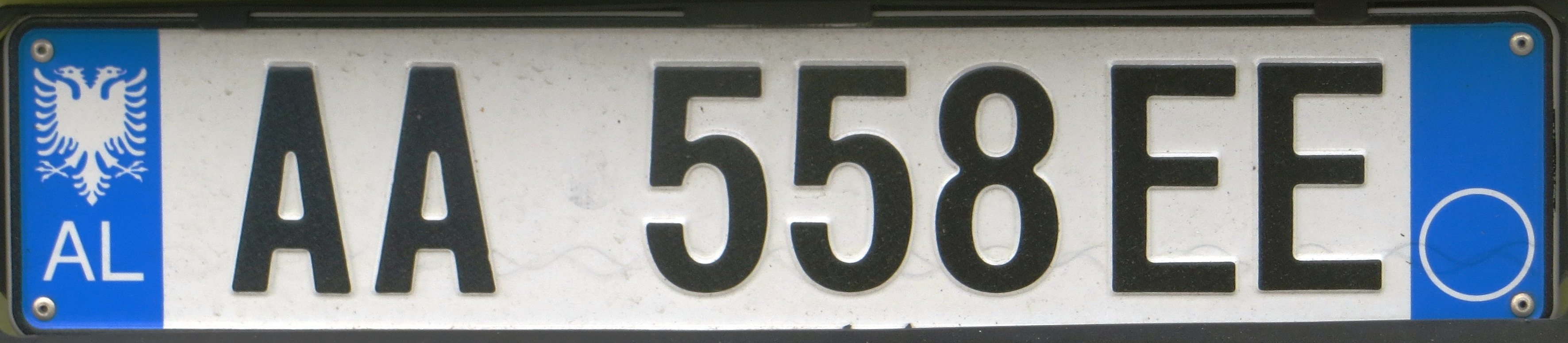
Albanië (Nieuw)

Het Albanees kenteken bestaat uit twee letters, gevolgd door vier cijfers en één letter. De zwarte letters en cijfers staan op een witte achtergrond. De eerste twee letters geven de regio aan waar het voertuig is ingeschreven, de regiocode voor Tirana is TR.
Aan de linkerkant van het kenteken staat de Albanese vlag met daaronder de nationale code AL.
In Albanië worden de kentekens uitgegeven door de regionale overheden.

## Algerije

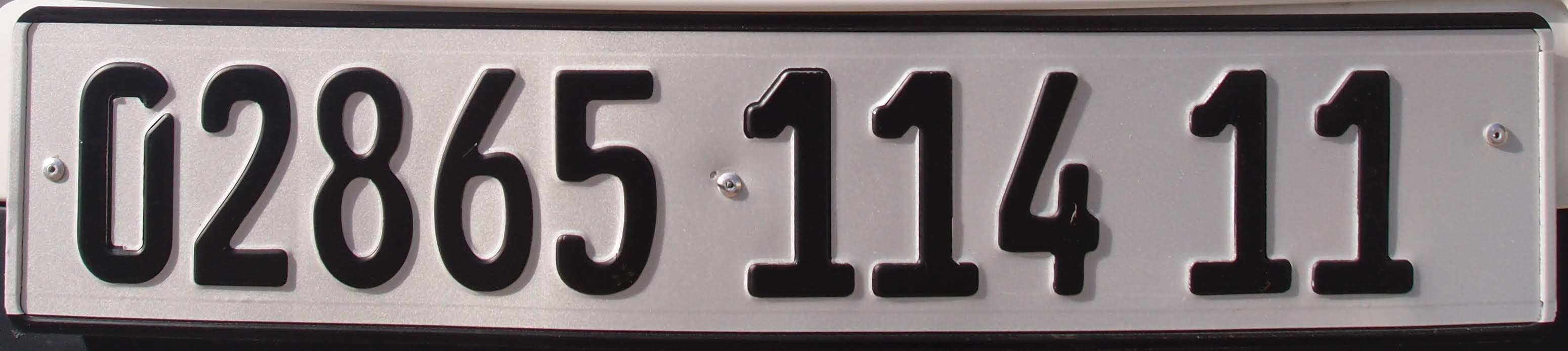
Algerije (voor)

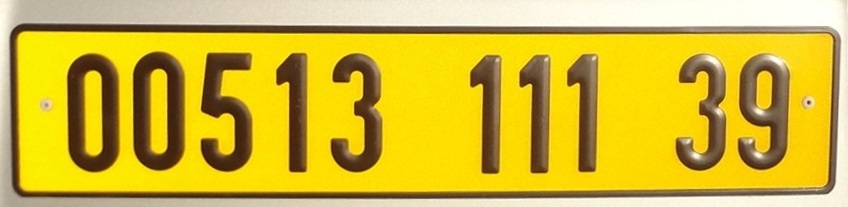
Algerije (achter)

## Angola

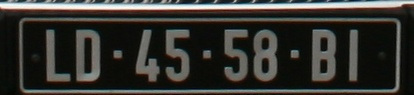
Angola

## Andorra

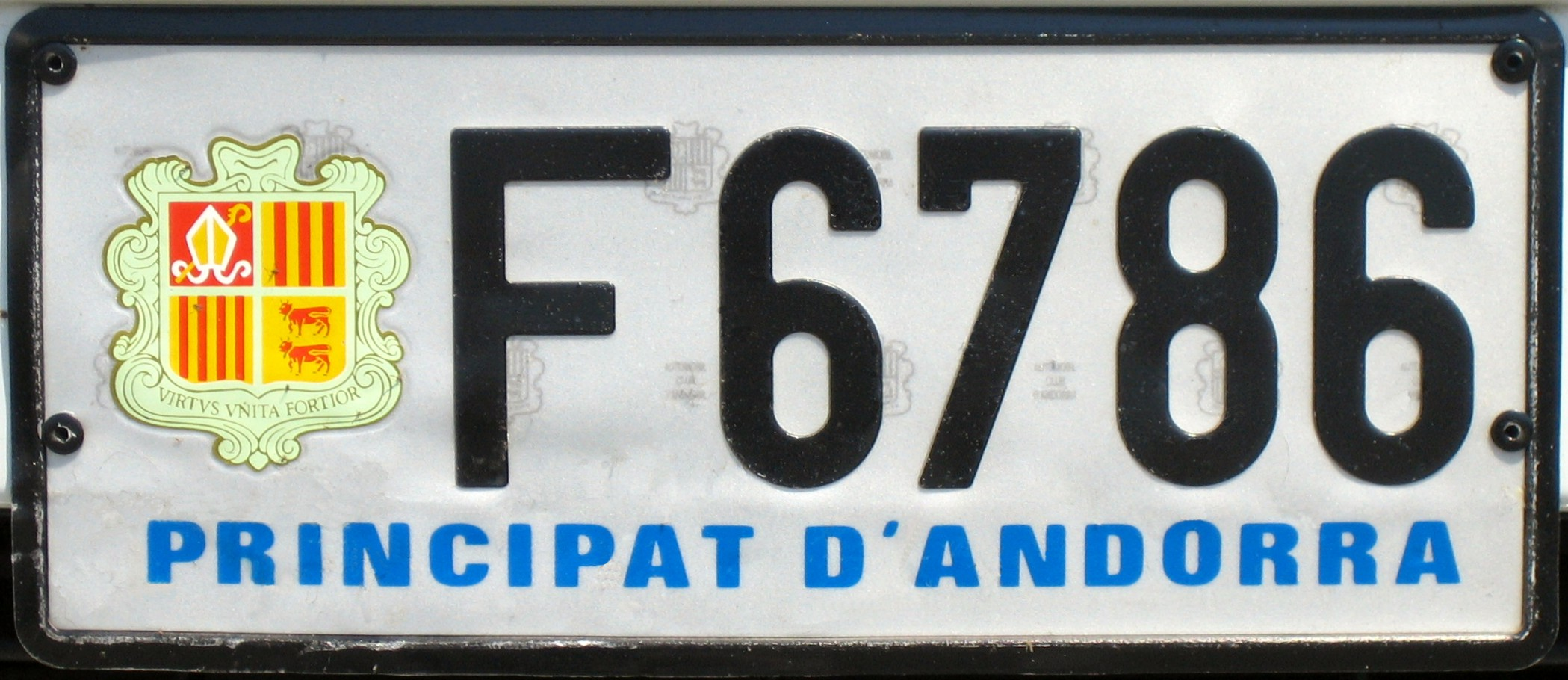
Andorra (oud)

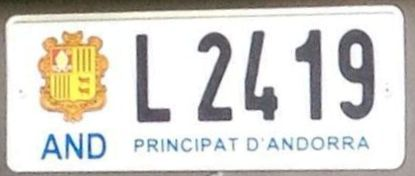
Andorra (nieuw)

Andorra geeft sinds 1930 nummerplaten uit. Nummerplaten die tot ongeveer oktober 1970 uitgereikt werden, bestaan uit vier cijfers. Tussen oktober 1970 en 30 november 1989, bestaat de combinatie uit vijf cijfers. Vervolgens is men overgeschakeld op één letter gevolgd door vier cijfers.
De achtergrond is wit, met aan de linkerkant het wapen van Andorra. Onderaan de nummerplaat staan de woorden "Principat d'Andorra" in blauwe letters.

## Antigua en Barbuda

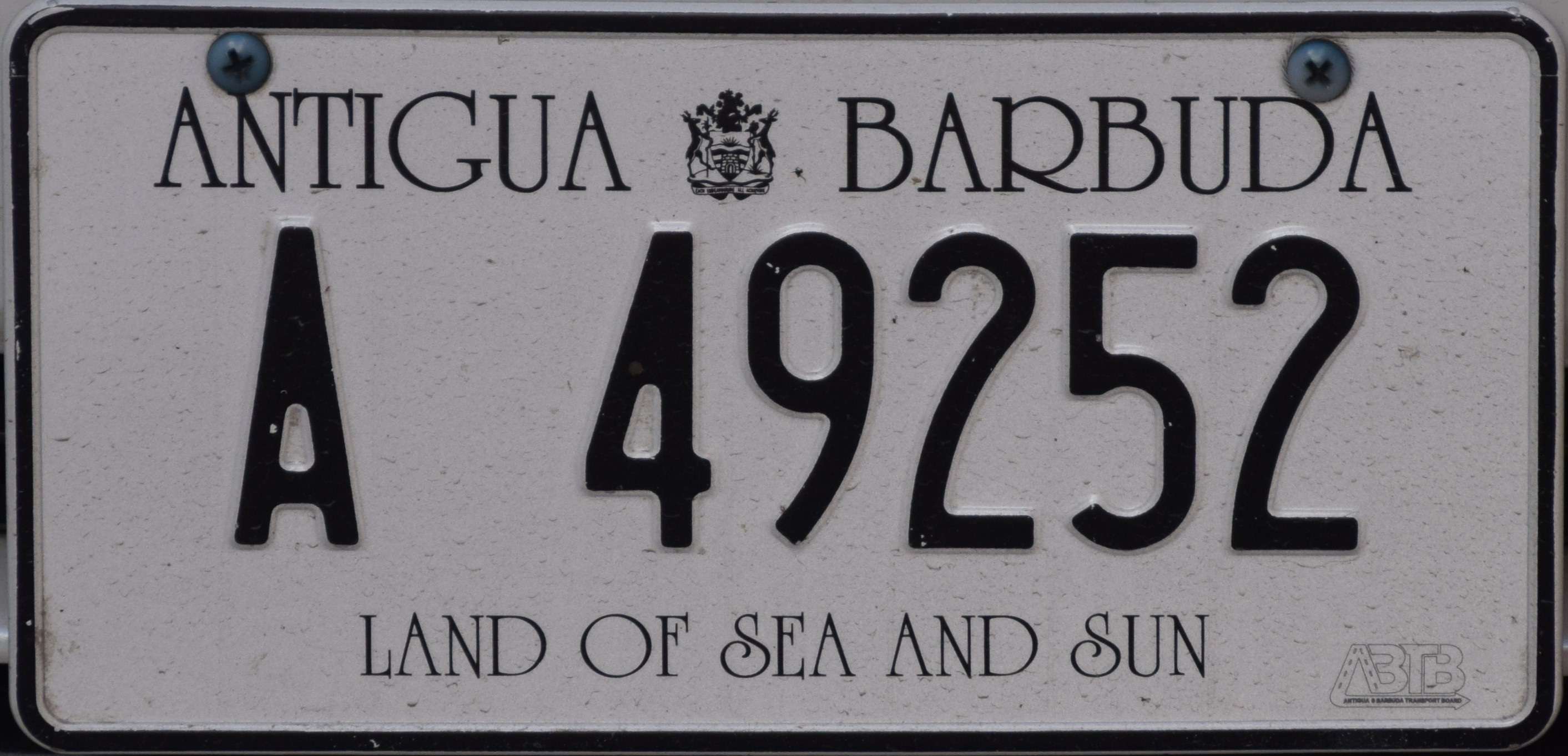
Antigua en Barbuda

## Argentinië

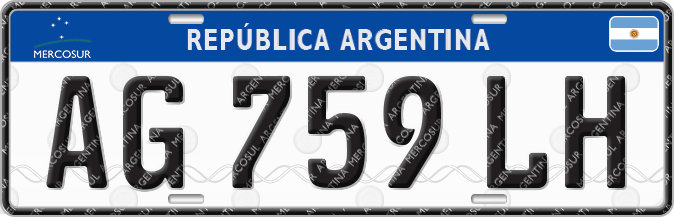
Argentinië, 2016

## Armenië

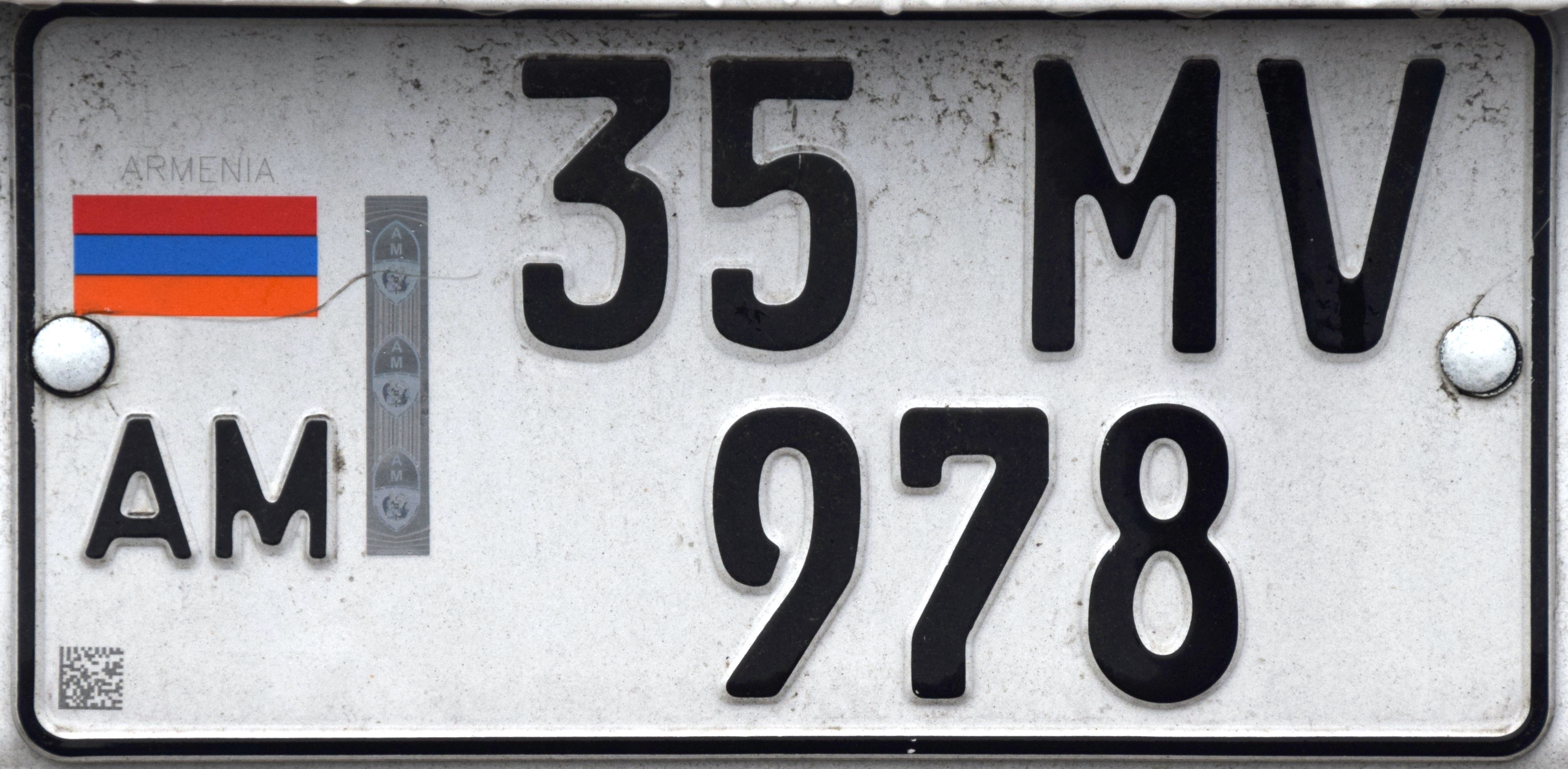
Armenië

## Australië

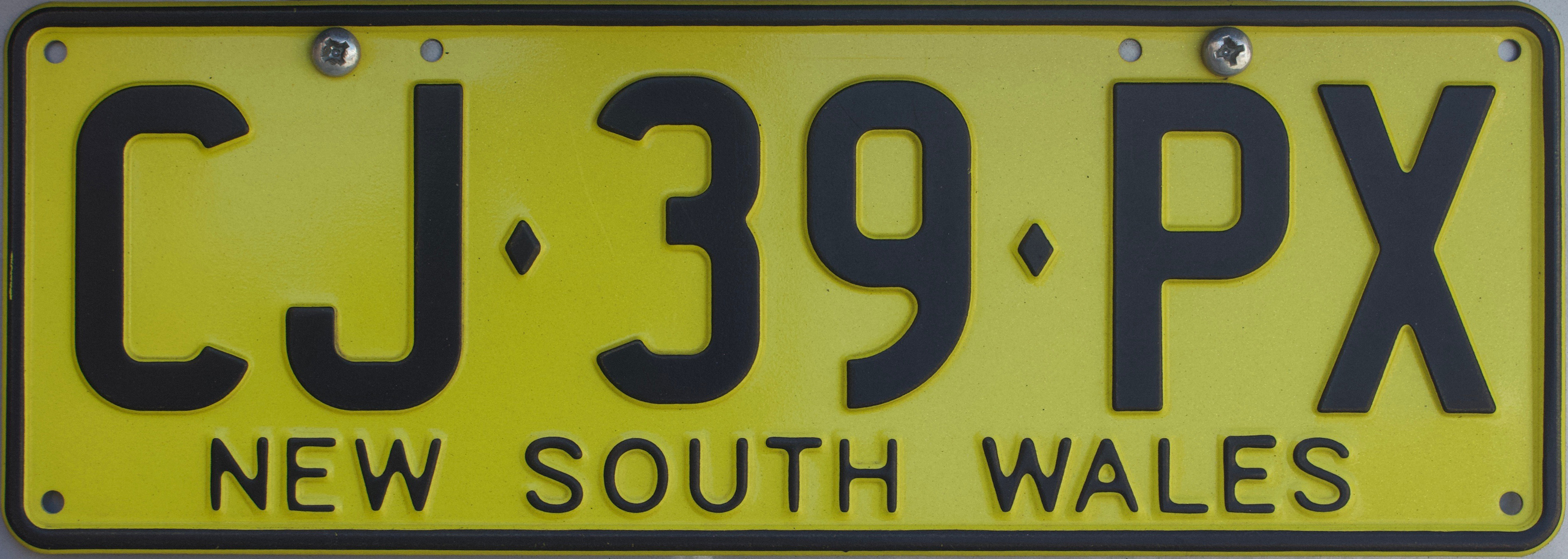
Kenteken uit New South Wales, Australië

## Azerbeidzjan

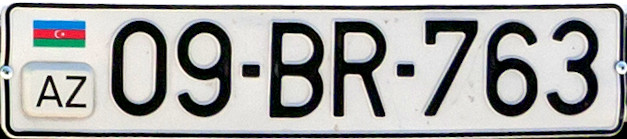
Azerbeidzjan

## Bahama's

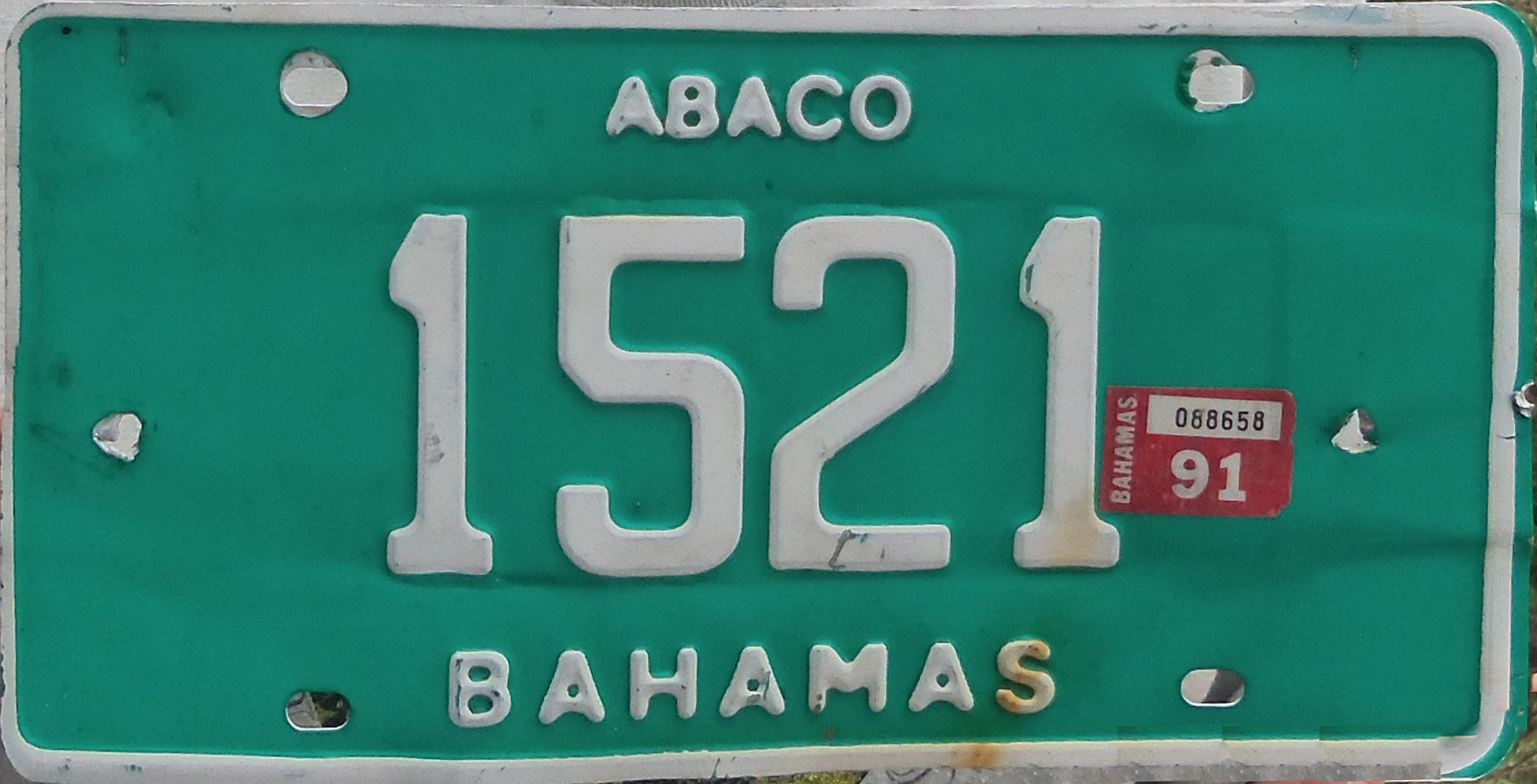
Bahama's

## Barbados

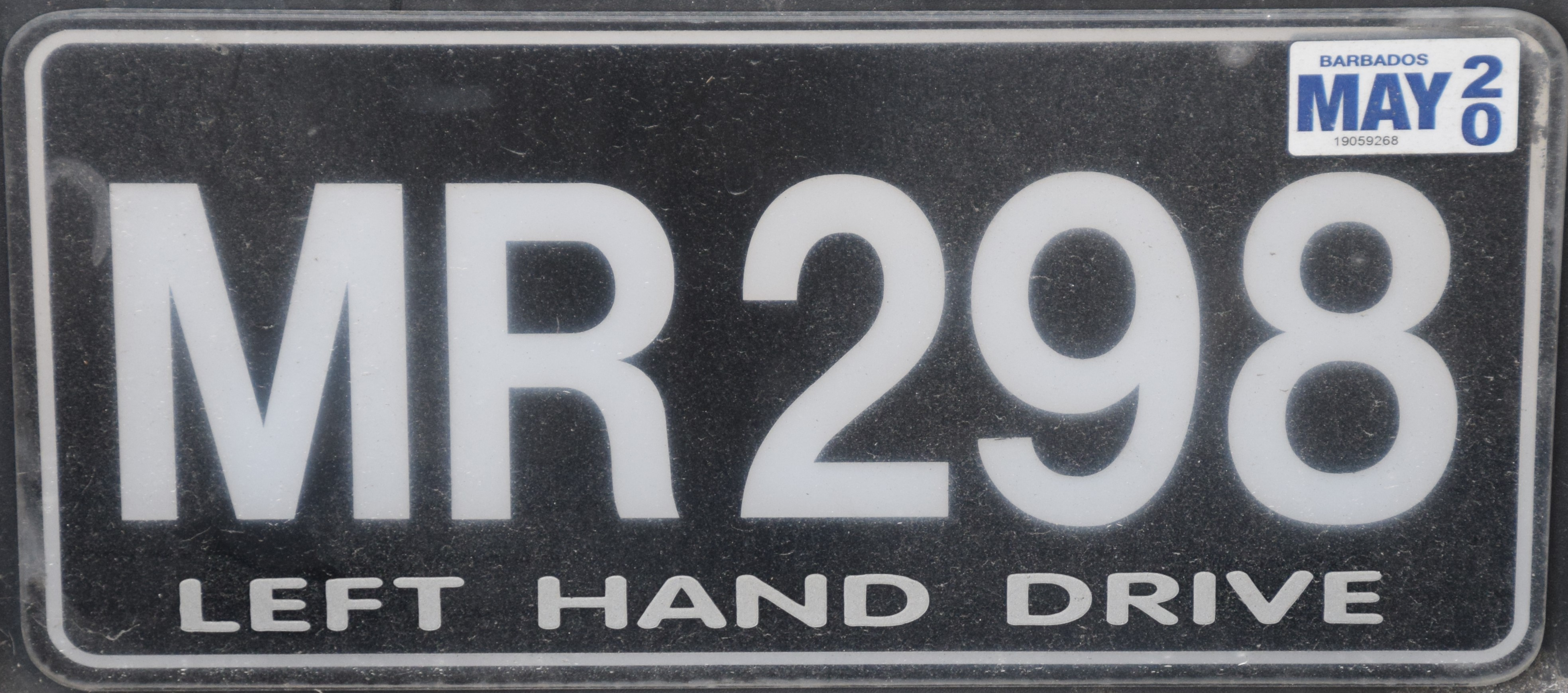
Barbados

## Belarus (Wit-Rusland)

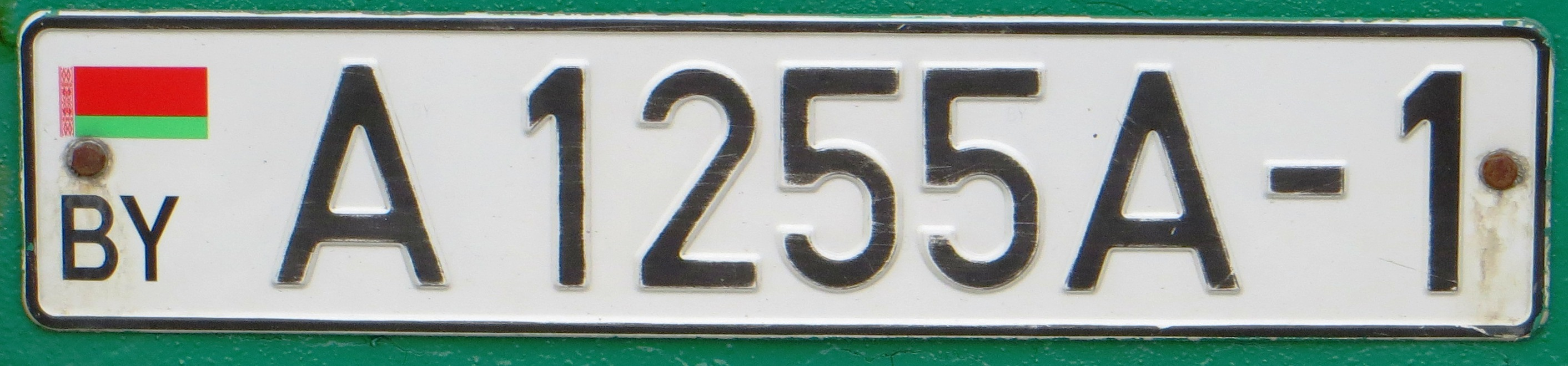
Wit-Rusland

## België

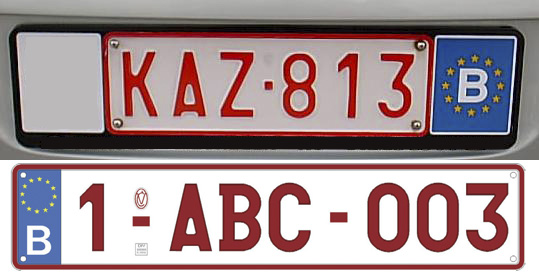
Kentekenplaten uit België. Boven oud, onder nieuw.

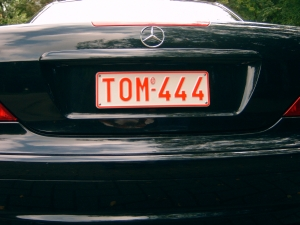
Gepersonaliseerde nummerplaat uit België

In België heeft de witte kentekenplaat een rode letter-cijfercombinatie, bestaande uit ofwel: een letter en vier cijfers, twee letters en drie cijfers, drie letters en drie cijfers of drie letters en vier cijfers. Het kenteken hoort in België niet bij het voertuig, maar bij de voertuigeigenaar. Bij verkoop wordt de kentekenplaat verwijderd van het voertuig.
Als een auto met Belgische niet-Europese nummerplaat de grens wil overschrijden, is een nationaliteitskenteken in de vorm van een zwarte B op een witte achtergrond verplicht. Als een auto een Europese nummerplaat heeft, dan hoeft een extra B-kenteken niet, aangezien die al op de nummerplaat gedrukt staat.
Van 1951 tot 1961 hadden kentekenplaten een letter en vier cijfers in willekeurige volgorde; van 1962 tot 1971 was het een groepje van twee aaneengeschakelde letters en drie cijfers in willekeurige volgorde; tussen 1971 en 1973 werden de drie cijfers tussen de twee letters geplaatst en vanaf 1973 tot 2008 werden het drie letters (behalve I, O en Q) gevolgd door drie cijfers.
In 2008 werd de combinatie omgedraaid, drie cijfers gevolgd door drie letters, omdat de vorige combinaties uitgeput waren. Met dit systeem konden er opnieuw 12,2 miljoen (10 × 10 × 10 × 23 × 23 × 23) combinaties gevormd worden (afgezien van de combinaties die scheldwoorden, politieke partijen en andere verboden combinaties vormen).
Op 16 november 2010 werd het eerste Europese model uitgereikt. Dit model heeft als combinatievolgorde een cijfer, drie letters (behalve O) en drie cijfers.

## Belize

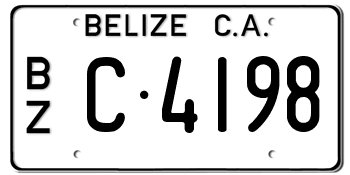
Belize

## Benin

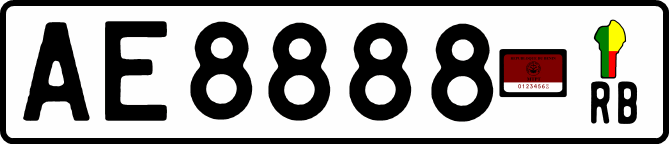
Benin

## Bhutan

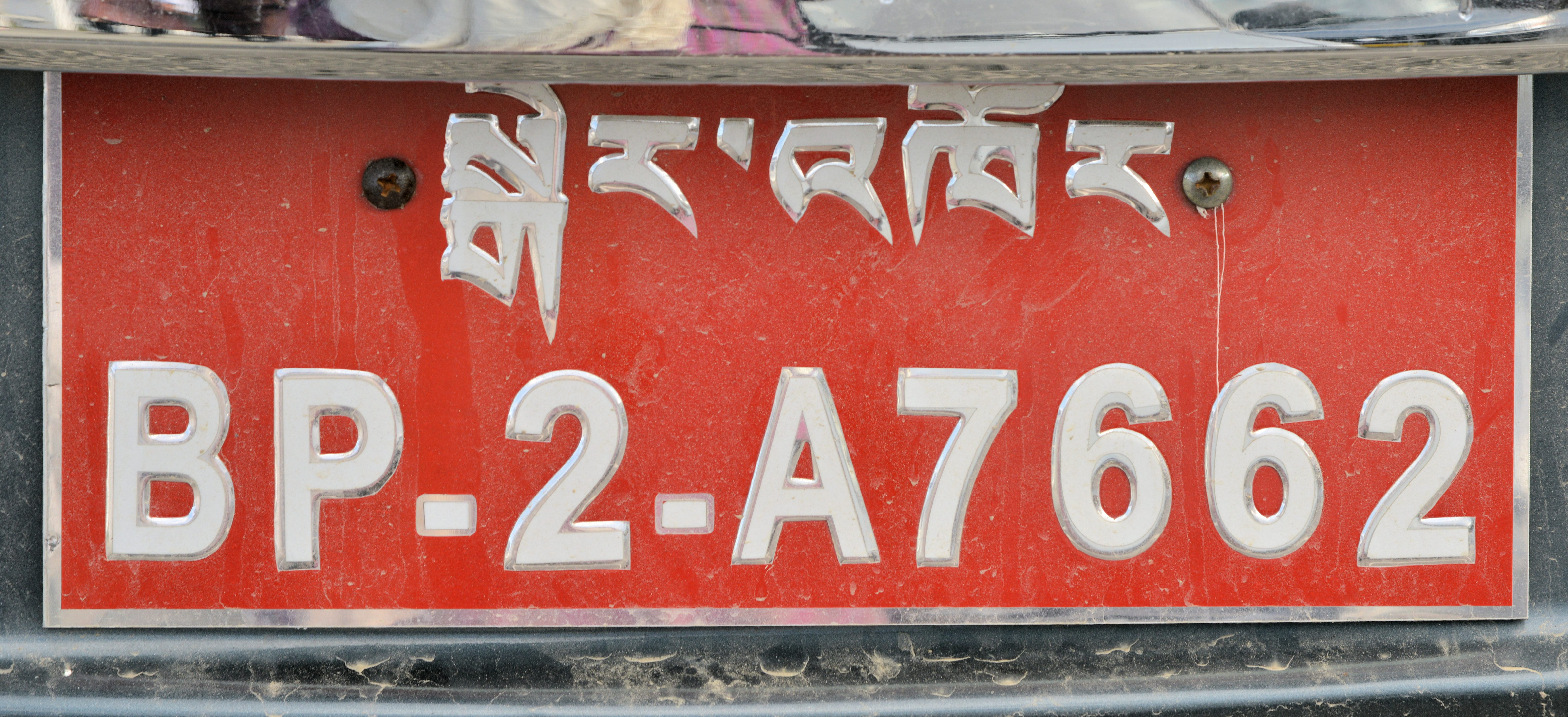
Bhutan

## Bolivia

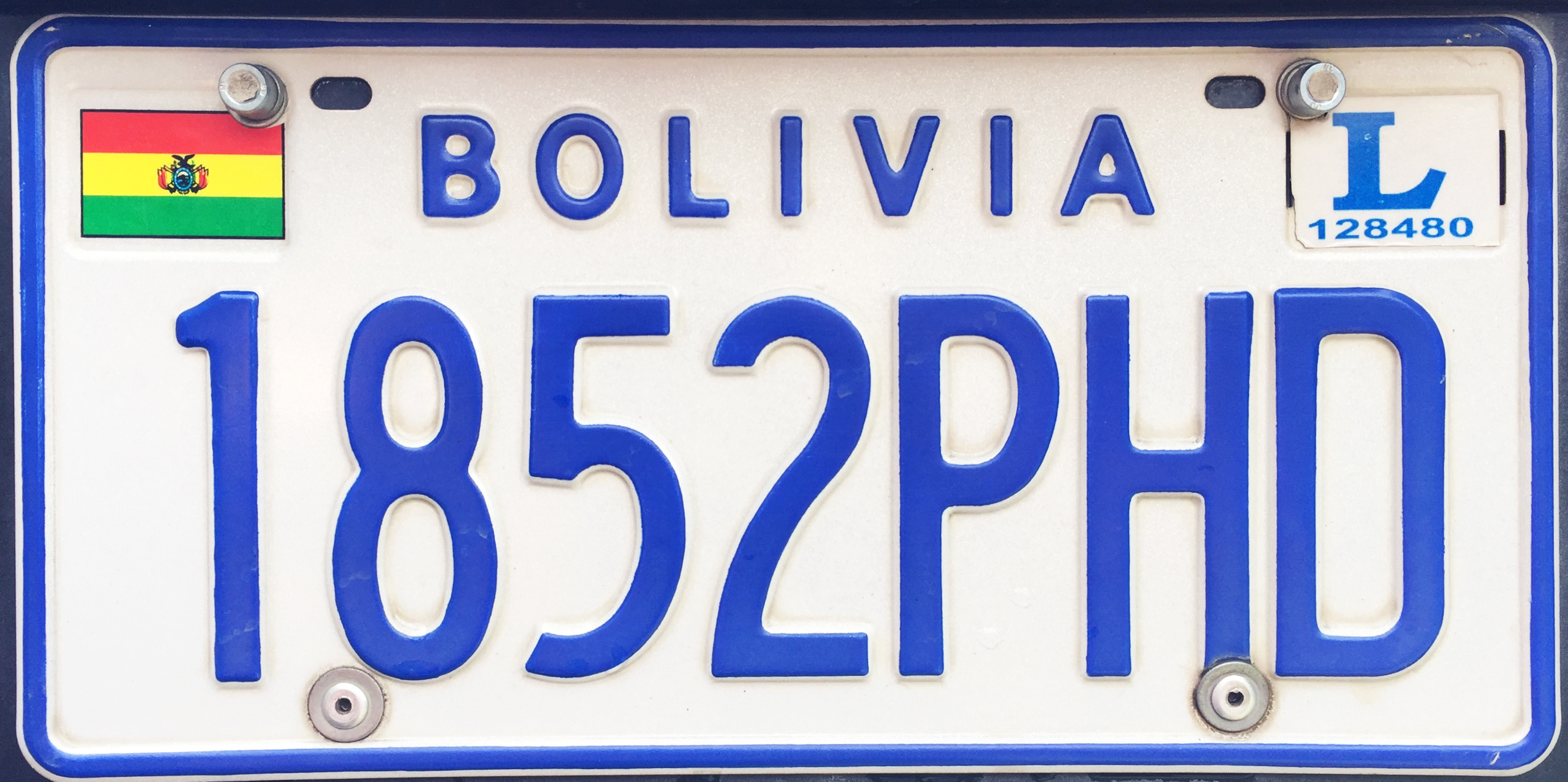
Bolivia

## Bosnië en Herzegovina

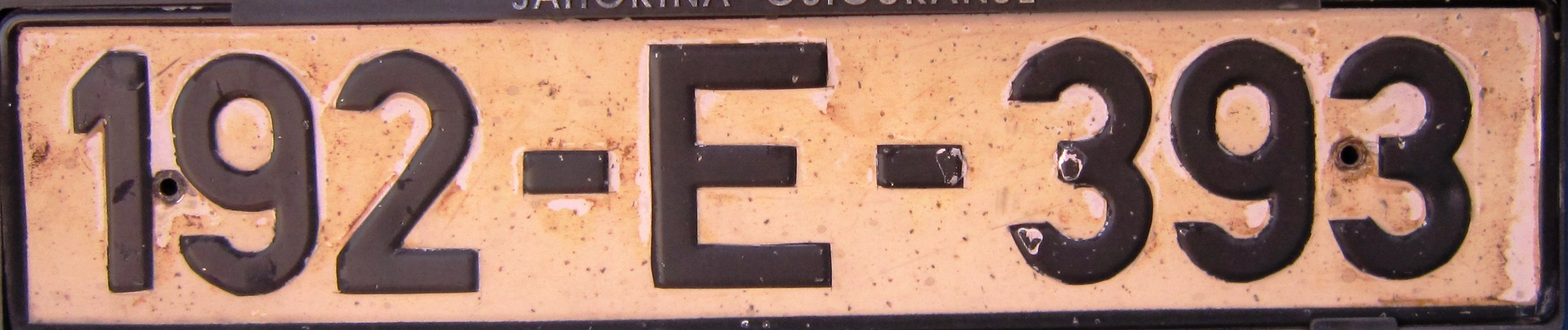
Bosnië en Herzegovina (oud)

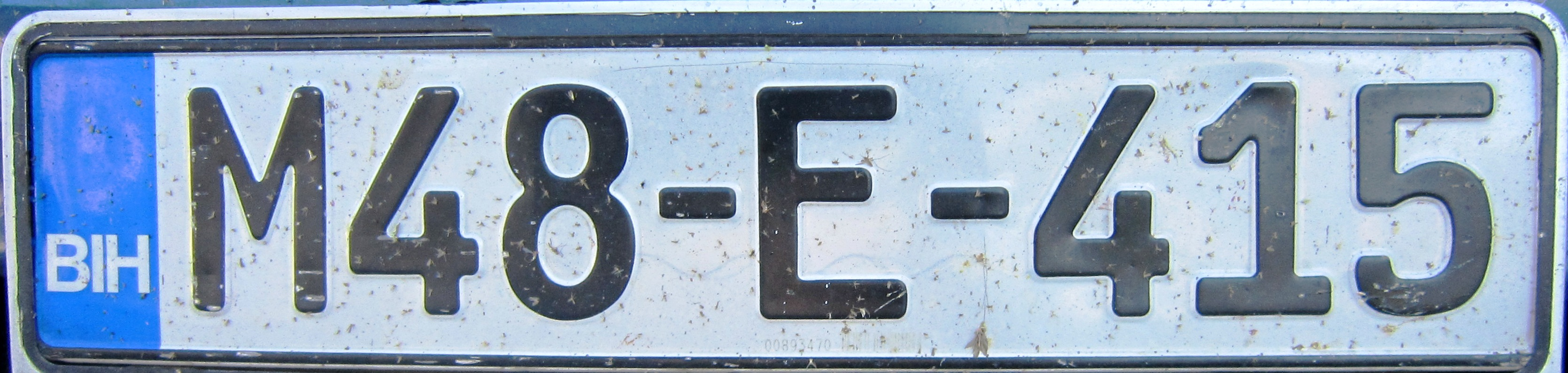
Bosnië en Herzegovina (nieuw)

## Botswana

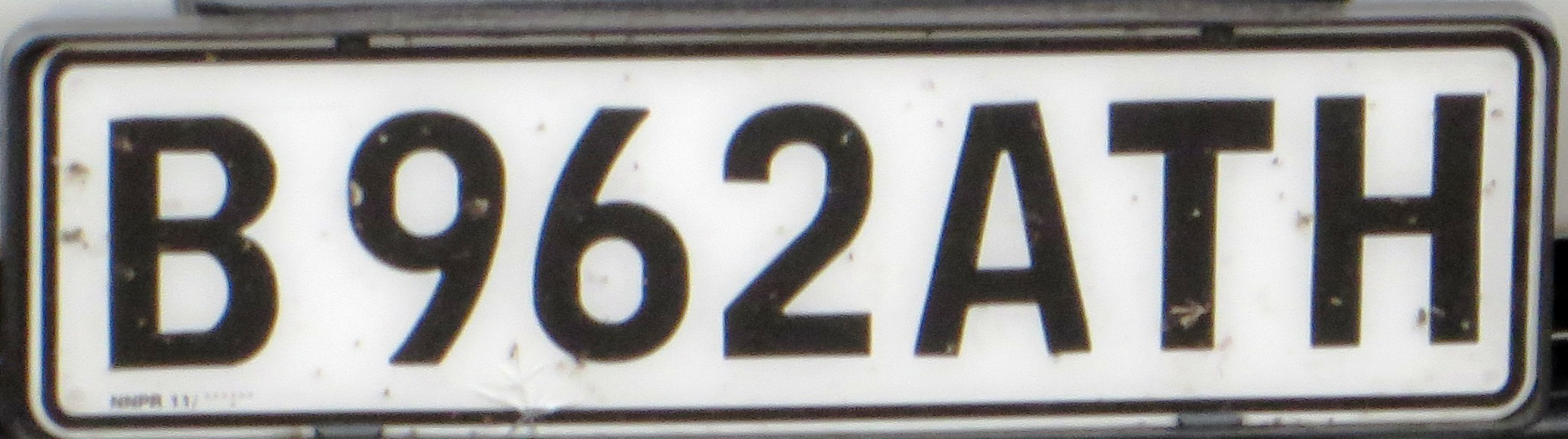
Botswana (voor)

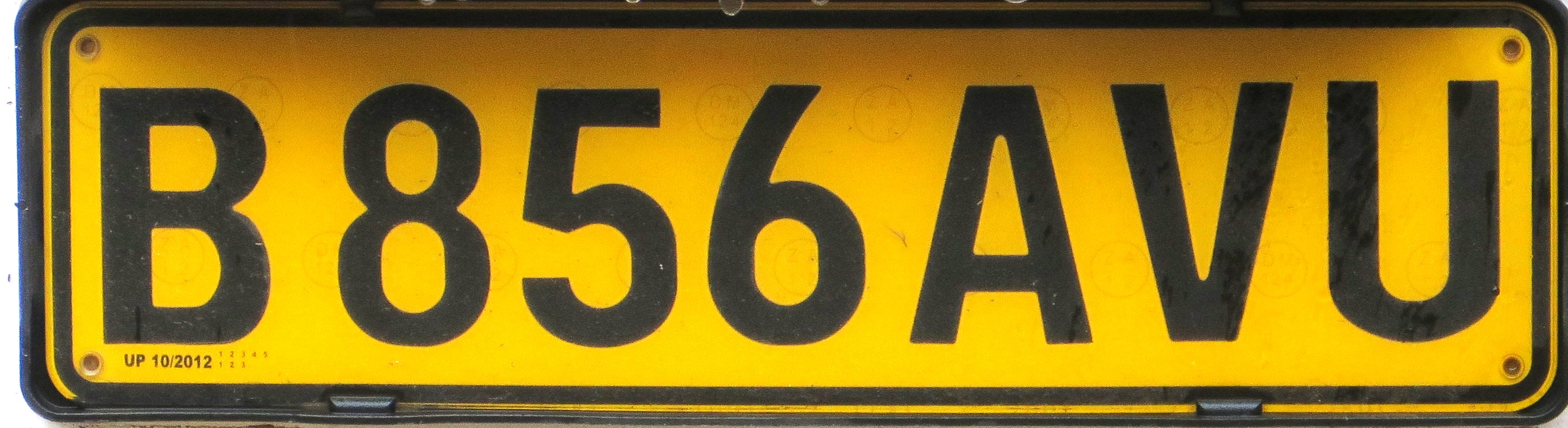
Botswana (achter)

## Brazilië

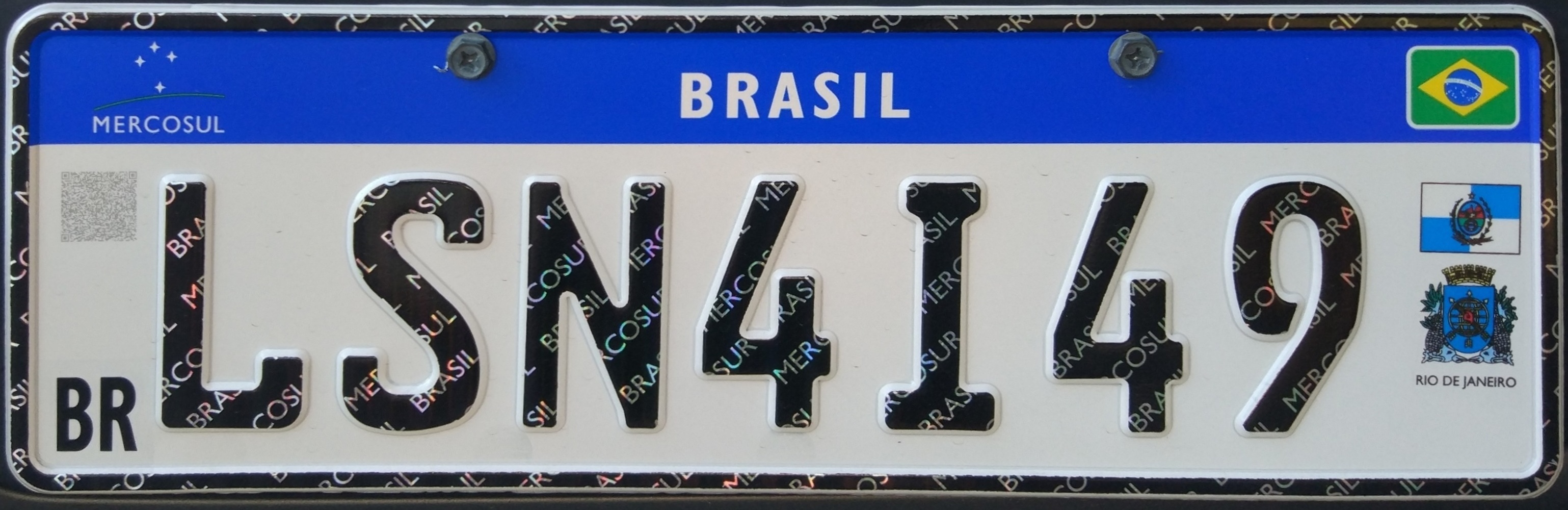
Gemeente Rio de Janeiro, Brazilië

## Brunei

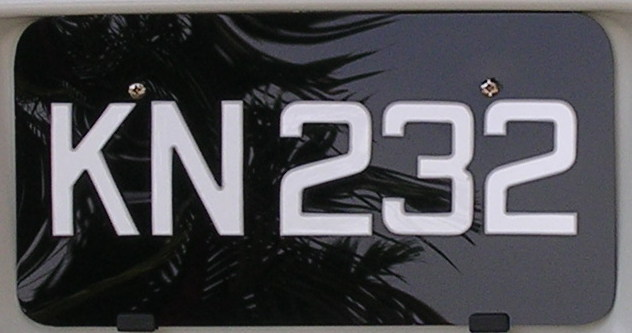
Brunei

## Bulgarije

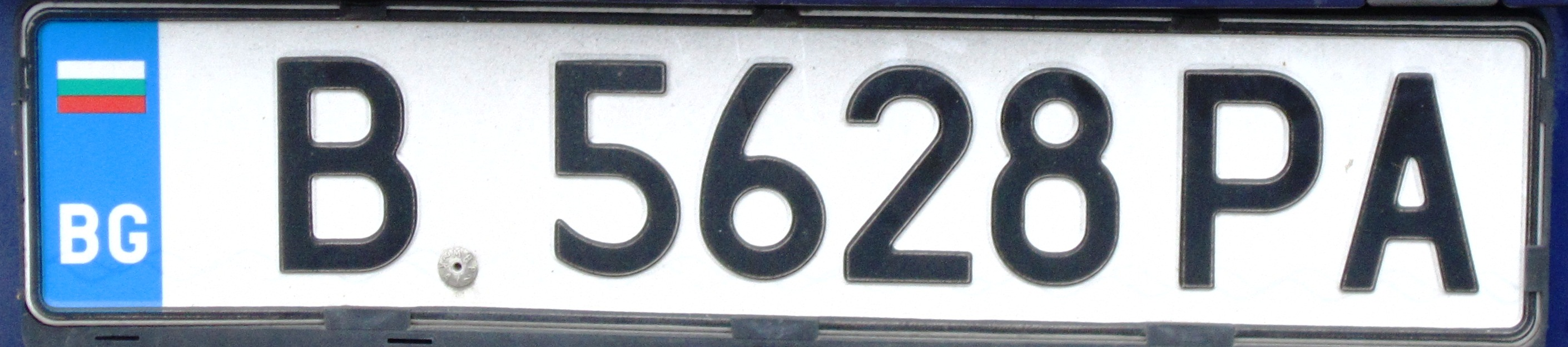
Bulgarije (oud)

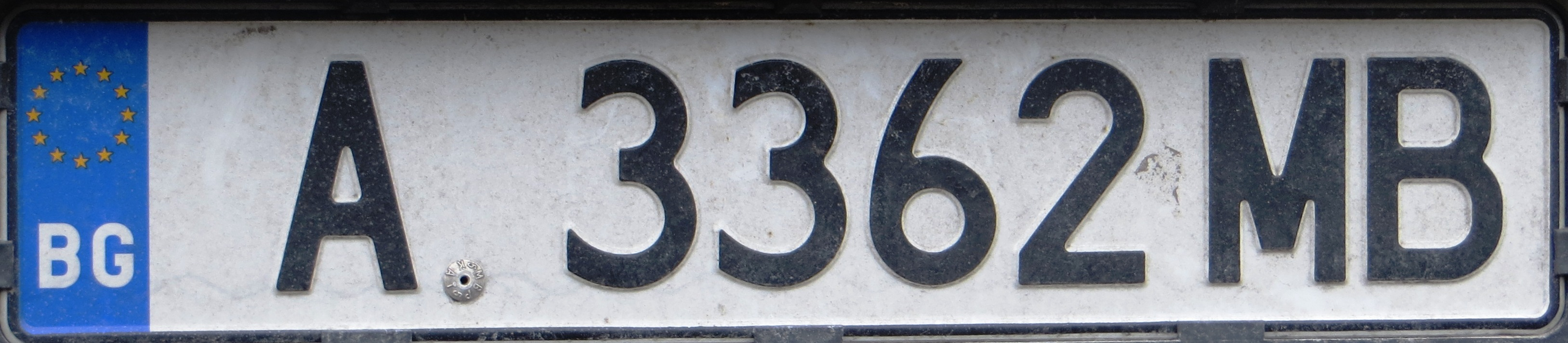
Bulgarije (nieuw)

## Burkina Faso

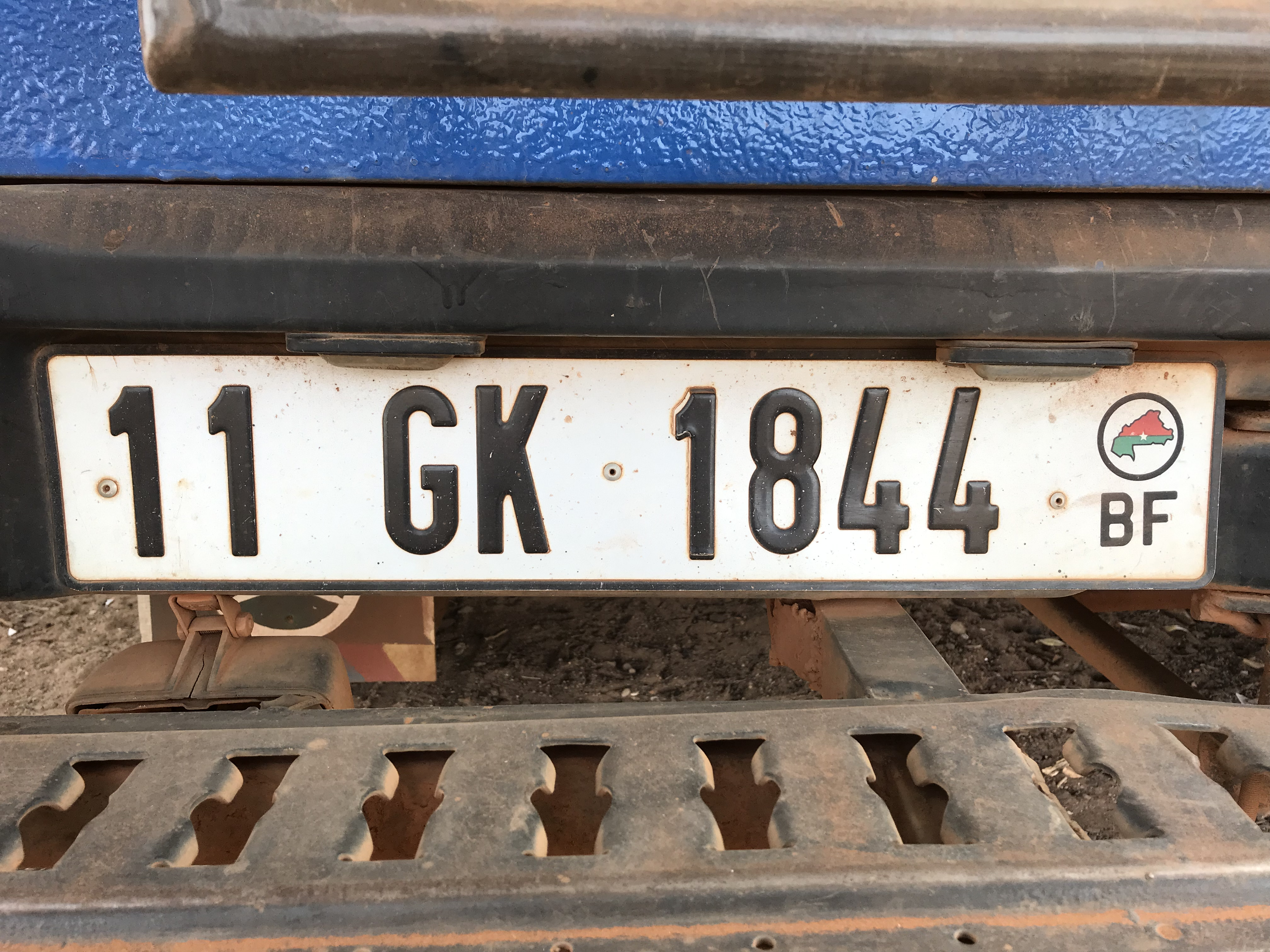
Burkina Faso

## Cambodja

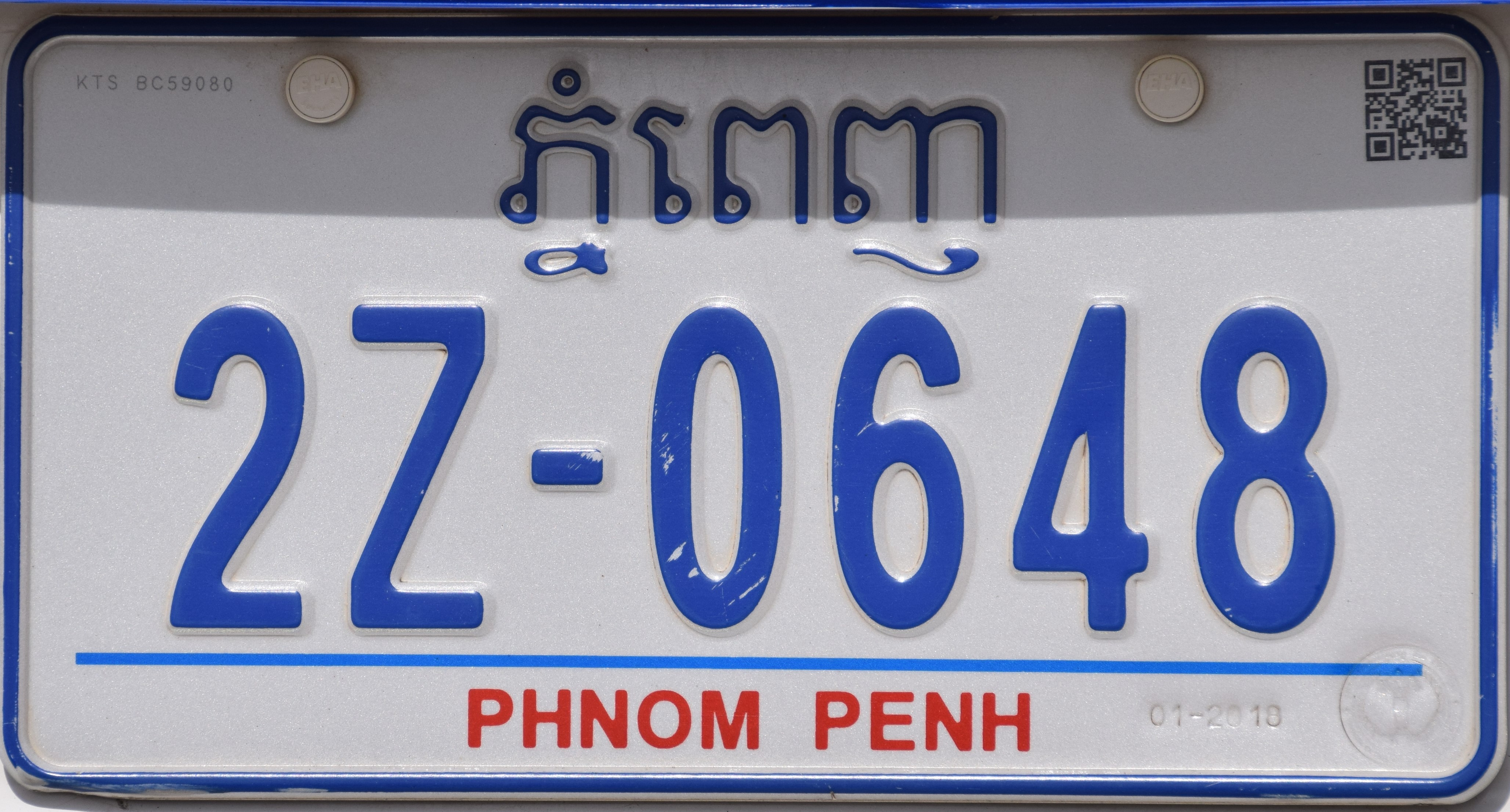
Phnom Penh, Cambodja

Aan het eerste cijfer kan men zien voor welk soort voertuig de plaat is.
1. bromfiets/motorfiets/tuktuk
2. personenauto
3. vrachtauto/bus
4. oplegger

## Canada

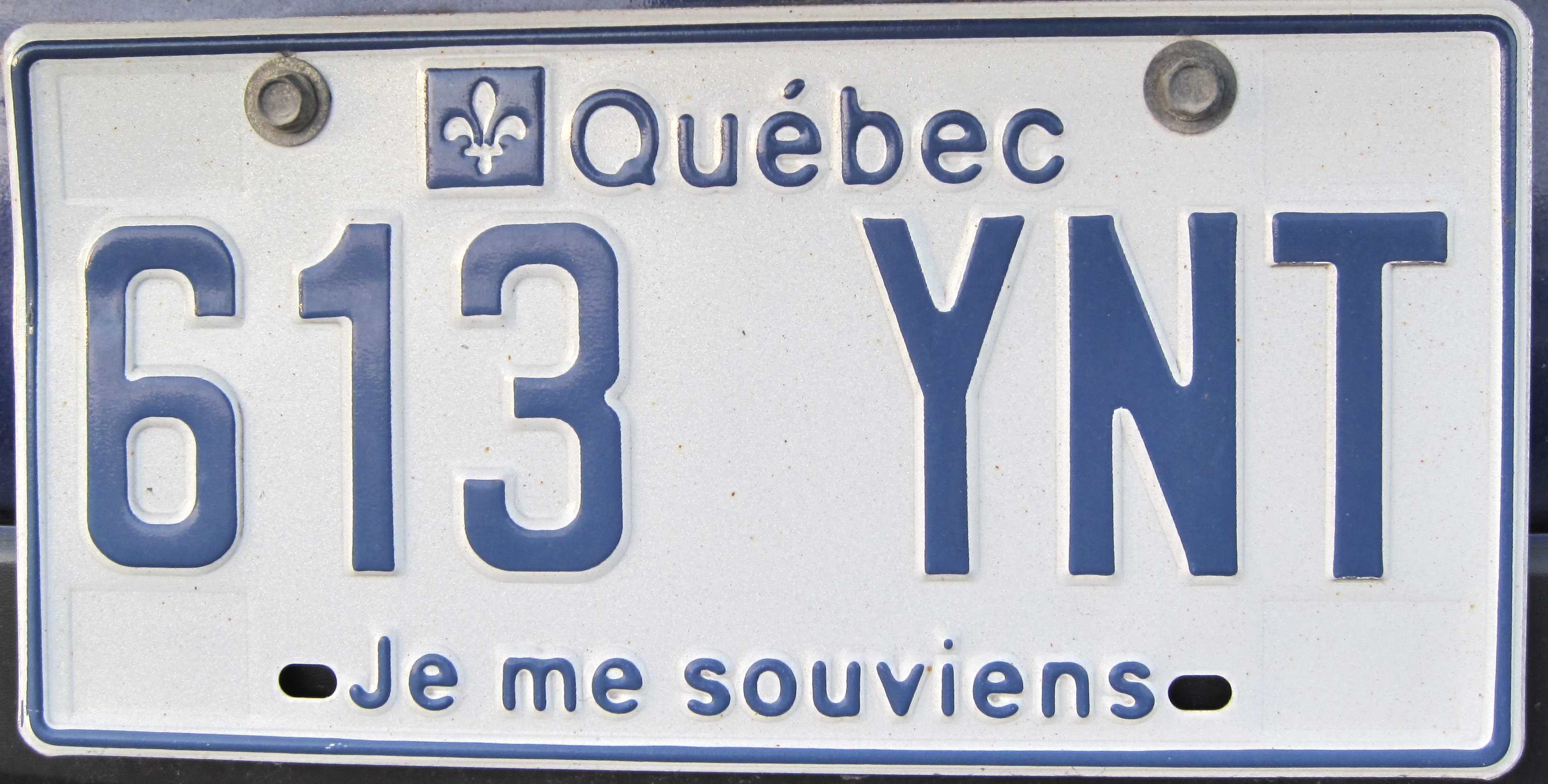
Kentekenplaau uit Quebec, Canada

In Canada heeft elke provincie zijn eigen kentekenplaten, herkenbaar aan een eigen kleur en logo, met bovenaan de plaat de naam van de provincie en onderaan de slogan van die provincie. Op de kentekenplaat wordt in sommige provincies tevens een keuringssticker geplakt. De kentekenplaat wordt, behalve in Newfoundland en Labrador, aan een persoon uitgereikt en kan dus overgaan op een andere auto.

## Centraal-Afrikaanse Republiek

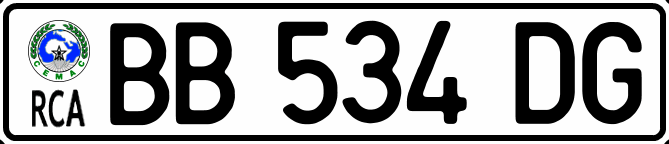
Kentekenplaat van Centraal-Afrikaanse Republiek

## Chili

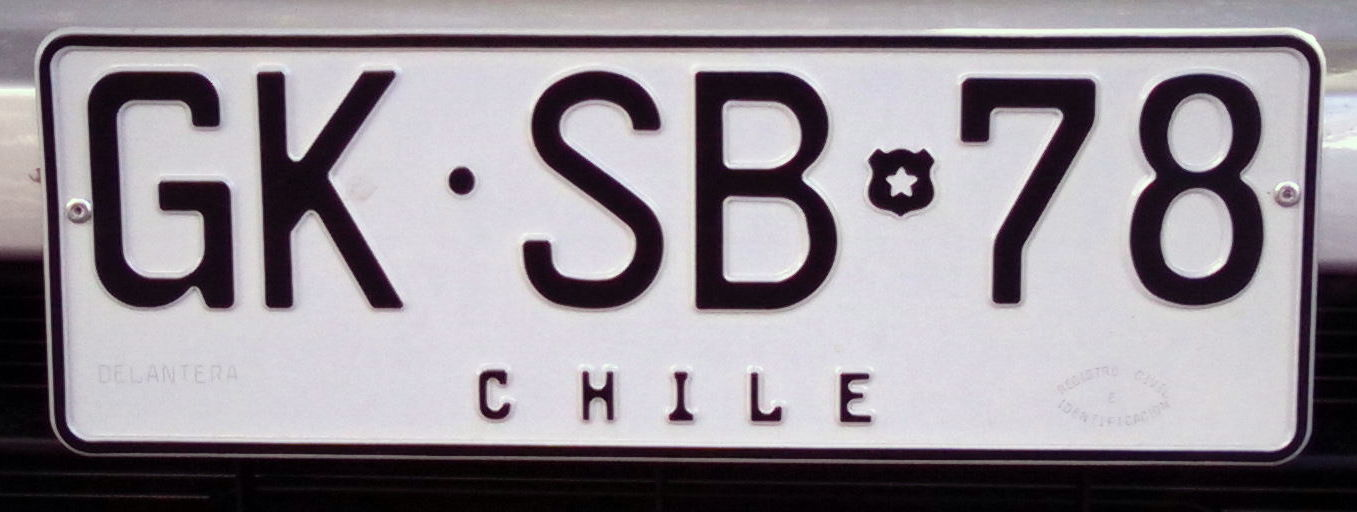
Chili

## China

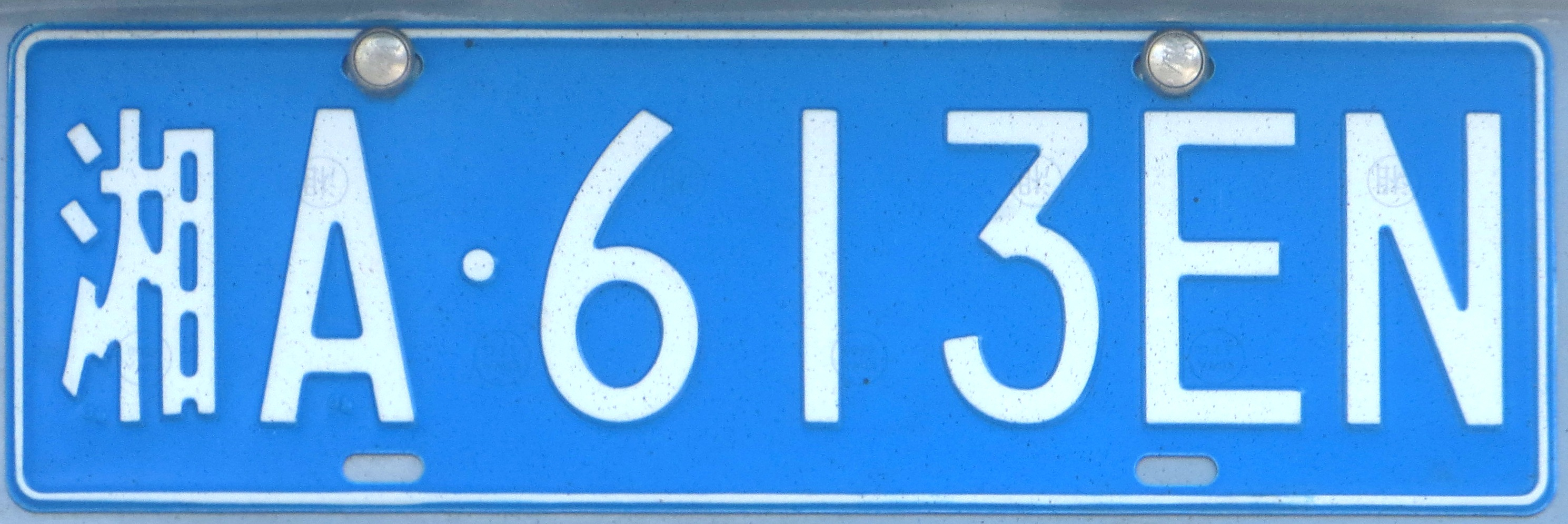
Blauwe kentekenplaat uit China

Chinese kentekenplaten volgen de standaard GA36-2007 die in 2007 is geïmplementeerd, en zijn blauw met links een Chinees karakter dat een afkorting is voor de provincie waar de auto is geregistreerd, gevolgd door een enkele Latijnse letter die de stad vertegenwoordigt (vaak staat A voor de hoofdstad, B voor de hierna belangrijkste stad, C voor de daaropvolgende, etc.), waarna een willekeurige letter/cijfercombinatie volgt. De kentekens worden uitgereikt door het Voertuigbeheerbureau, dat onder het Ministerie van Publieke Veiligheid valt. Motoren en grote of speciale voertuigen, zoals bussen, hebben een gele kentekenplaat. Voertuigen van diplomaten en buitenlanders hebben zwarte kentekenplaten. Hong Kong en Macau reiken zelfstandig kentekens uit en volgen dus andere standaarden.

## Colombia

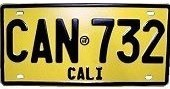
Kentenplaat uit Colombia

## Comoren

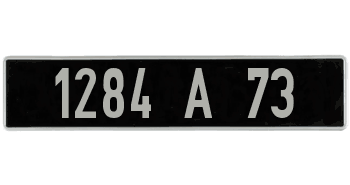
Kenteken van Comoren

## Congo-Brazzaville

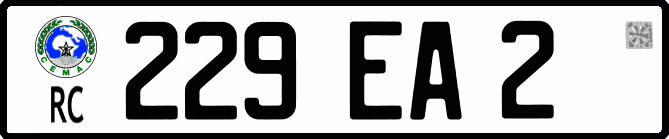
Congo-Brazaville

## Congo-Kinshasa

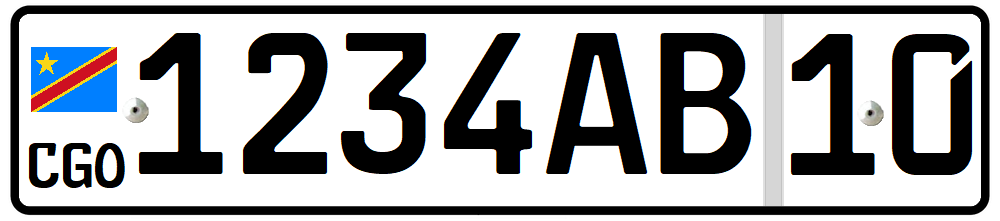
Congo-Kinshasa

## Costa Rica

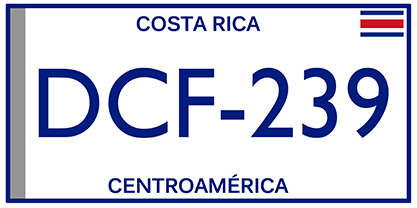
Costa Rica

## Cuba

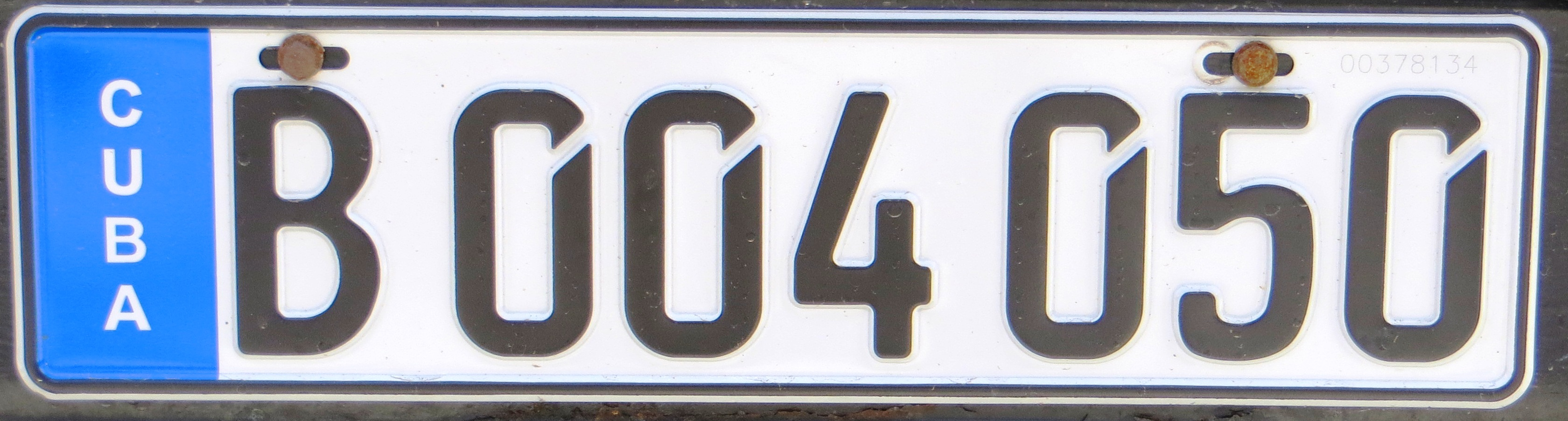
Cuba

Op Cuba heeft elke provincie tot mei 2013 zijn eigen kentekenplaten. Vanaf mei 2013 zijn er nieuwe witte kentekenplaten ingevoerd, die de oude gekleurde kentekenplaten gaan vervangen. 

## Cyprus

Cyprus

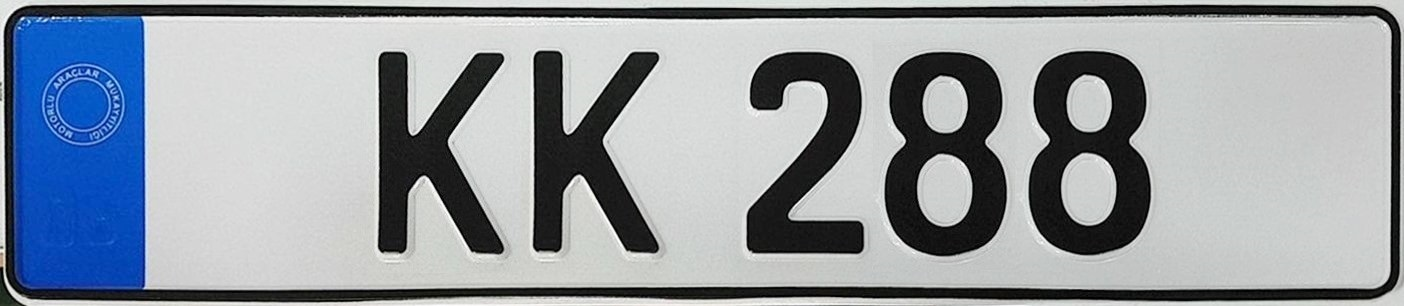
Noord-Cyprus

Het kenteken in Cyprus bestaat uit 2 verschillende kentekenplaten. Een witte kentekenplaat aan de voorzijde en een gele kentekenplaat aan de achterzijde. Dit is net als in Groot-Brittannië. Hieruit is duidelijk te zien dat het vroeger een Engelse kolonie was. Huurauto's hebben een rood kenteken. Op de nieuwe kentekenplaten aan de Griekse zijde staat CY met de Europese vlag.

## Denemarken

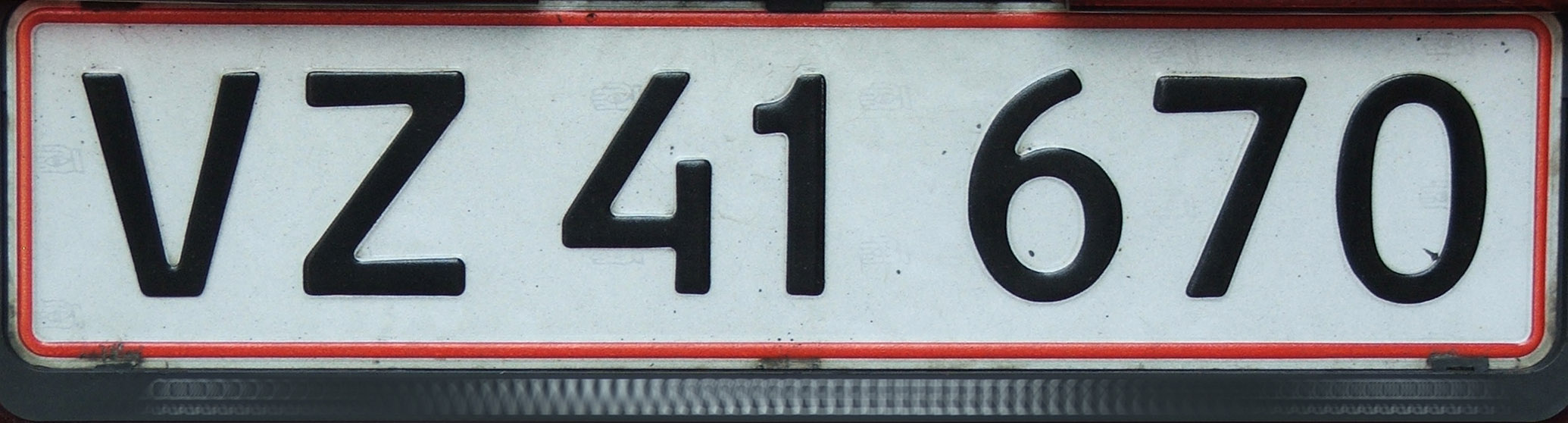
Denemarken

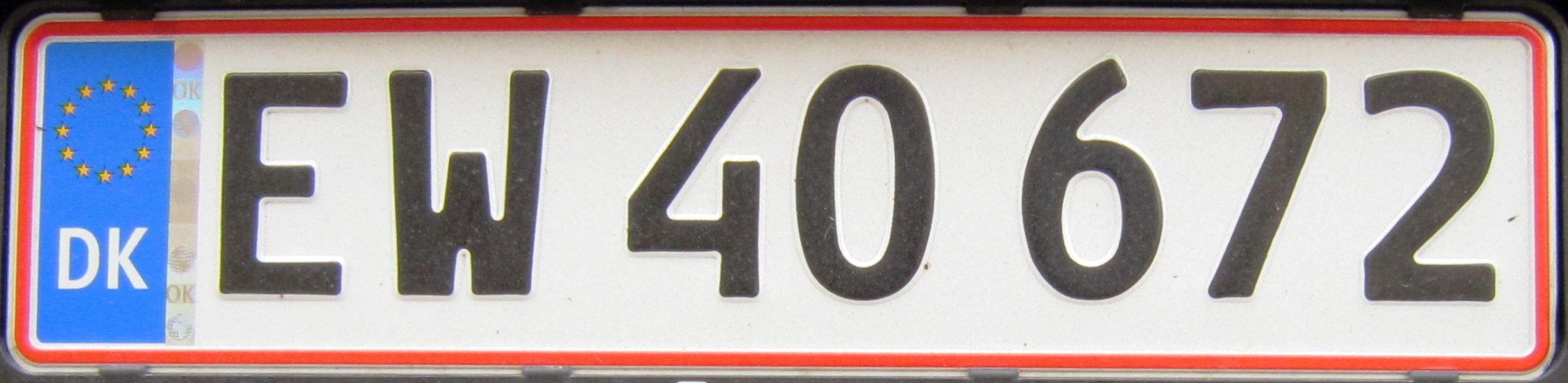
Denemarken met EU-strip

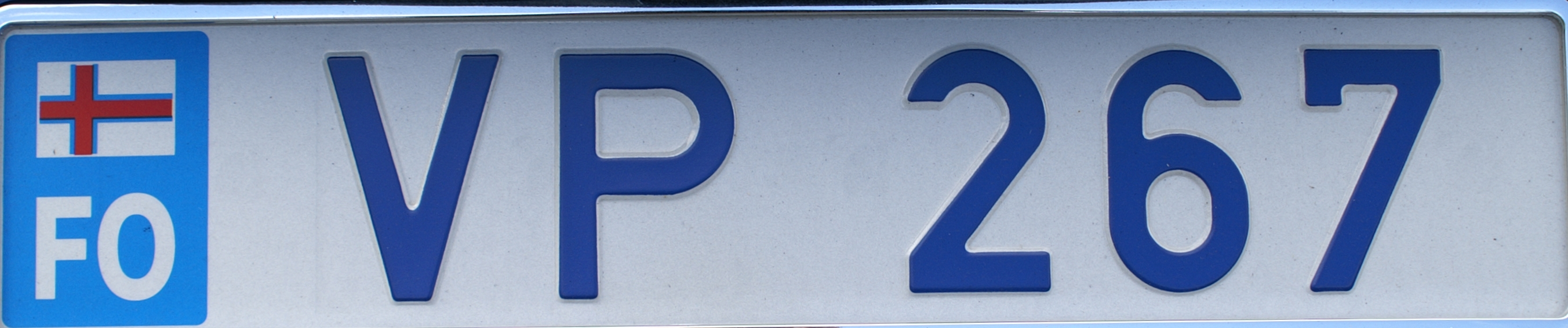
Faeröer

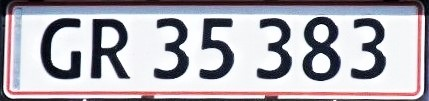
Groenland

Het Deens kenteken bestaat normaal gezien uit twee letters en vijf cijfers. De zwarte letter- en cijfercombinatie staat in een rood kader op een witte achtergrond.
In Denemarken worden geen regionale codes gebruikt; men kan de herkomst van een wagen dus niet aflezen van het kenteken. De cijfercombinatie vertelt wel meer over het voertuigtype.
Enkele voorbeelden:
- 10 000-18 999 Motorfietsen
- 20 000-75 999 Auto's
- 76 000-77 999 Diplomatiek korps
- 78 000-97 999 Bestelwagens, bussen en zware vrachtwagens
- 98 000-99 999 Taxi's

Auto's die voor 1996 op de Faeröer zijn geregistreerd, hebben kentekenplaten met een witte achtergrond, zwarte tekst in Deense stijl, maar met zwarte rand en slechts één letter, F.
Auto's die na 1996 zijn geregistreerd, hebben een witte achtergrond, blauwe tekst in hun eigen stijl, twee letters en drie cijfers. Er is een blauwe streep aan de linkerkant. Hierop staat de Faeröerse vlag en de code "FO". dit omdat de Faeröer buiten de EU ligt.
Kentekens in Groenland bestaan uit twee zwarte letters "GR" in Deense stijl en enkele cijfers op een witte achtergrond. Aangezien Groenland geen deel uitmaakt van de Europese Unie, vindt men geen verwijzingen naar de EU terug op Groenlandse voertuigen.

## Djibouti

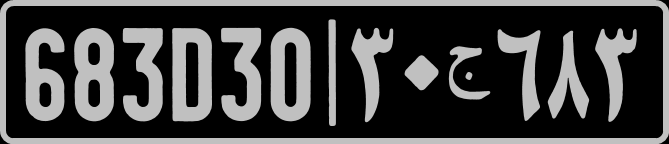
Djibouti, jaren 90

## Dominica

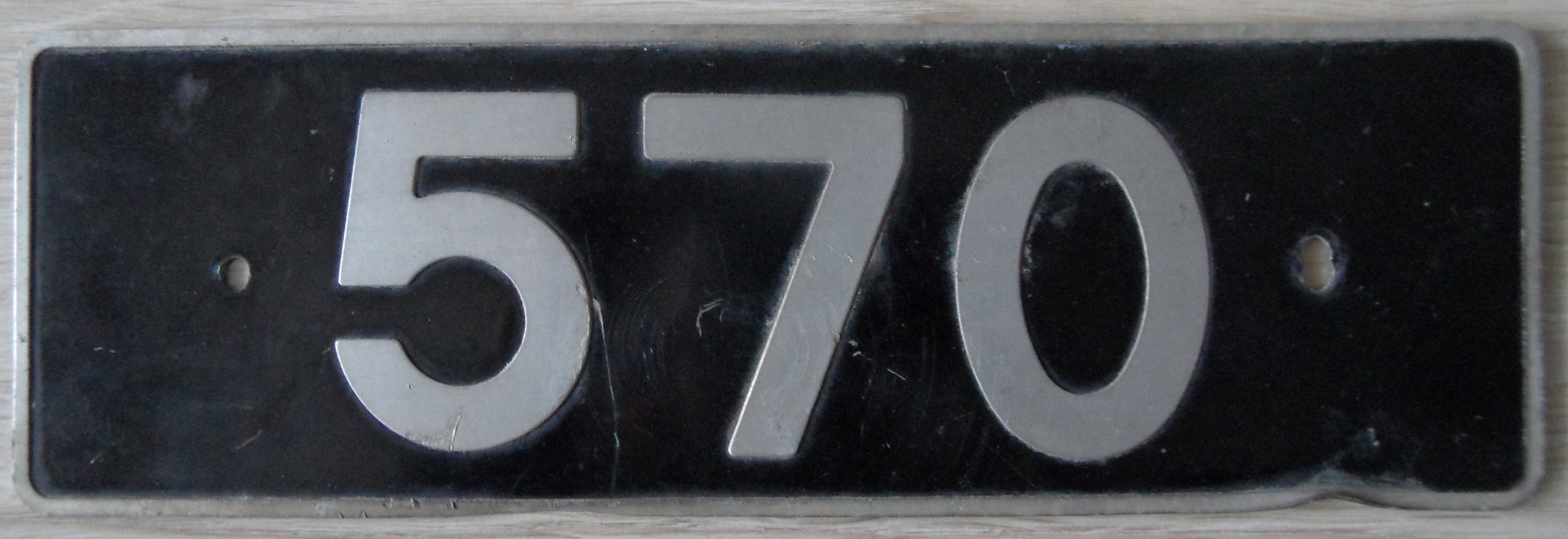
Dominica

## Dominicaanse Republiek

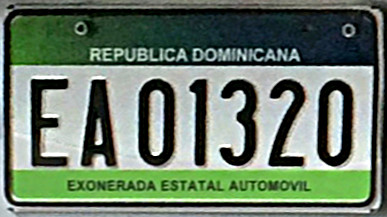
Dominicaanse Republiek

## Duitsland

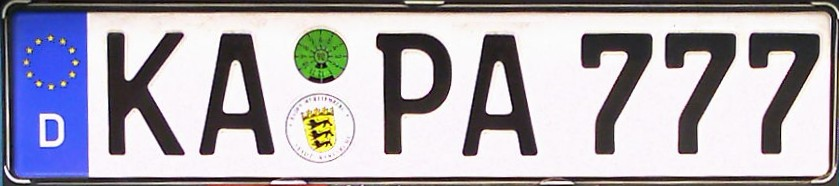
Kenteken uit Karlsruhe, Duitsland

Een Duits kenteken begint met een lettercode die het registratiedistrict waar het voertuig geregistreerd staat aangeeft. Deze code is minimaal 1 letter en maximaal 3 letters lang.
Veelal bestaat de mogelijkheid de daaropvolgende letter- en cijfercombinatie (een of twee letters en maximaal vier cijfers) zelf te kiezen, voor zover deze nog niet uitgegeven is en ook niet voor motoren gereserveerd is. Deze combinatie kan dan voor een maand worden gereserveerd. Het toekennen van deze combinatie is altijd onder voorbehoud van goedkeuring door de bevoegde instantie.

## El Salvador

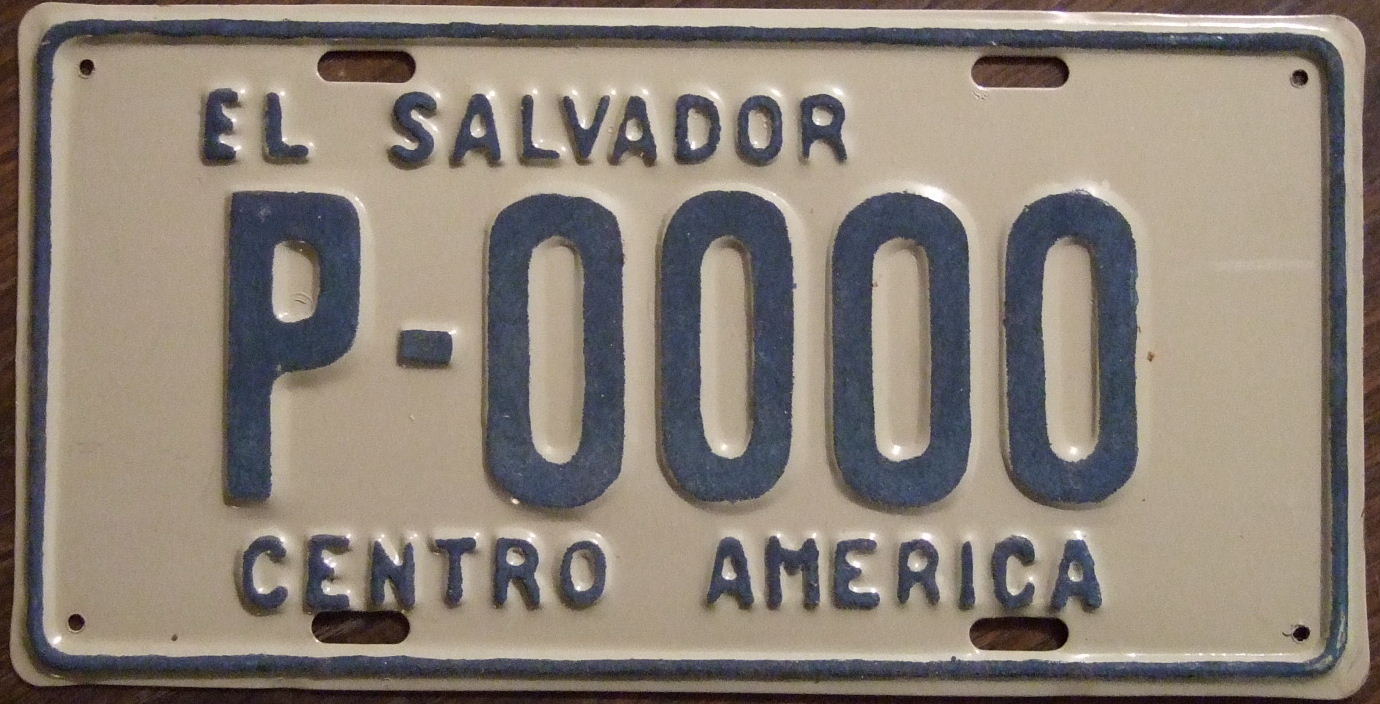
El Salvador

## Equatoriaal-Guinea

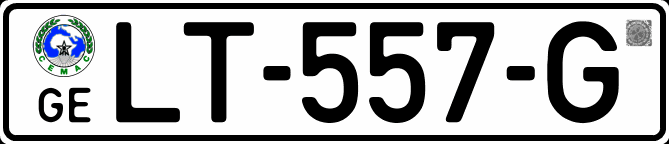
Equatoriaal-Guinea

## Eritrea

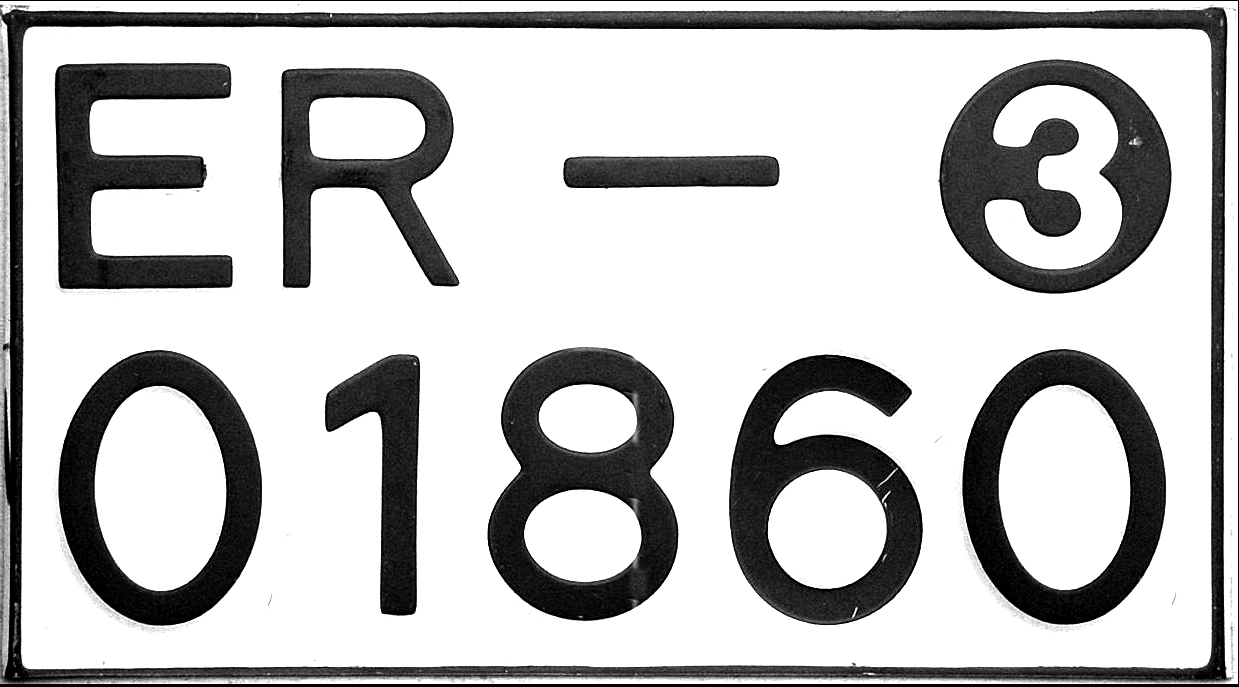
Eritrea

## Estland

Estland

Een Estisch kenteken bestaat uit drie cijfers en drie letters. De zwarte cijfer- en lettercombinatie staat op een witte reflecterende achtergrond. In Estland wordt de combinatie niet willekeurig gekozen; er bestaan regionale codes. Men kan de herkomst van een wagen dus aflezen van het kenteken. 

## Eswatini (Swaziland)

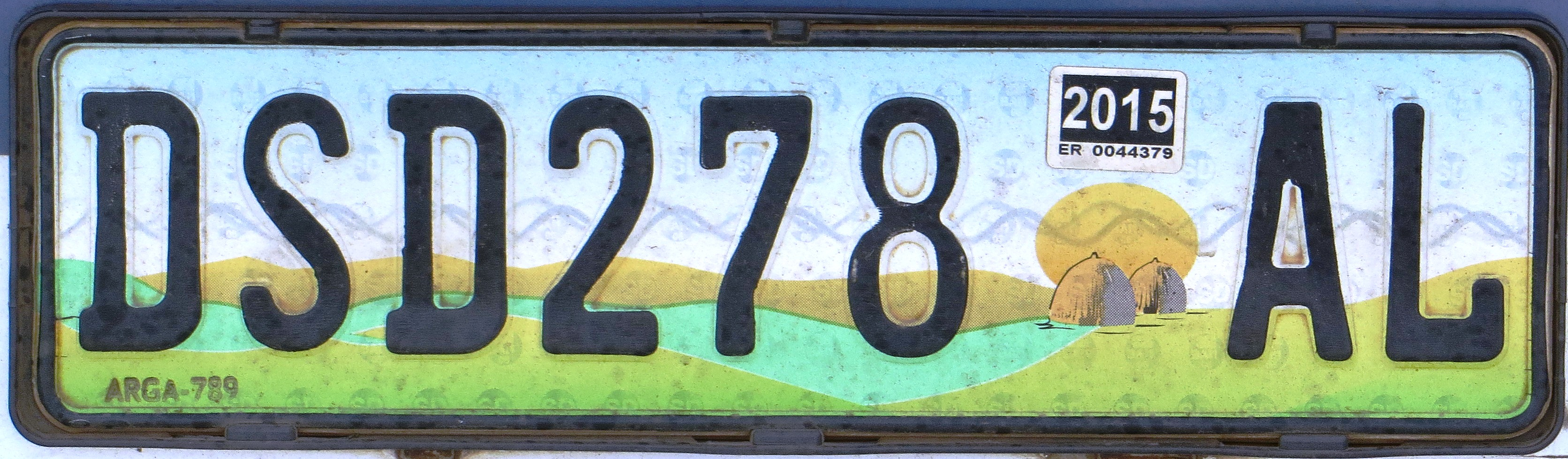
Eswatini (Swaziland)

## Ethiopië

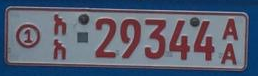
Ethiopië (taxi)

## Fiji

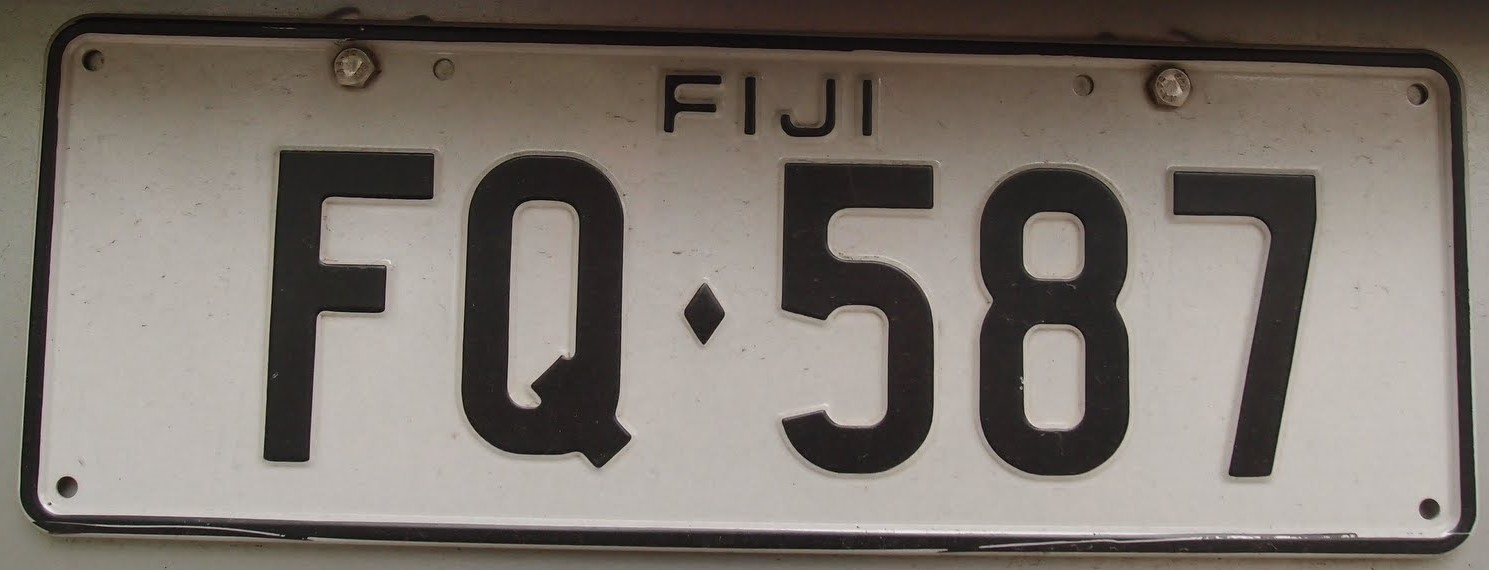
Fiji

## Filipijnen

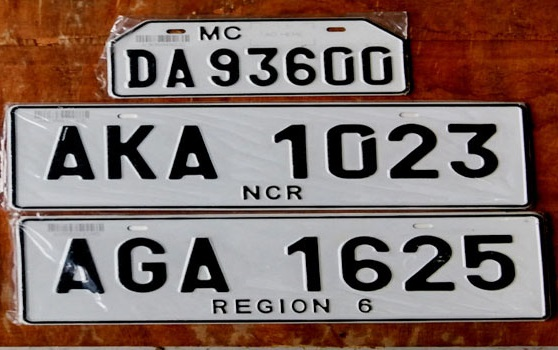
Filipijnen

## Finland

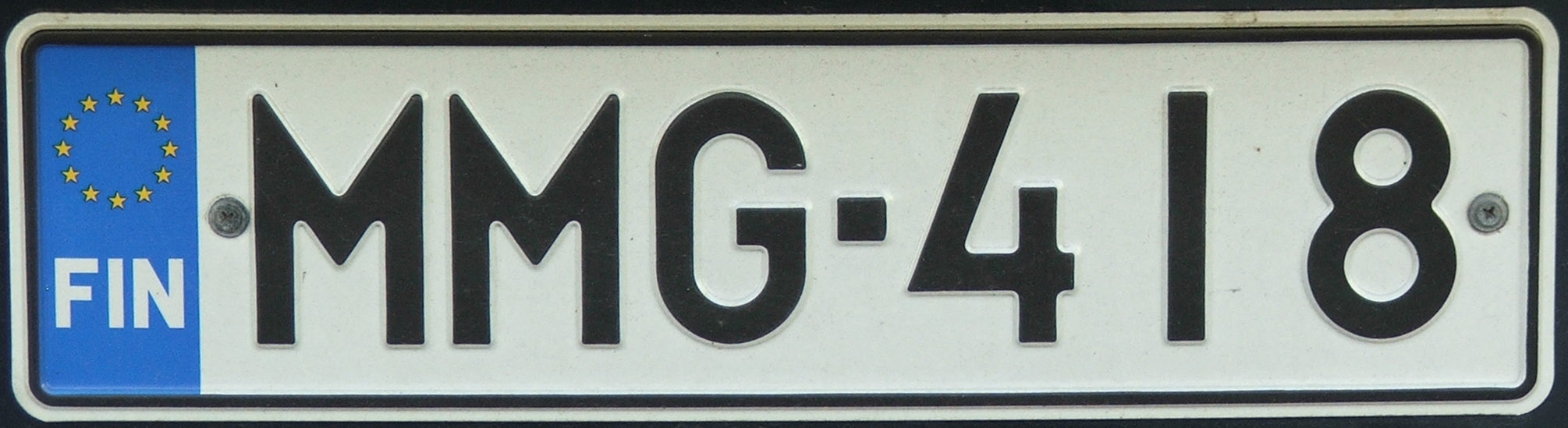
Finland

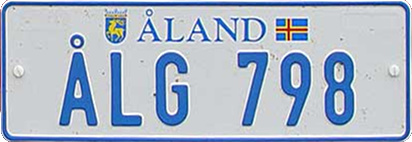
Åland

Een Fins kenteken bestaat uit drie letters en drie cijfers. De zwarte letter- en cijfercombinatie staat op een witte reflecterende achtergrond. In Finland wordt de combinatie sinds 1989 willekeurig gekozen; er bestaan er geen regionale codes. Men kan de herkomst van een wagen dus niet aflezen van het kenteken. De vooropgestelde maten van de Finse kentekenplaten zijn 118 mm × 442 mm of 200 mm × 256 mm.
De Finse autonome regio Åland heeft een eigen kentekenplaat. De kentekenplaat van Åland bestaat uit drie letters en drie cijfers. De blauwe letter- en cijfercombinatie staat op een witte reflecterende achtergrond. Bovenaan het kenteken staat de vlag en het wapenschild van de eilandengroep afgebeeld.

## Frankrijk

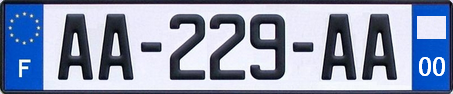
Frankrijk

Vanouds bestaat het kenteken uit maximaal vier cijfers, maximaal drie letters en de code van het departement.
Sedert 15 april 2009 bestaat een kenteken uit twee letters, drie cijfers, twee letters. Uit het kenteken zelf blijkt niet meer uit welk departement het voertuig komt, maar rechts staat op de plaat een blauwe band met de departementcode. 

## Gabon

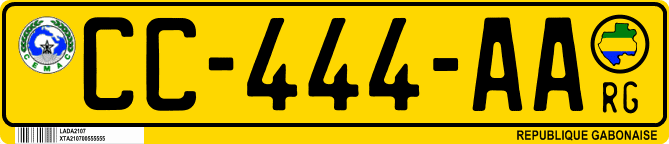
Gabon

## Gambia

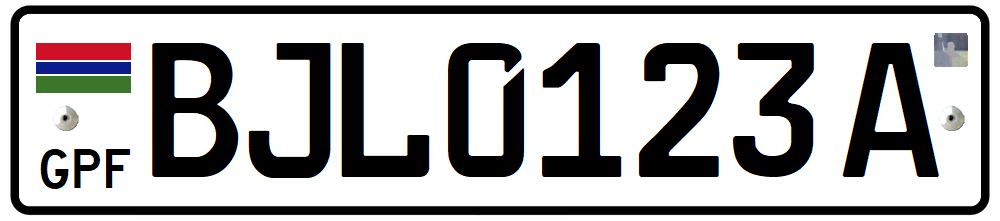
Gambia

## Georgië

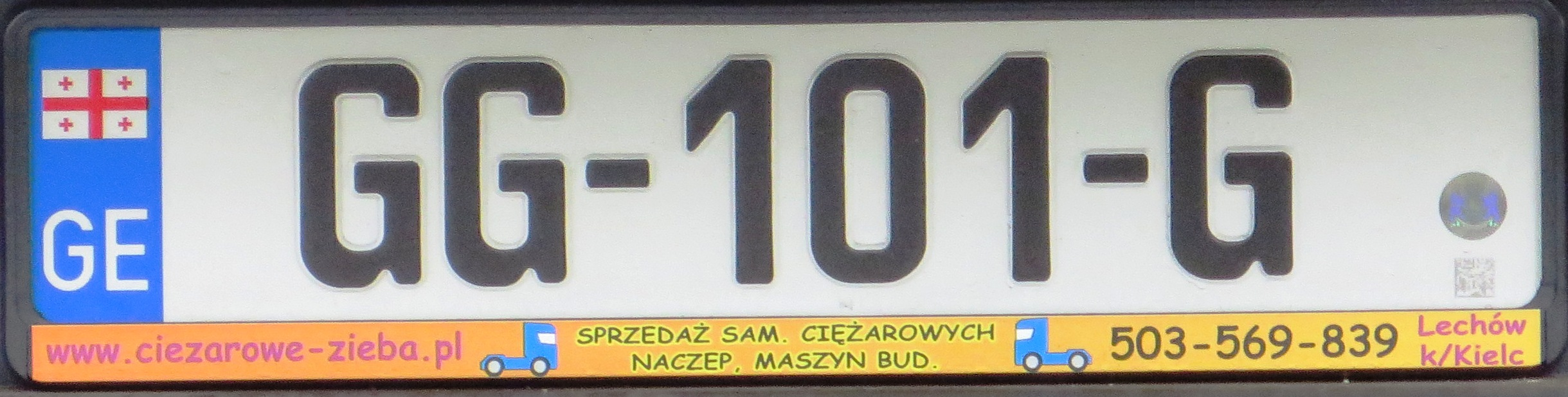
Georgië

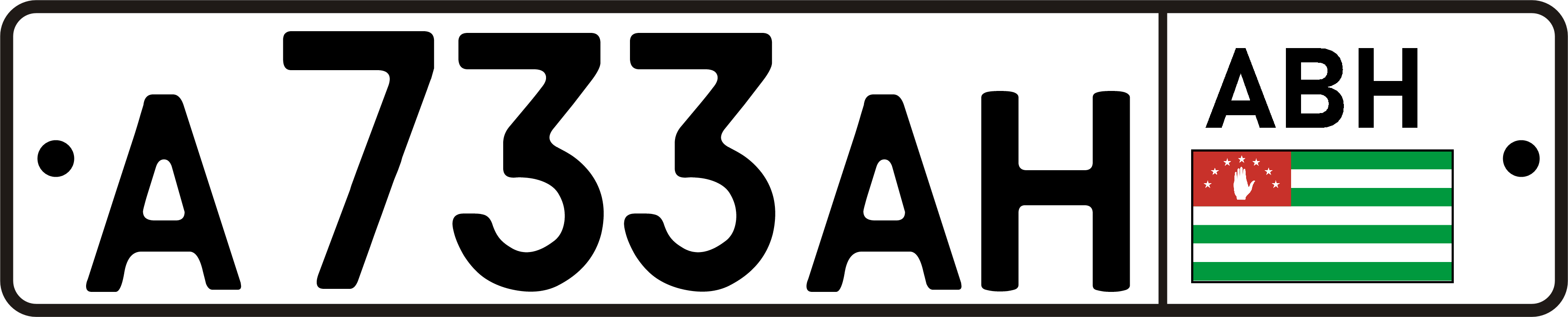
Abchazië

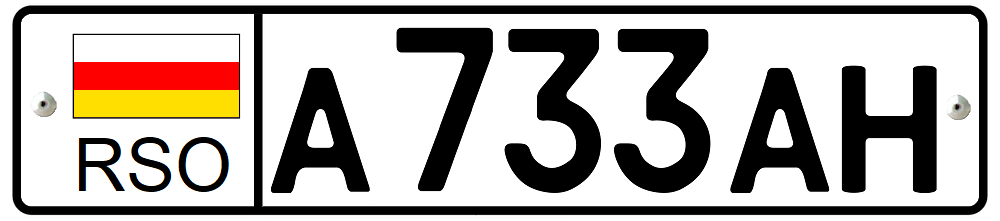
Zuid-Ossetië

## Ghana

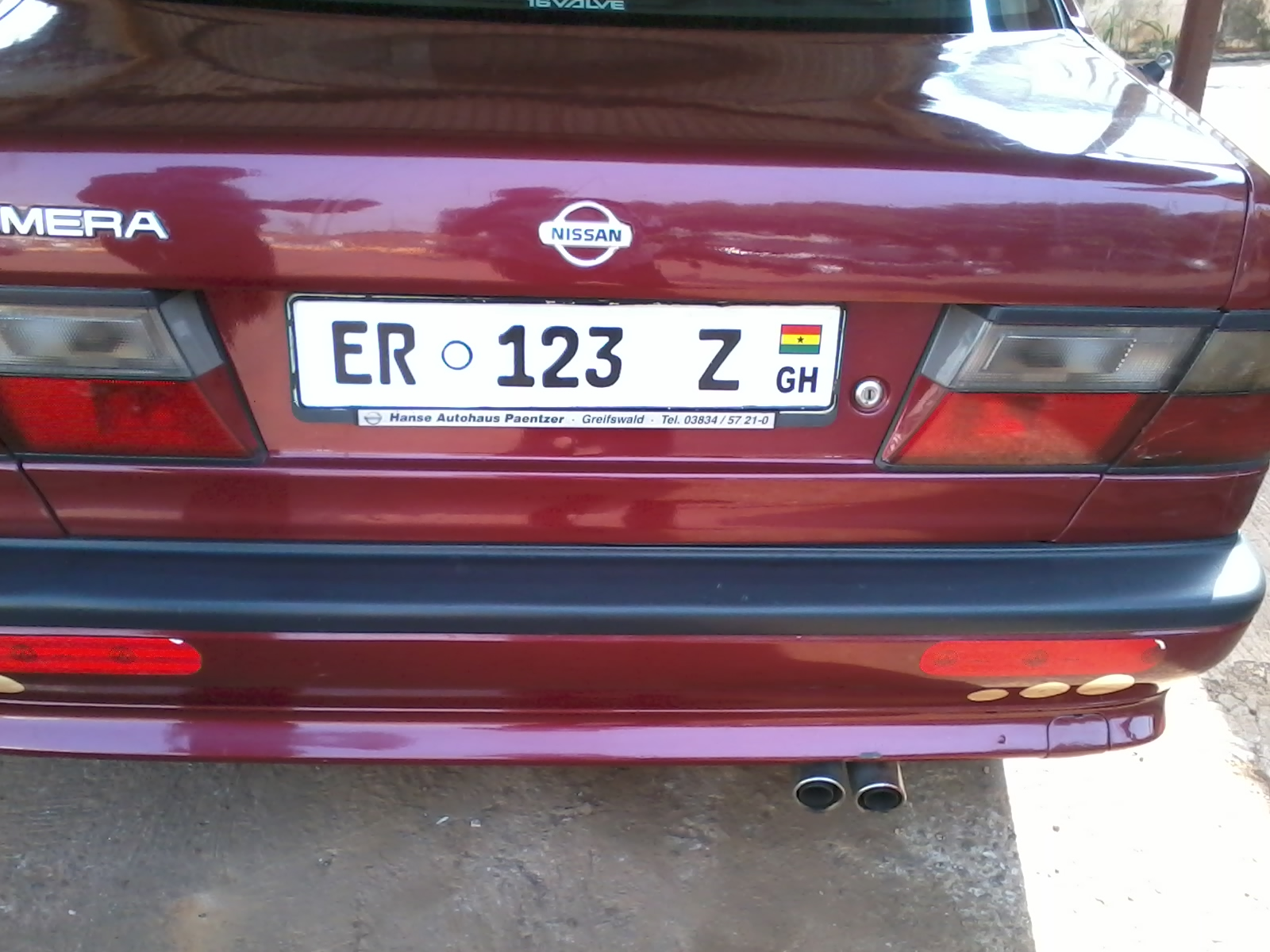
Kenteken uit Eastern Regio, Ghana

## Grenada

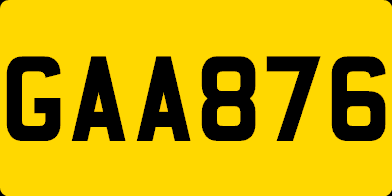
Kenteken uit Grenada

## Griekenland

Griekenland

De huidige Griekse nummerplaten bestaan uit een combinatie van drie letters gevolgd door vier cijfers. Er worden uitsluitend letters gebruikt die zowel in het Grieks- als Latijns alfabet herkenbaar zijn.

## Guatemala

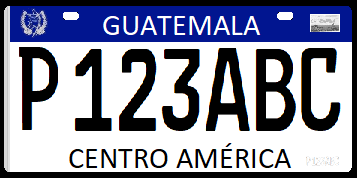
Guatemala

## Guinee

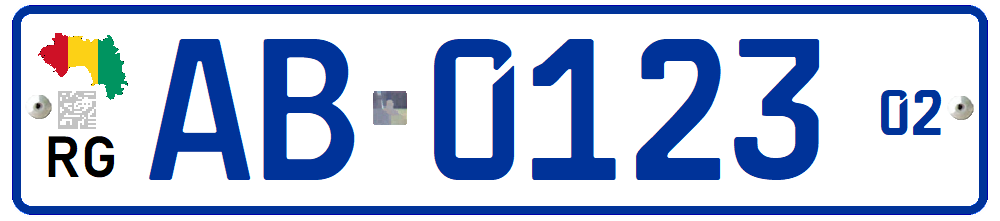
Guinee

## Guinee-Bissau

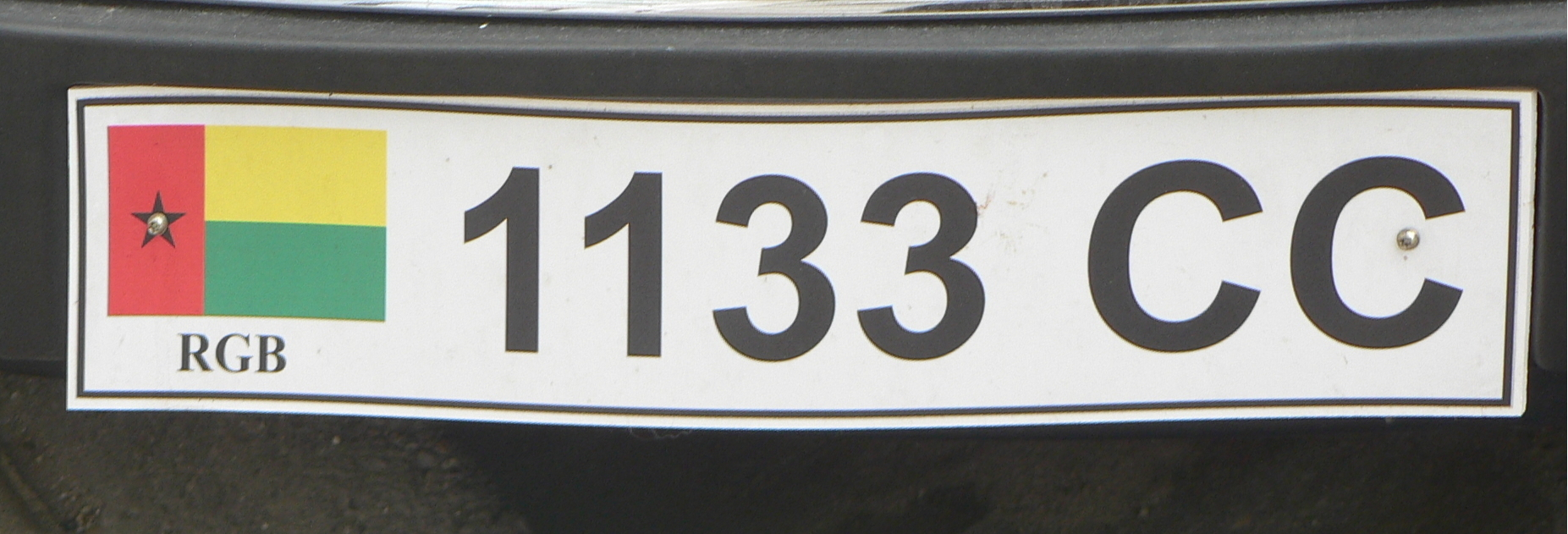
Guinee-Bissau

## Guyana

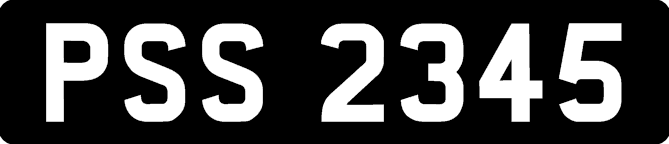
Guyana

## Haïti

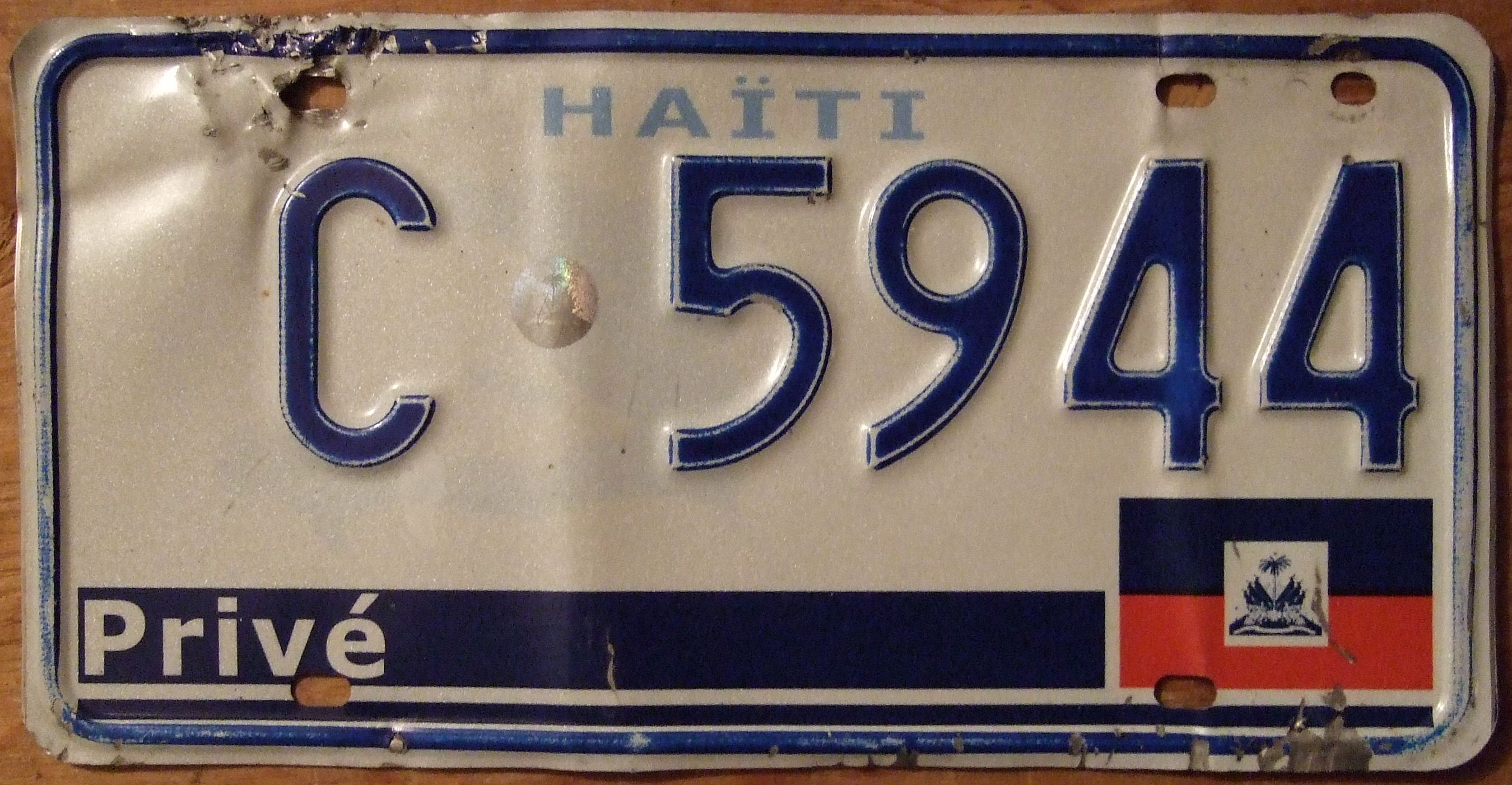
Kenteken uit Haïti

## Honduras

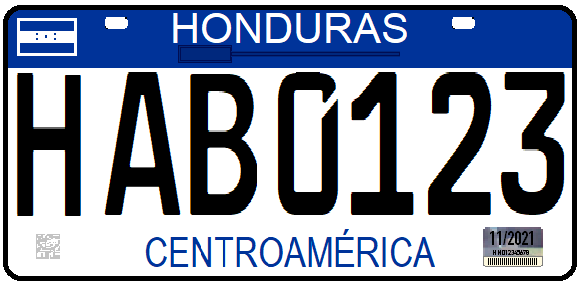
Honduras

## Hongarije

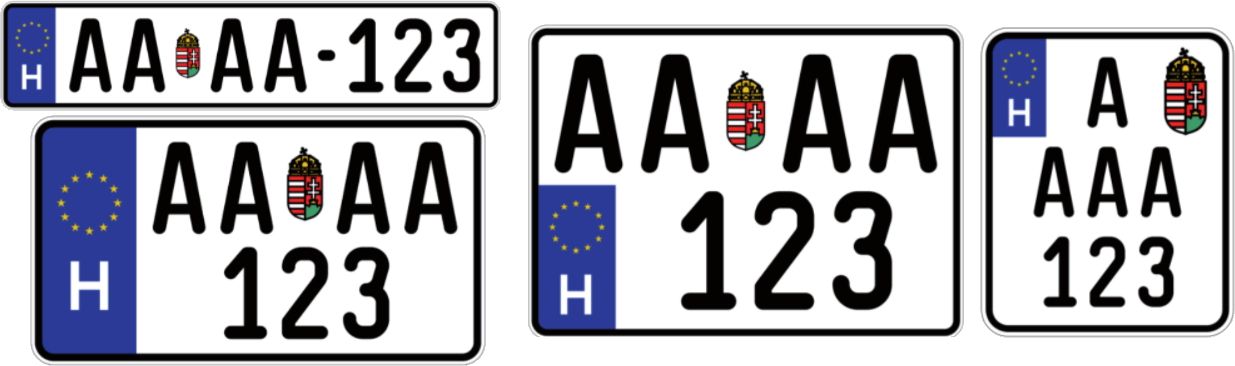
Kentekenplaten uit Hongarije

Op de oude Hongaarse kentekenplaten staat links de Hongaarse vlag met de letter H, op de nieuwe kentekenplaten de Europese vlag met de letter H. Vanaf 1 juli 2022 werden nieuwe nummerplaten ingevoerd (type AA wapenschild AA 123).

## Ierland

Ierland

Een Iers kenteken begint met twee of drie cijfers, gevolgd door een of twee letters en daarna nog maximaal zes cijfers.
De eerste cijfers geven aan wanneer het kenteken uitgegeven is. Van 1987 tot en met 2012 waren dat twee cijfers: de laatste twee cijfers van het jaartal. Sinds 2013 staat daar nog een 1 of een 2 achter, die aangeeft of het kenteken in de eerste of de tweede helft van het jaar uitgegeven is.
De letter(s) staan voor de county. Het kenteken 09-MN-488 is het 488e kenteken dat in 2009 uitgegeven werd in County Monaghan.

## IJsland

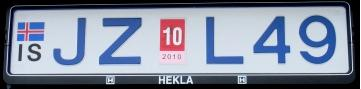
IJsland

Een IJslands kenteken bestaat uit drie letters en twee cijfers. Kentekens die werden uitgereikt voor juni 2007 bestaan uit twee letters en drie cijfers. De blauwe letter- en cijfercombinatie staat in een blauw kader op een witte reflecterende achtergrond.
In IJsland wordt de combinatie willekeurig gekozen; er bestaan geen regionale codes. Men kan de herkomst van een wagen dus niet aflezen van het kenteken. Het kenteken bevat wel een sticker met daarop het jaar waarop het voertuig naar de keuring is geweest, het laatste cijfer heeft aan in welke maand dat is gebeurd: 1 = januari, 2 = februari enz.
Kentekens die na april 2004 zijn uitgereikt hebben aan de linkerkant de IJslandse vlag met daaronder de landcode IS. Naast oudere kentekens moest de gebruiker zelf een sticker met de nationale vlag en de landcode plakken.

## India

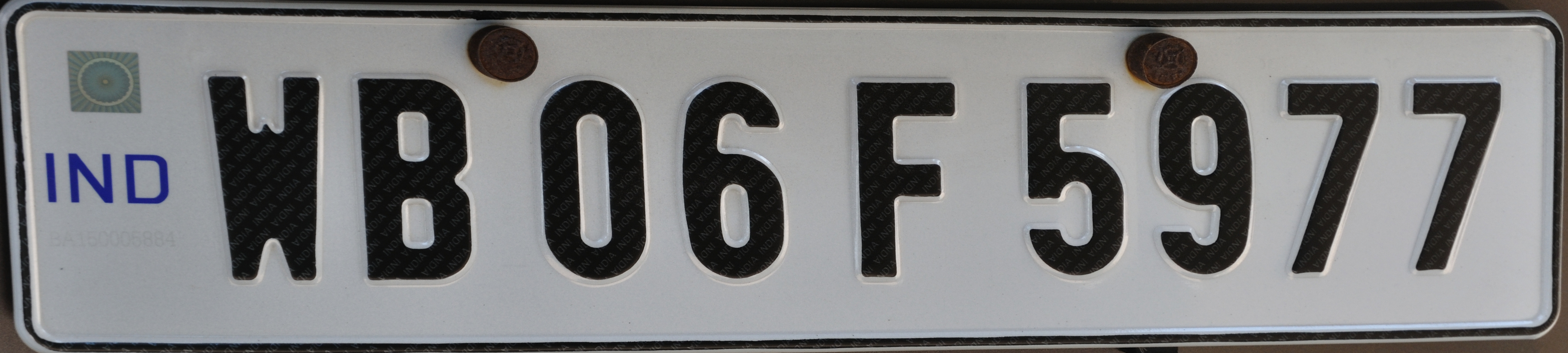
West Bengalen, India

Kentekenplaten worden in India per staat uitgegeven door de regionale vervoersbureaus. Sinds de vroege jaren 1990 bestaan kentekenplaten uit:
- Twee letters voor de staat waarin het vervoersmiddel is geregistreerd
- Twee cijfers voor het uitgevende vervoersbureau
- Een of twee letters om de serie aan te duiden
- Een serienummer van 4 cijfers

Grotere plaatsen, zoals Delhi, kunnen van dit systeem afwijken. Delhi voert extra codes om ook het voertuigtype mee aan te geven.
De kentekenplaat "MH 10 EL 5311" ontleedt dan als volgt: "MH" voor Maharashtra, "10" is voor de stad Sangli, "EL 5311" is de serie met serienummer.

## Indonesië

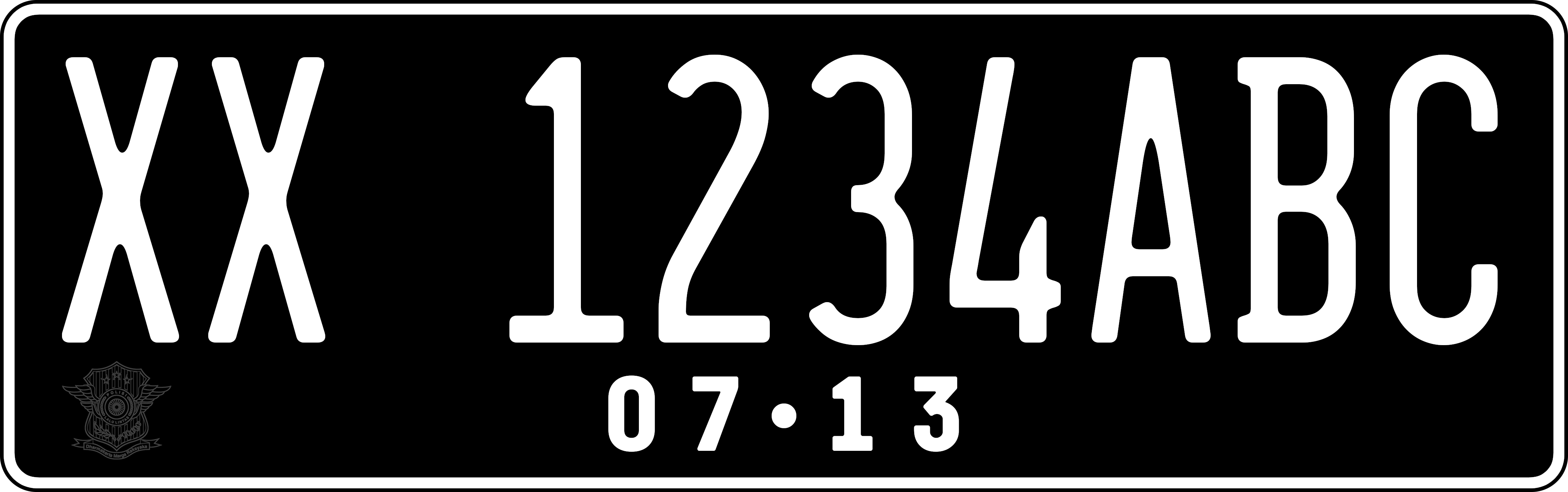
Indonesië

## Iran

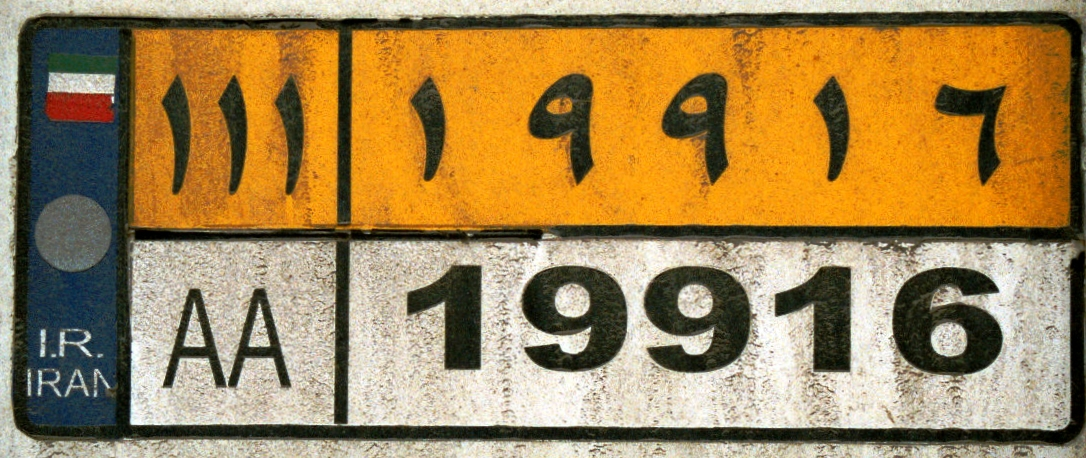
Iran

## Israël

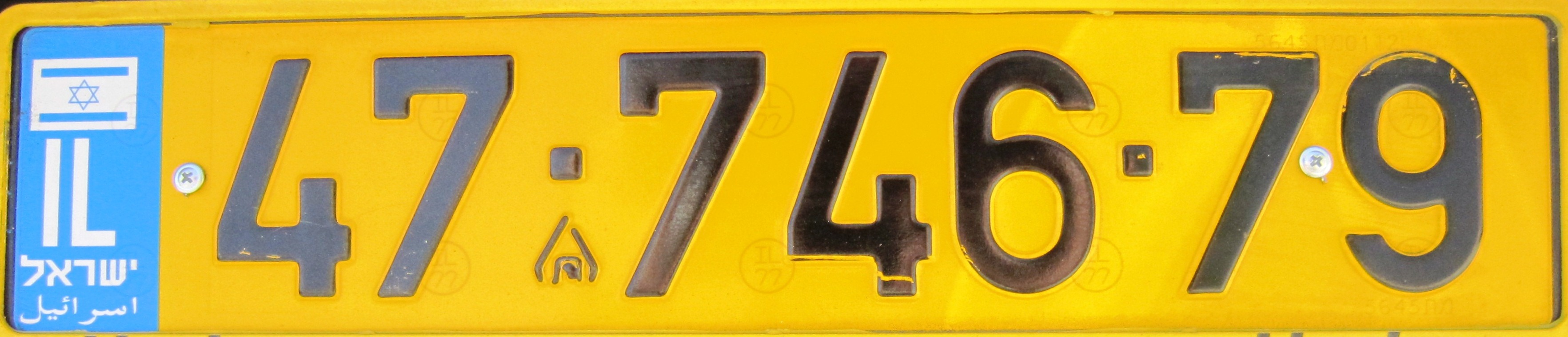
Israël

## Irak

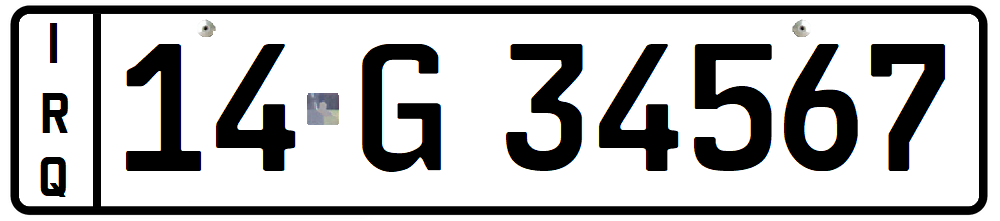

Kentekenplaat uit Irak

## Italië

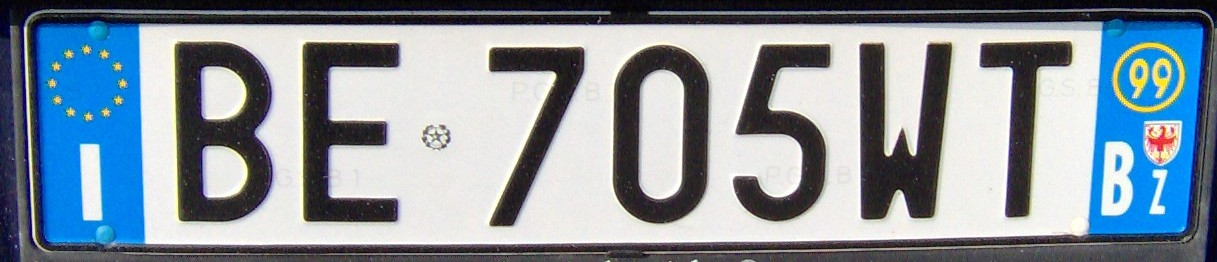
Italië

Een Italiaans kenteken bestaat uit een zwarte cijfer- en lettercombinatie op een witte achtergrond. De kentekenplaat van een auto bestaat uit vier letters en drie cijfers in de vorm AA 999 AA. Motoren en opleggers hebben een kentekenplaat met twee letters en vijf cijfers in de vorm AA 00000.
Aan de linkerkant staat het blauwe onderscheidingsteken met de vlag van de Europese Unie en daaronder de landcode I. Aan de rechterkant staat eveneens een blauwe band met daarin een gele cirkel met het jaar van registratie. Het is niet verplicht de tweeletterige provinciecode in de rechterband te voeren, maar deze is aanwezig op 90% van de kentekens. De provinciecodes zijn doorgaans in hoofdletters van gelijke grootte, maar er zijn uitzonderingen. Op kentekens van de autonome provincie Trente, de autonome provincie Valle d'Aosta en de autonome provincie Bolzano-Alto Adige is de tweede letter kleiner met daarboven het provinciale wapen. Op kentekens uit de hoofdstad Rome wordt de tweelettercode vervangen door "Roma".

## Ivoorkust

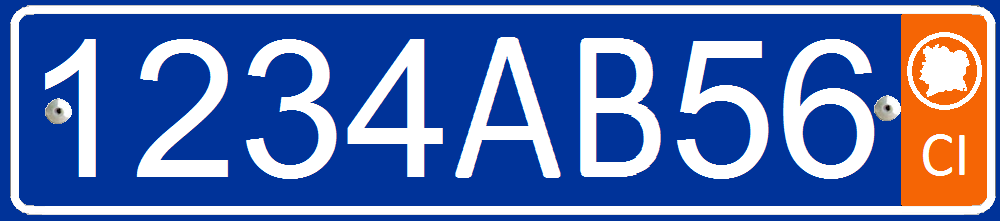
Ivoorkust

## Jamaica

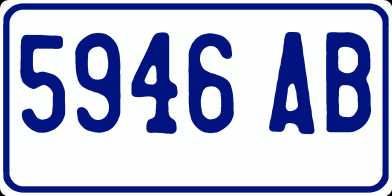
Jamaica

## Jemen

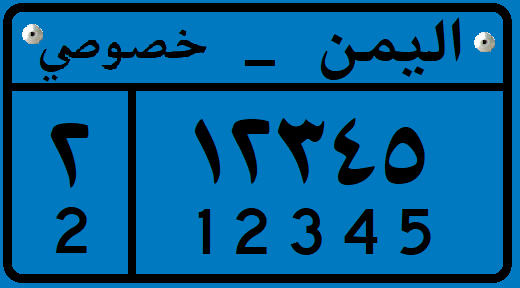
Kenteken uit Jemen

## Jordanië

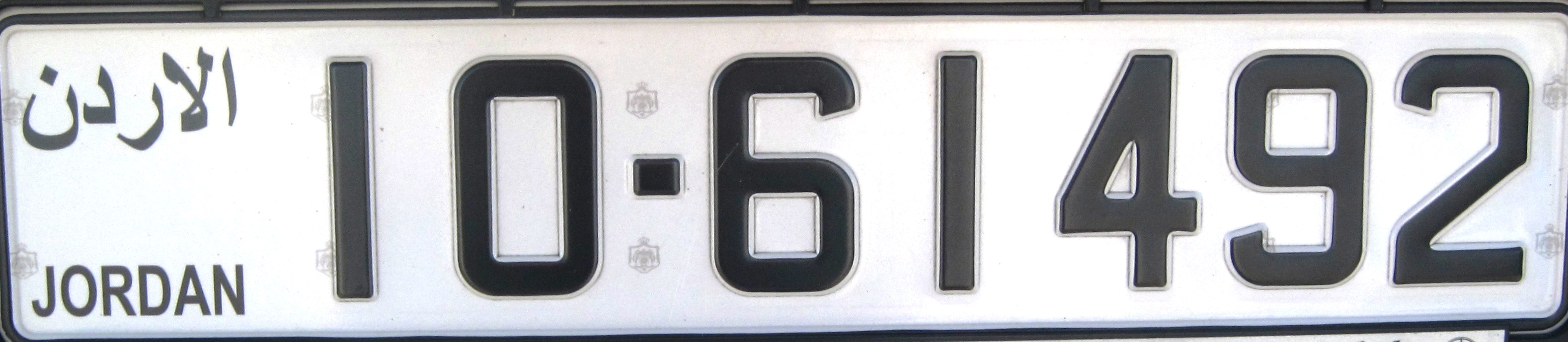
Jordanië

## Kaapverdië

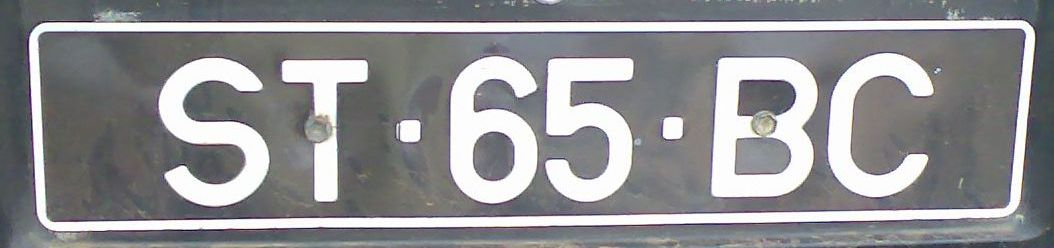
Kaapverdië

## Kameroen

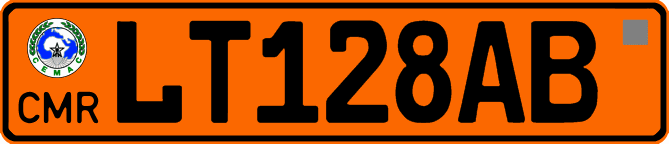
Kameroen

## Kazachstan

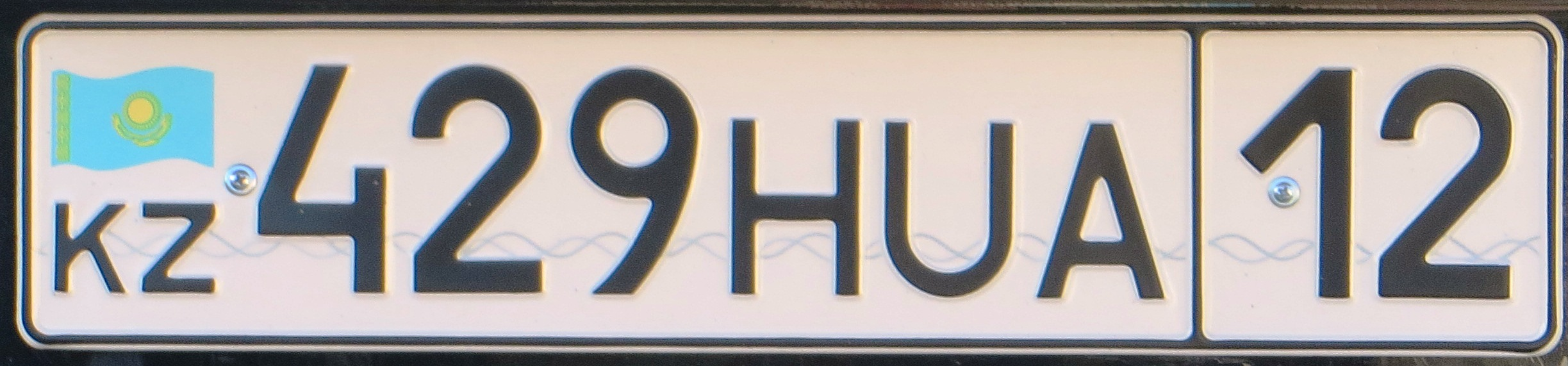
Kazachstan

## Kirgizië

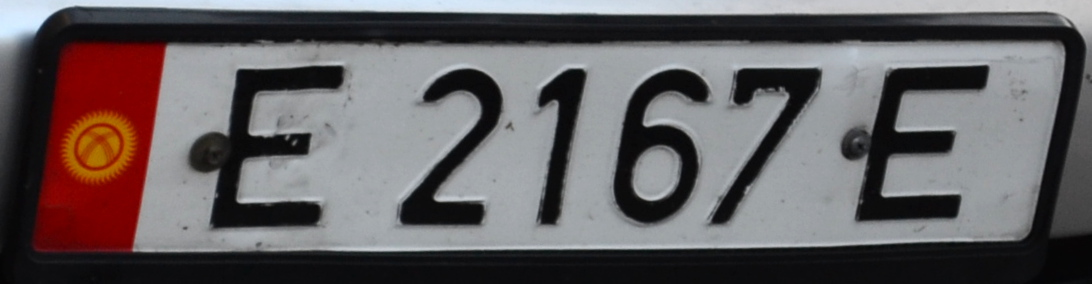
Kirgizië

## Kiribati

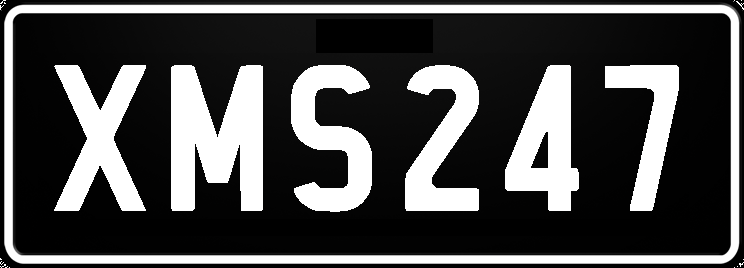
Kiribati

## Koeweit

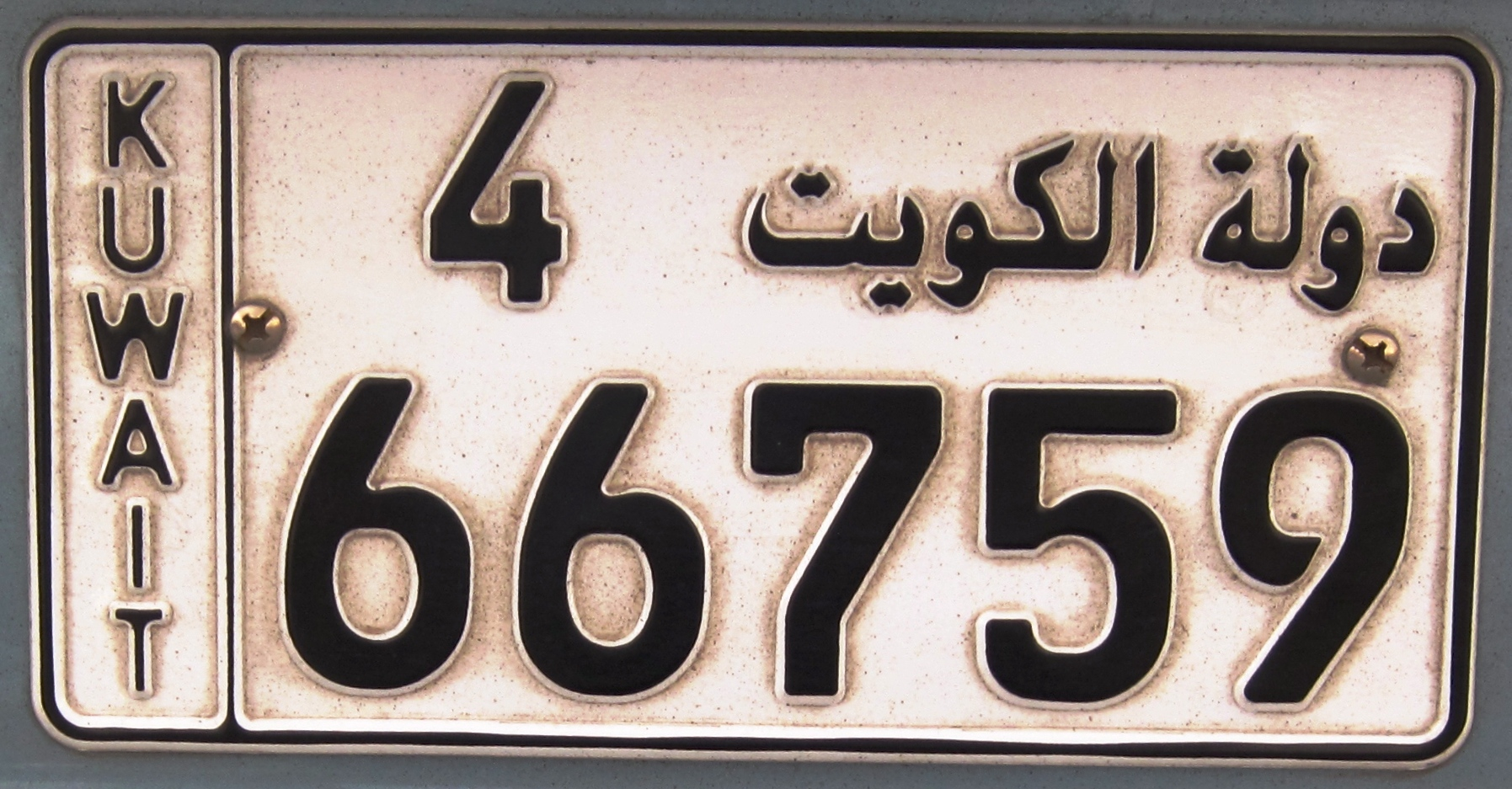
Koeweit

## Kosovo

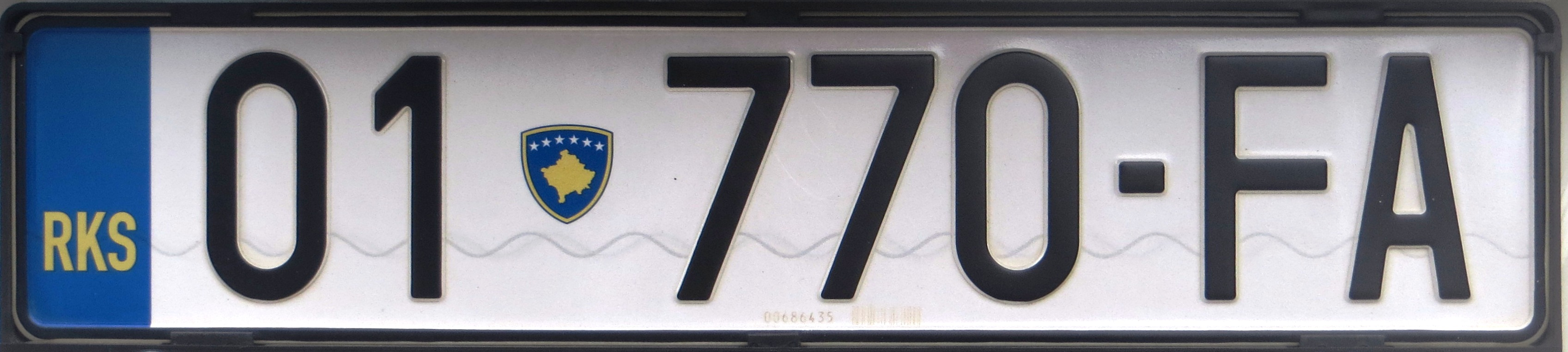
Kosovo

## Kroatië

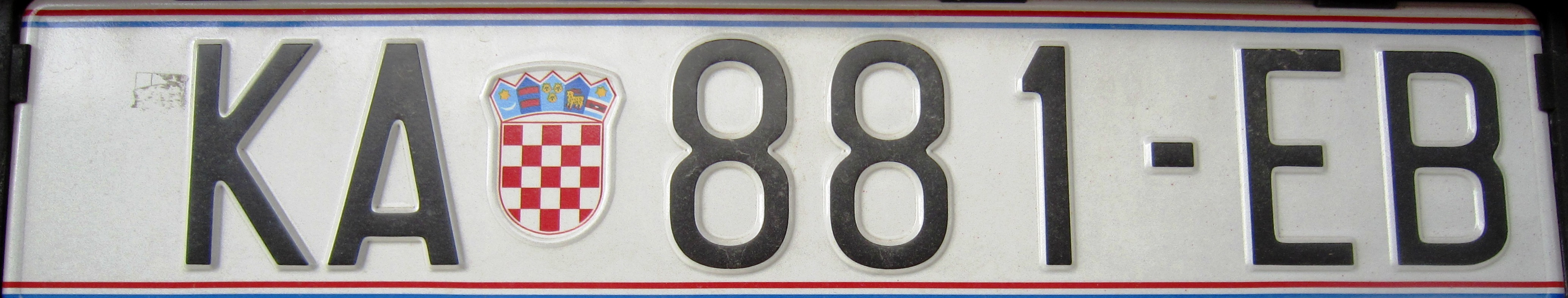
Oude kentekenplaat uit Kroatië

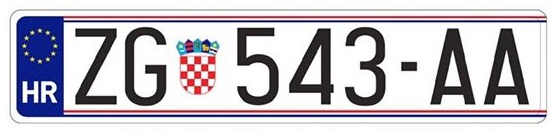
EU-kentekenplaat, in omloop sinds 2016

## Laos

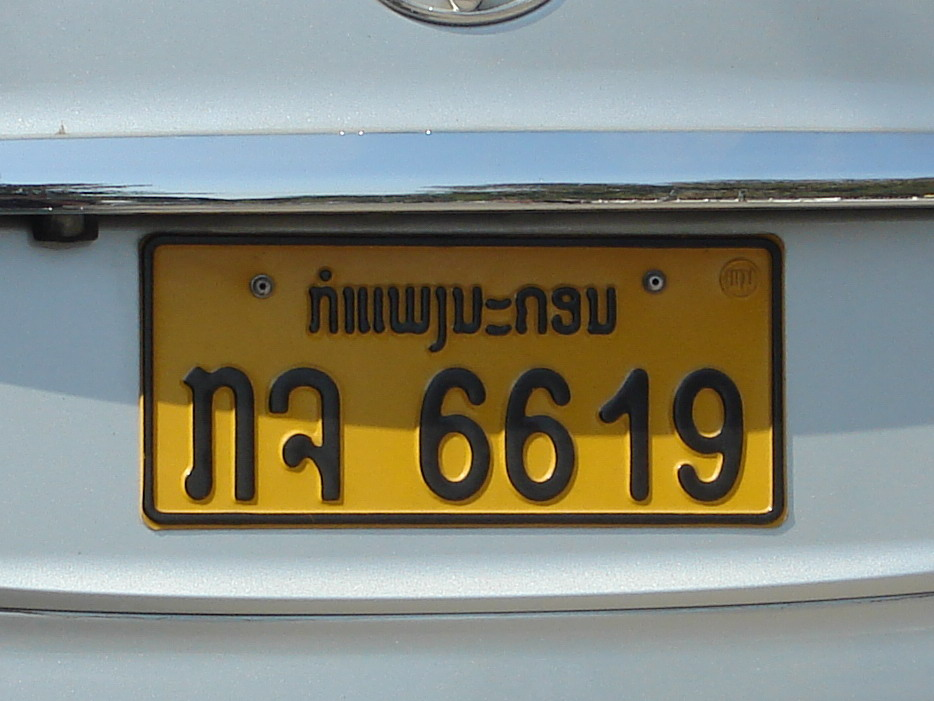
Laos

## Lesotho

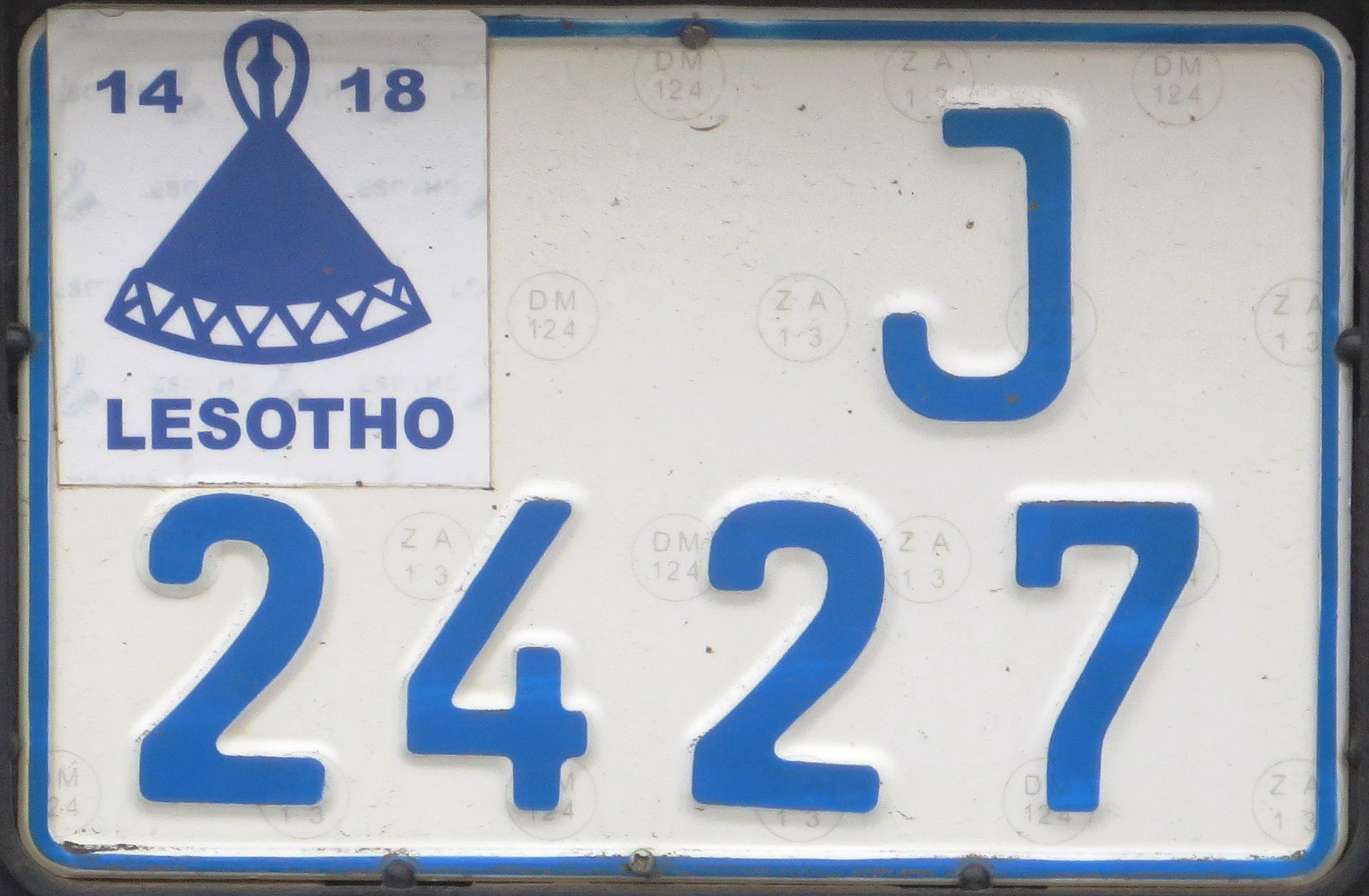
Lesotho

## Letland

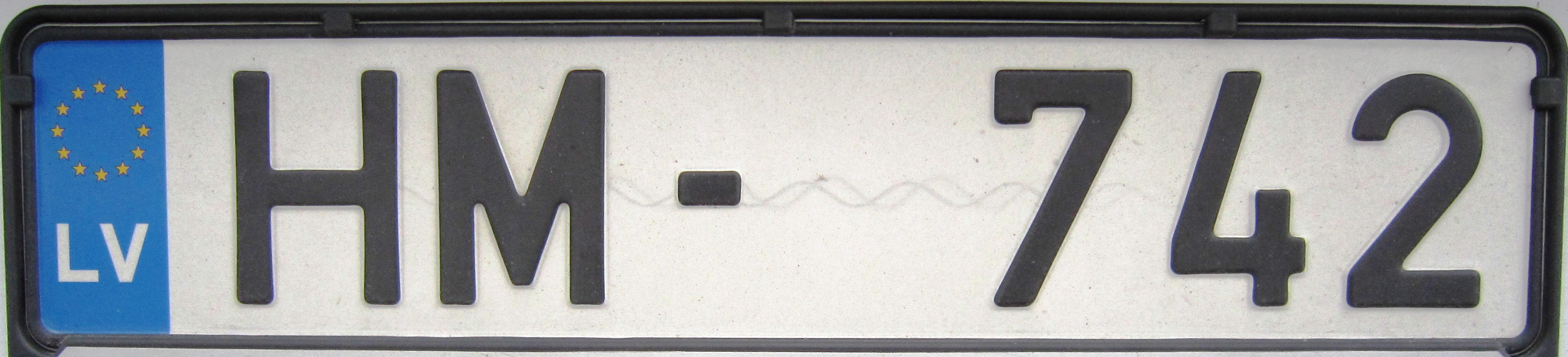
Letland

## Libanon

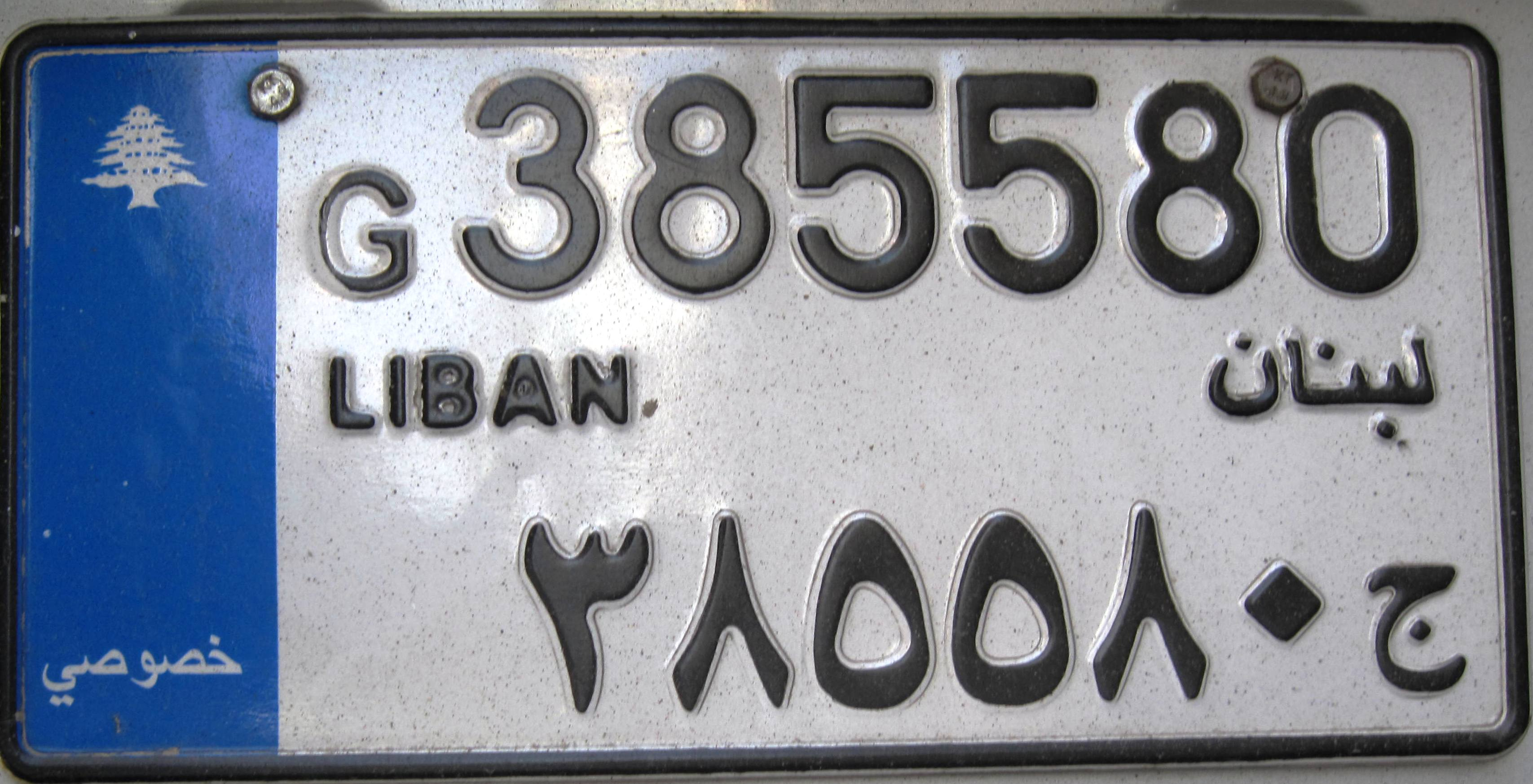
Libanon

## Liberia

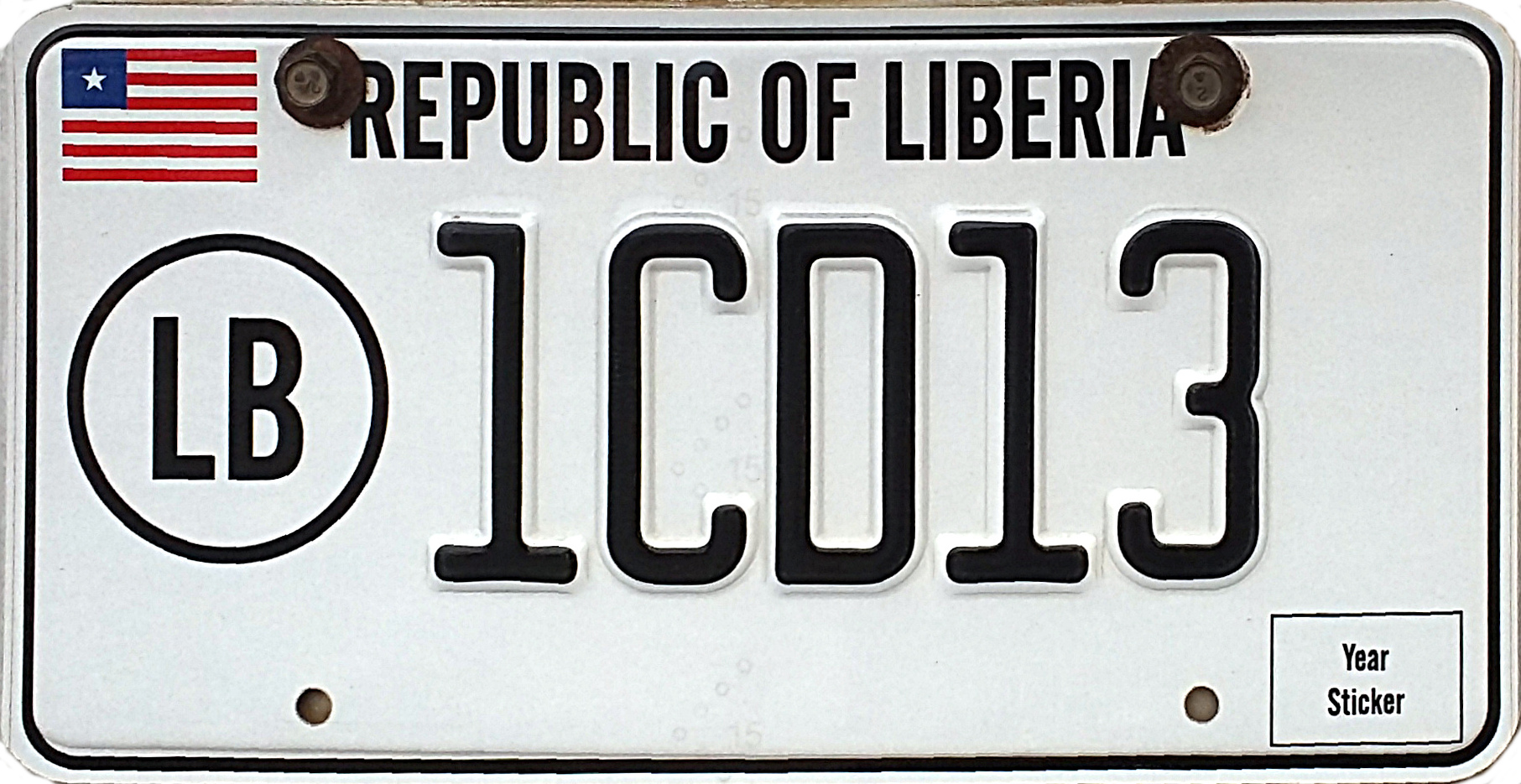
Diplomatieke kentekenplaat uit Liberia, 2007

## Libië

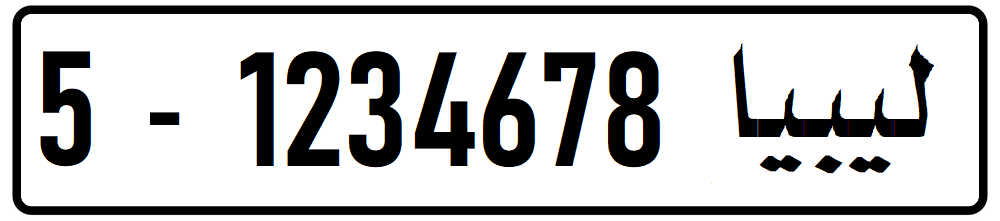
Libië

## Kenia
......

## Liechtenstein

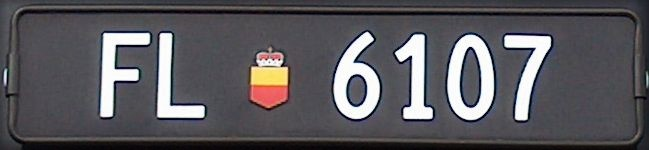
Liechtenstein

Een Liechtensteins kenteken bestaat uit twee letters en vier tot vijf cijfers. De witte letter- en cijfercombinatie staat op een zwarte achtergrond. Tussen de letters en cijfers staat het wapenschild van Liechtenstein.
Wegens de beperkte oppervlakte van het land worden in Liechtenstein geen regionale codes gebruikt; de cijfers worden altijd voorafgegaan door de letters FL (Fürstentum Liechtenstein).

## Litouwen

Litouwen (tot 1 oktober 2023)

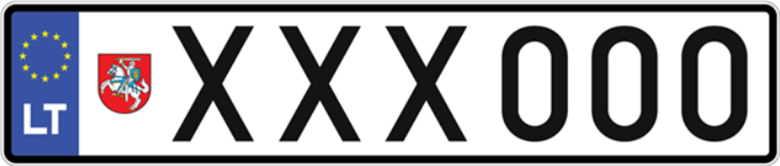
Litouwen (sinds 1 oktober 2023)

In Litouwen bestaat het kenteken uit drie letters gevolgd door drie cijfers. Tot eind april 2004 gebruikte men aan de linkerkant de afkorting LT met de nationale kleuren (zie afbeelding links van de tekst), sinds 1 mei 2004 wordt het Europese logo gebruikt. Het voorste en achterste kenteken zijn identiek; ze dienen beiden een geldige zegel in verband met technische keuring te hebben. Sinds 1 oktober 2023 wordt het nationale wapenschild toegevoegd tussen de blauwe euroband en de letter-cijfercombinatie van de nummerplaat. 

## Luxemburg

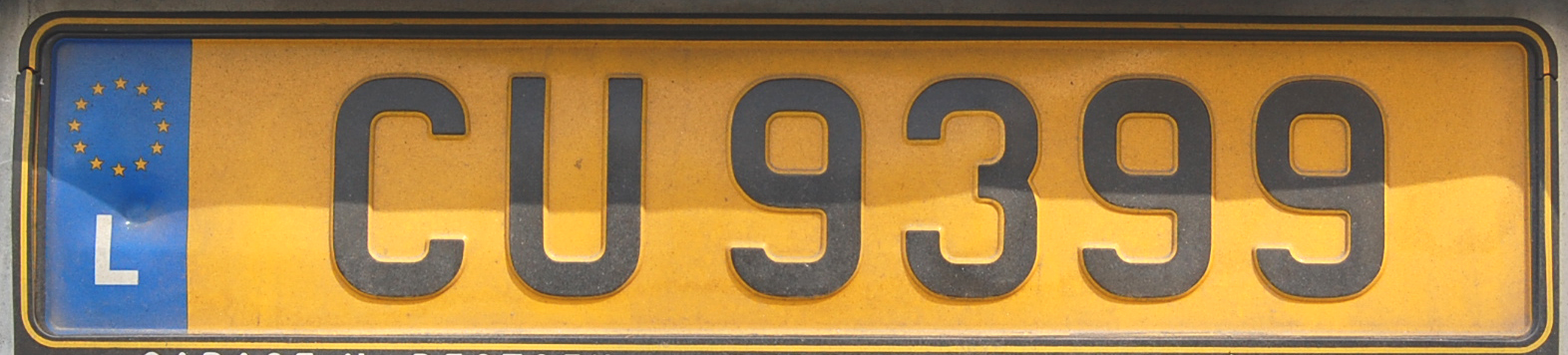
Luxemburgse kentekenplaat

Een Luxemburgs kenteken bestaat uit één of twee letters en vier cijfers of uit vier of vijf cijfers zonder letters. In Luxemburg wordt de combinatie willekeurig gekozen; er bestaan geen regionale codes. Men kan de herkomst van een wagen dus niet aflezen van het kenteken. De zwarte letters staan op een gele reflecterende achtergrond. Aan de linkerkant van het nummerbord staat het EU-logo met daaronder de landcode L.
De SNCT (Société Nationale de Contrôle Technique) die instaat voor de technische controle van voertuigen is ook verantwoordelijk voor de uitgave van kentekens in Luxemburg.

## Madagaskar

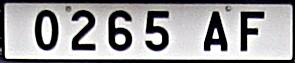
Madagaskar

## Malawi

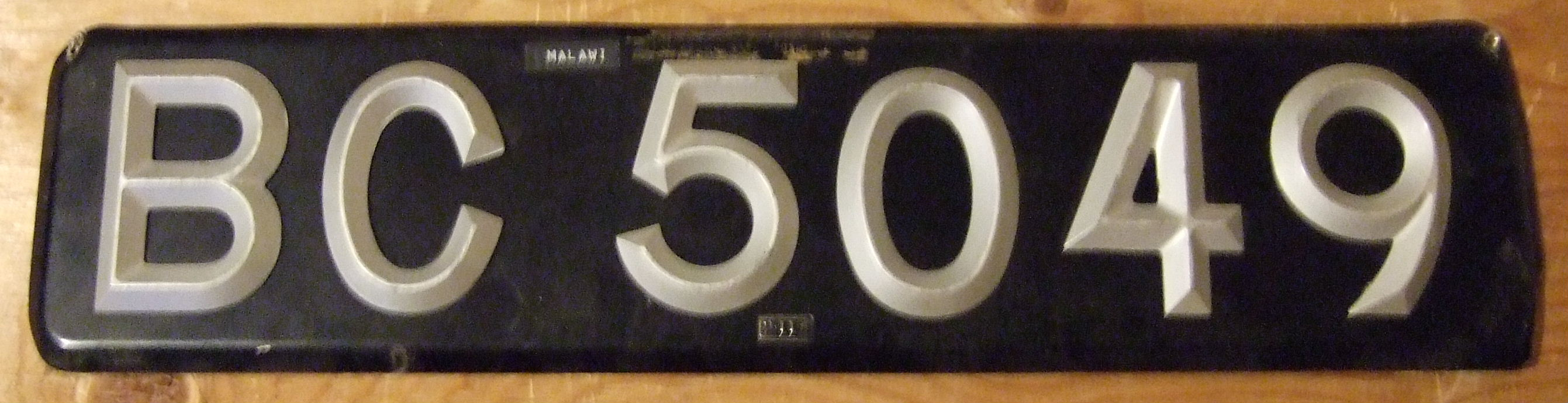
Malawi

## Maldiven

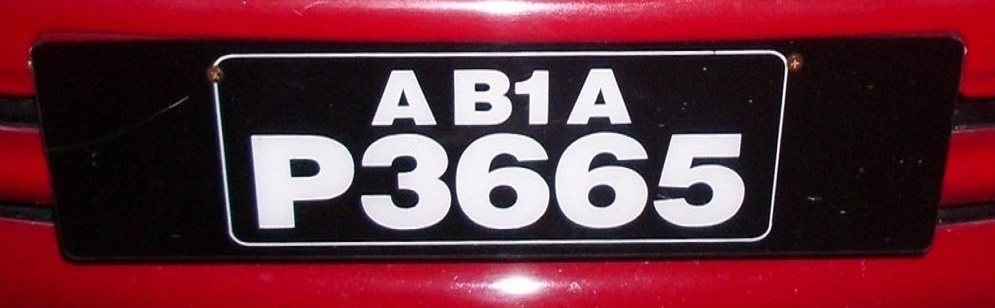
Maldiven

## Maleisië

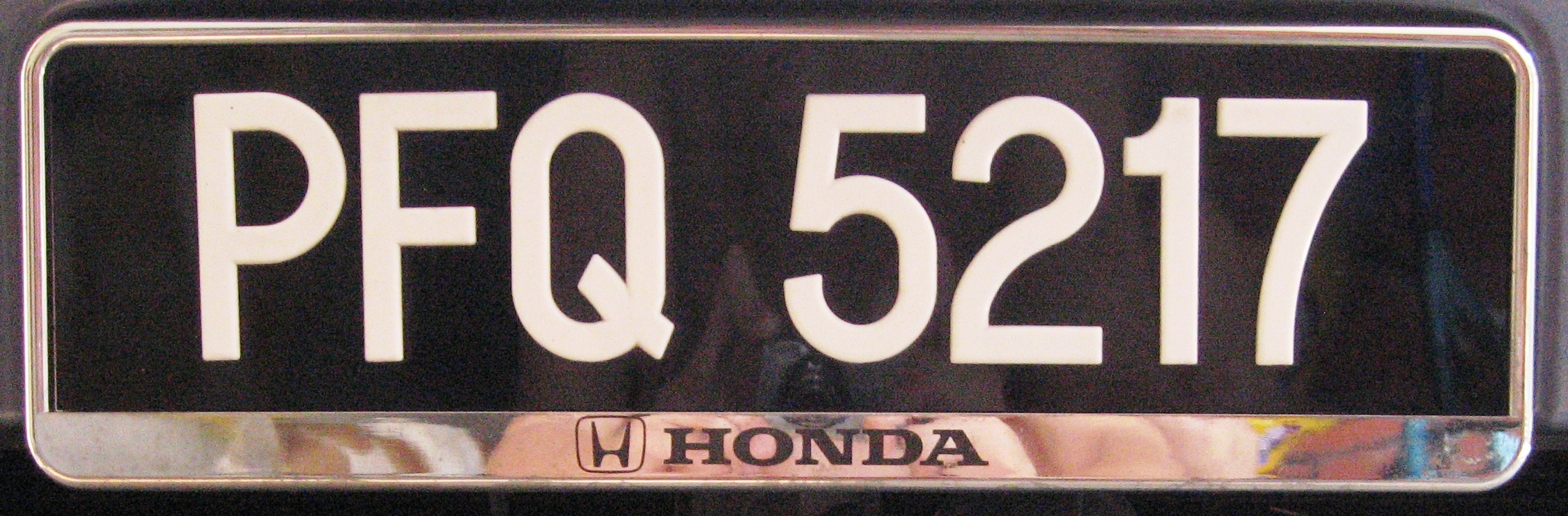
Maleisië

## Mali

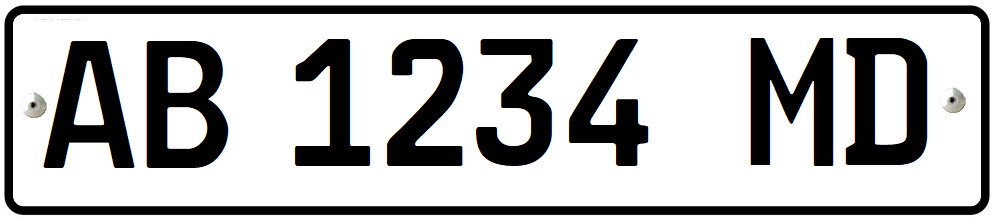
Mali

## Malta

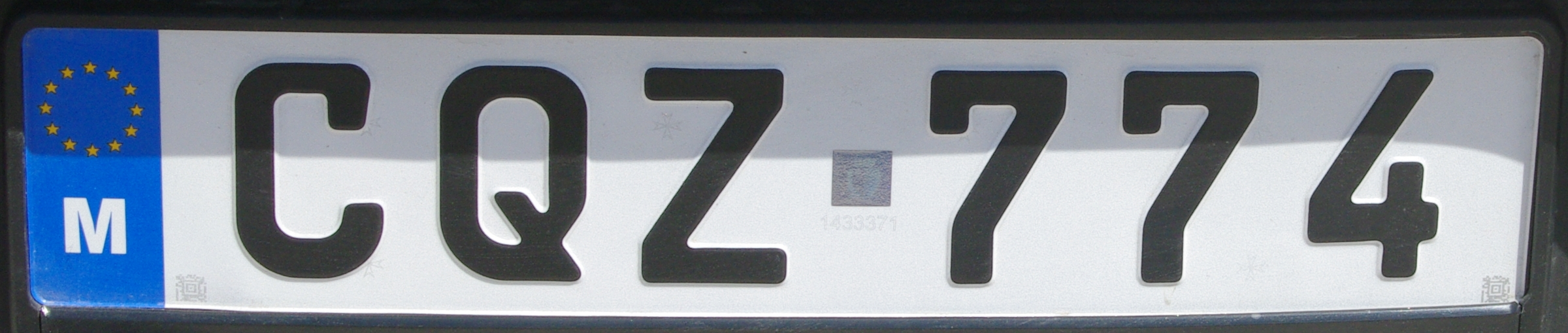
Malta

## Marokko

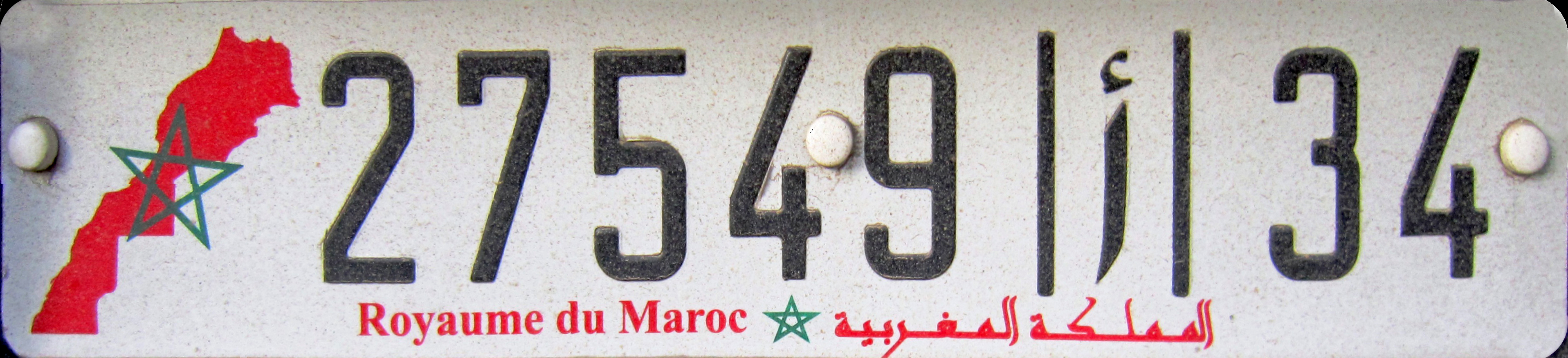
Marokko

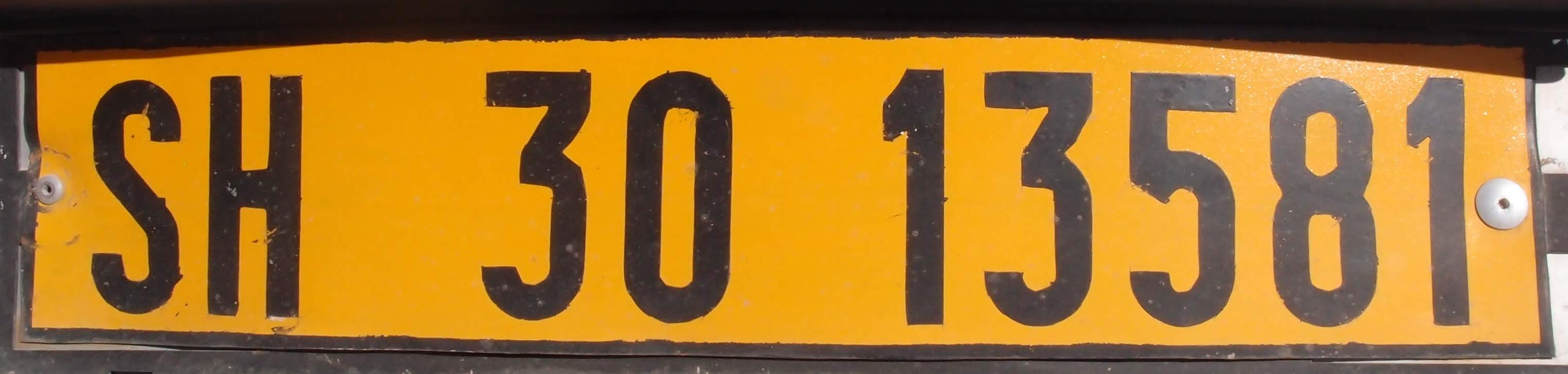
Westelijke Sahara (SARD)

## Marshalleilanden

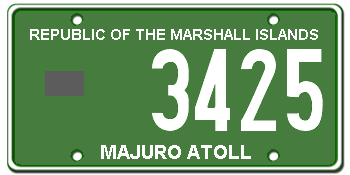
Marshalleilanden

## Mauritanië

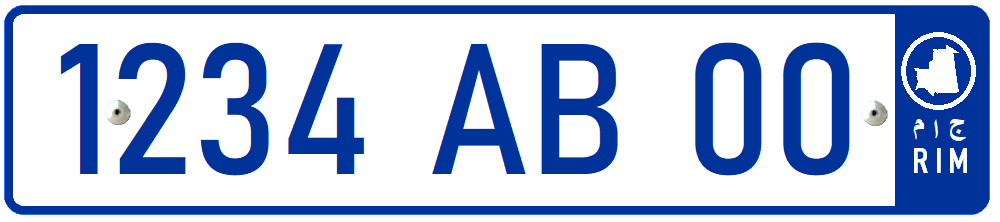
Mauritanië

## Mauritius

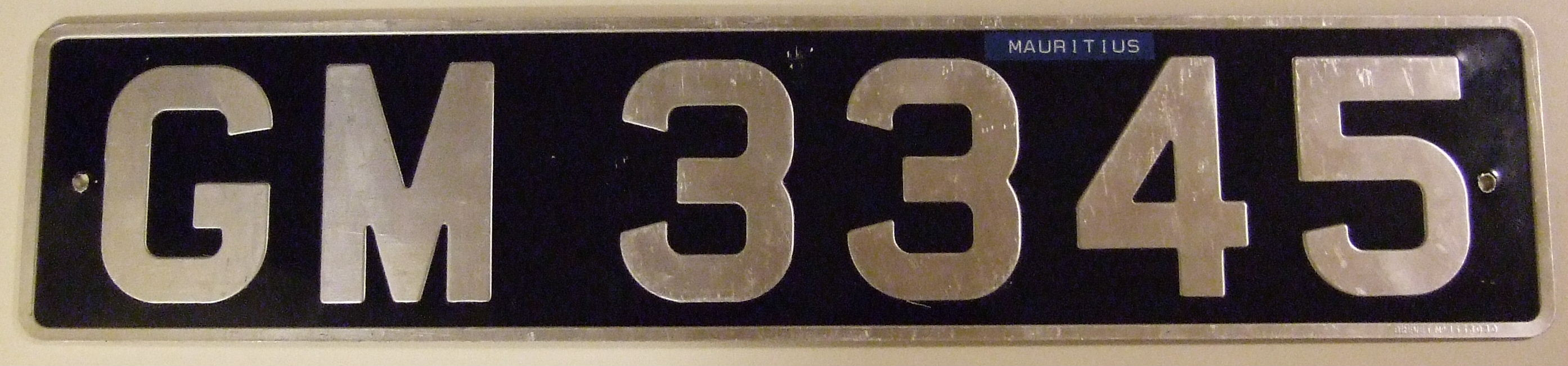
Mauritius

## Mexico

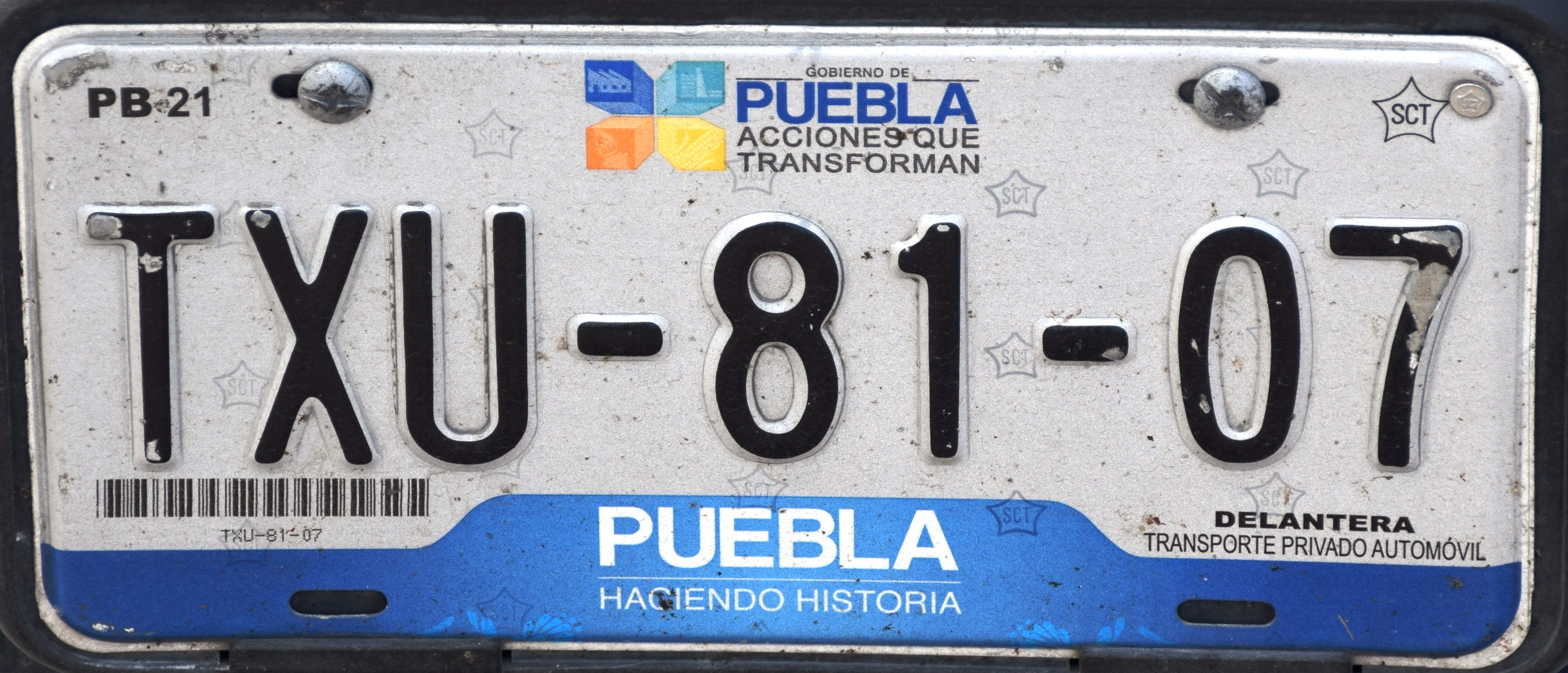
Kenteken uit Mexico

## Micronesia

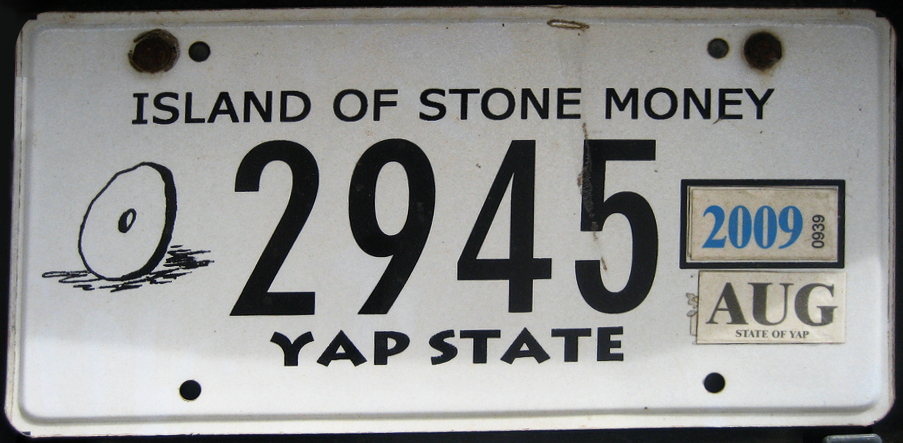
Deelstaat Yap, Micronesië

## Moldavië

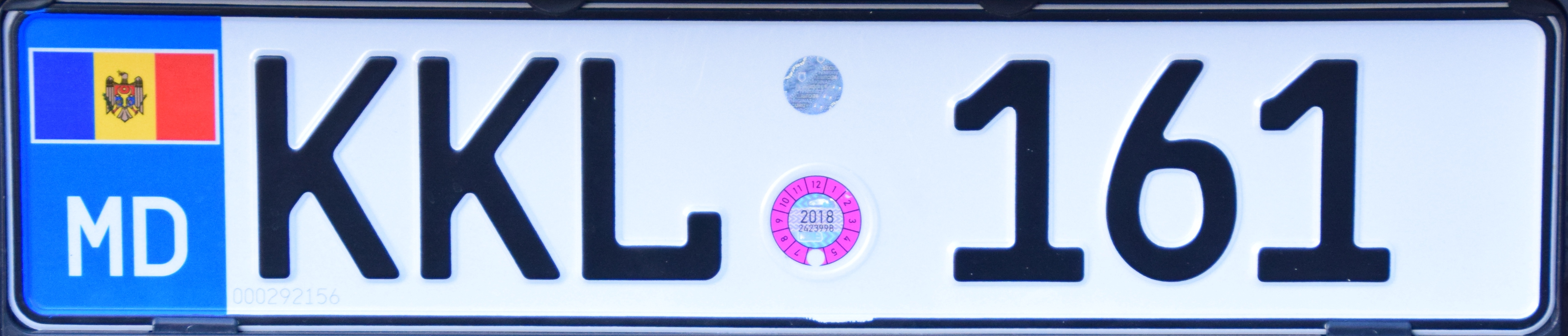
Moldavië

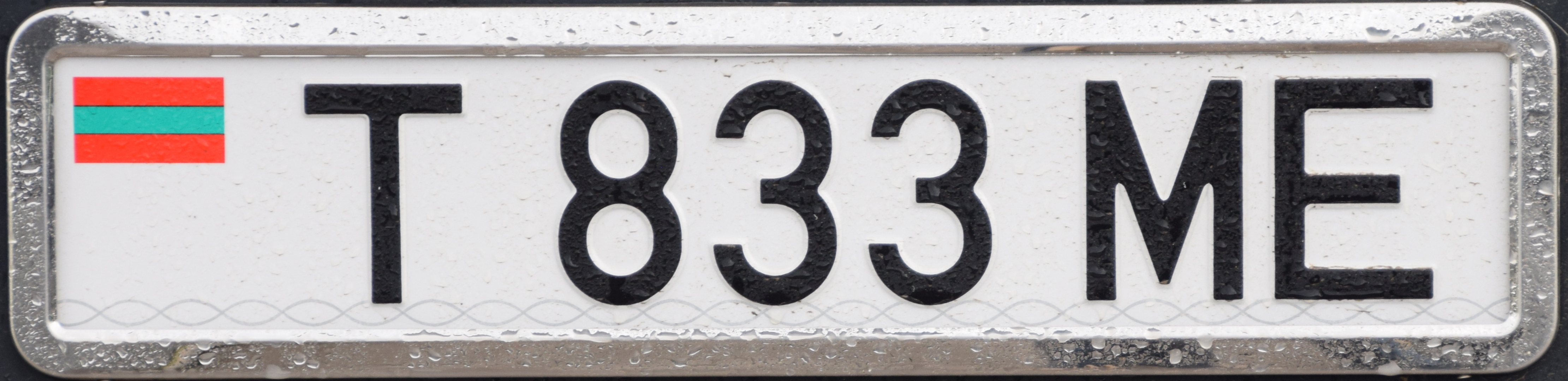
Transnistrië

## Monaco

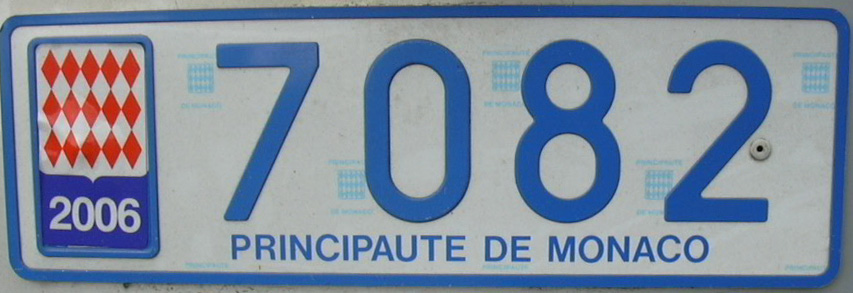
Monaco

In Monaco bestaat de combinatie van de nummerplaat uit een letter gevolgd door drie cijfers, of uit vier cijfers. Bovendien bestaat de mogelijkheid een gepersonaliseerde nummerplaat te bestellen.

## Montenegro

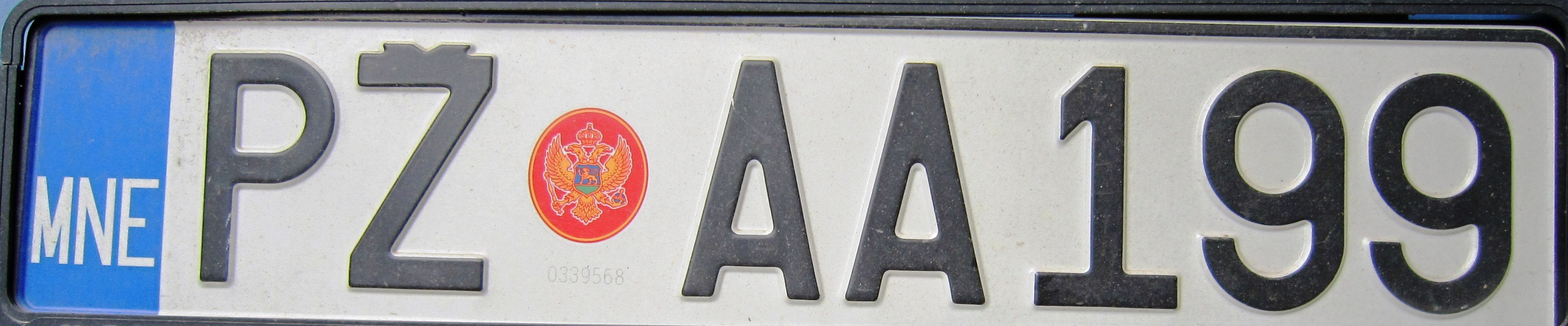
Montenegro

## Mozambique

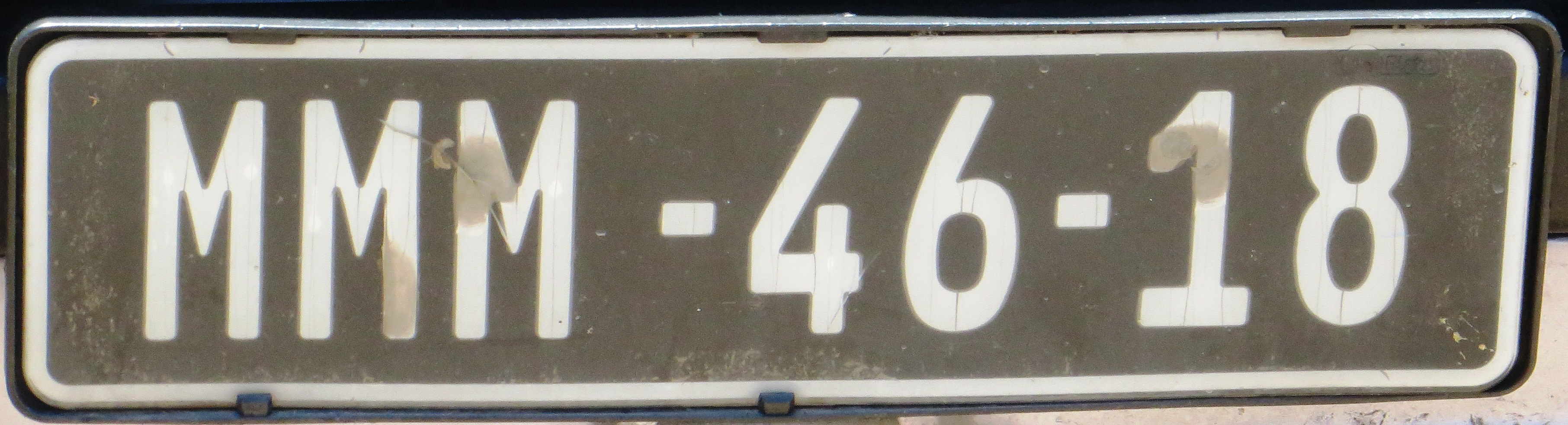
Mozambique

## Myanmar

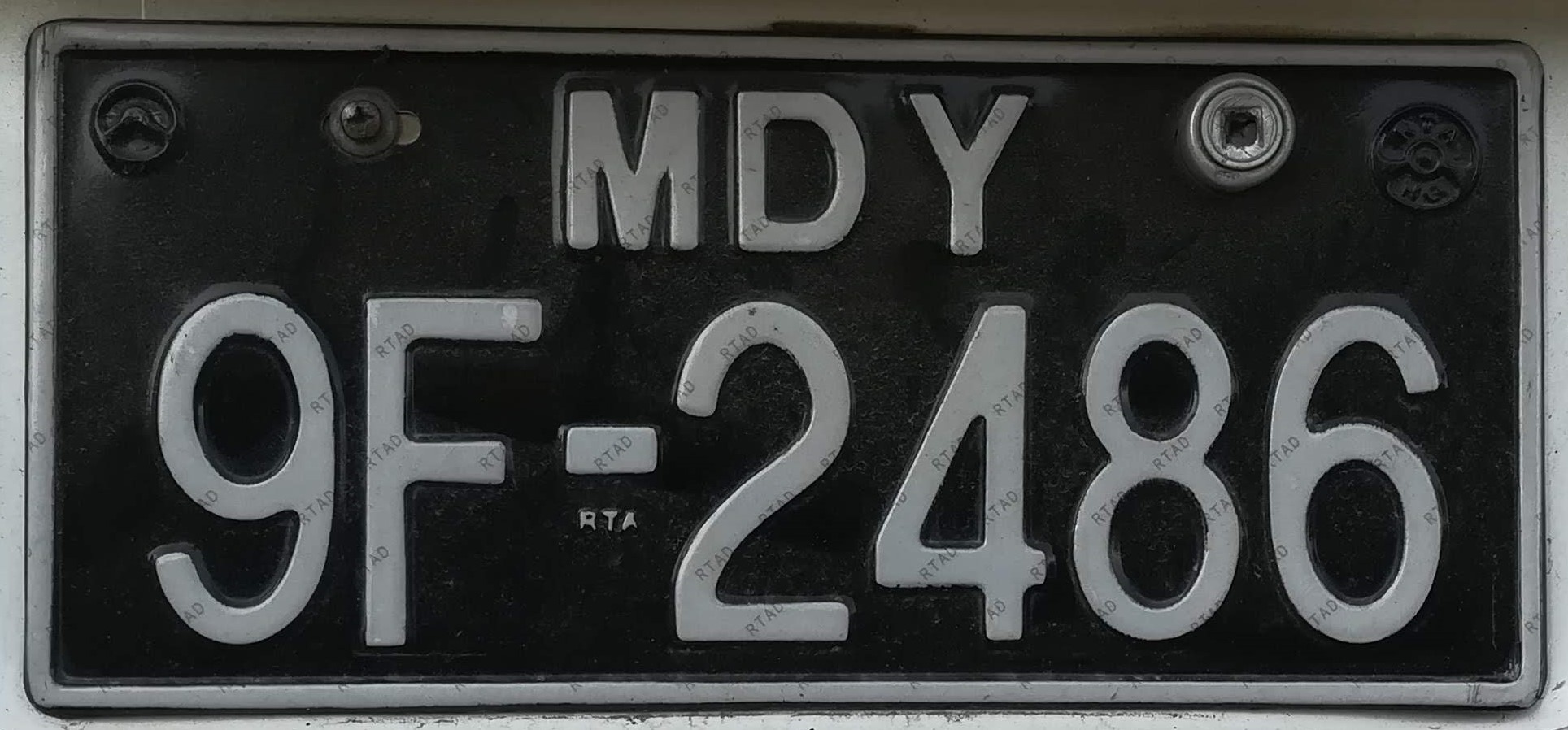
Myanmar

## Namibië

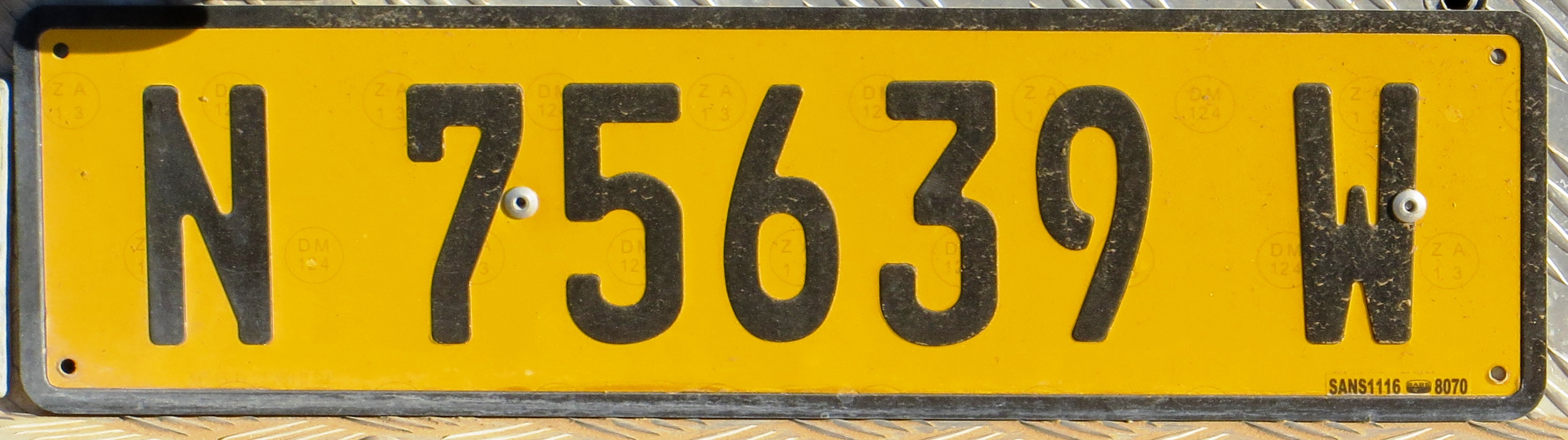
Windhoek, Namibië

## Nauru

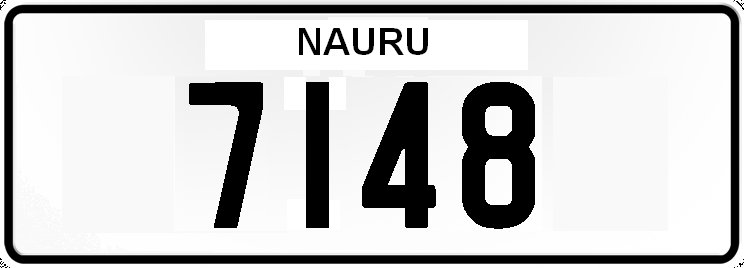
Nauru

## Nederland
Nederland was het derde land ter wereld waar de kentekenplaat werd ingevoerd, maar was wel het eerste land met nationale registratie. Het eerste kenteken, nummer 1, werd uitgegeven aan de Zoutkamper J. van Dam, die een auto had van eigen fabricaat. Zijn broer had nummer 2. Deze auto's waren gemaakt door de Groninger Motorrijtuigen Fabriek. Er is een foto van de auto bewaard gebleven.
In Nederland had de kentekenplaat van personenauto's van 1951 tot en met 18 mei 2008 een zesdelige combinatie van cijfers en letters, verdeeld in drie groepen van twee (bijvoorbeeld DK-66-24). In 2007 verscheen voor het eerst op grijs kenteken een combinatie van achtereenvolgens twee cijfers, drie letters en één cijfer (01-GBB-1). Op 19 mei 2008 werd deze combinatie ook ingevoerd voor auto's in particulier bezit. Zie verder Nederlands kenteken voor de combinaties.
Van 1905 tot en met 1951 kon in Nederland aan de hand van het kenteken afgeleid worden uit welke provincie de auto afkomstig was. Sinds 1951 is de cijfer-lettercombinatie in Nederland echter onafhankelijk van de plaats waar de eigenaar woont.
In Nederland is het kenteken gekoppeld aan het voertuig. Kentekens worden geregistreerd bij de RDW. Er zijn websites waar men gegevens kan opzoeken per automerk.
De afmeting van de plaat is gestandaardiseerd en voor een personenauto meestal 520×110 mm. Achterop bestelbusjes ziet men vaak platen met twee regels, 340×210 mm. Amerikaanse platen zijn kleiner en daardoor heeft een auto van Amerikaans fabricaat vaak geen ruimte voor zo'n plaat. Deze auto's mogen platen van 310×110 mm voeren zonder NL-teken. De plaat achterop een motorfiets meet 210×143 mm met NL-teken. Op een bromfiets, snorfiets of brommobiel is het 145×125 mm of 100×175 mm zonder NL-teken.
Sommige Nederlandse nummerplaten hebben geen onderscheidingsteken  met de landcode. Het gaat hier onder andere om de kleinere "Amerikaanse" platen, de blauwe platen van taxi's en oldtimers, de witte platen van fietsdragers en lichte aanhangwagens en de kleinere platen van bromfietsen (en dus ook snorfietsen en brommobielen). Het onderscheidingsteken  ontbreekt soms ook op GV-platen. 
Heeft de nummerplaat geen onderscheidingsteken, dan moet het voertuig in het buitenland het klassieke ovaal voeren. 
Het is eigenlijk niet geoorloofd een onderscheidingsteken  op de kentekenplaat te plakken (er zijn stickertjes te koop), hoewel er meestal genoeg ruimte voor is, want de hele nummerplaat moet zichtbaar blijven.

## Nepal

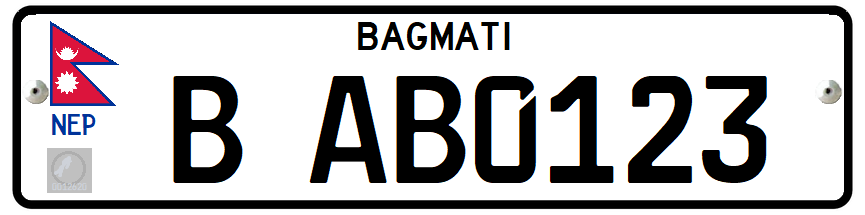
Nepal (voor)

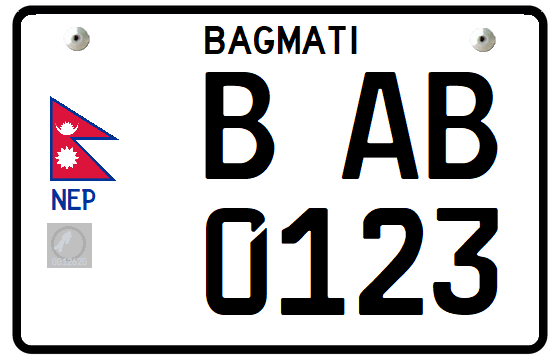
Nepal (achter)

## Nicaragua

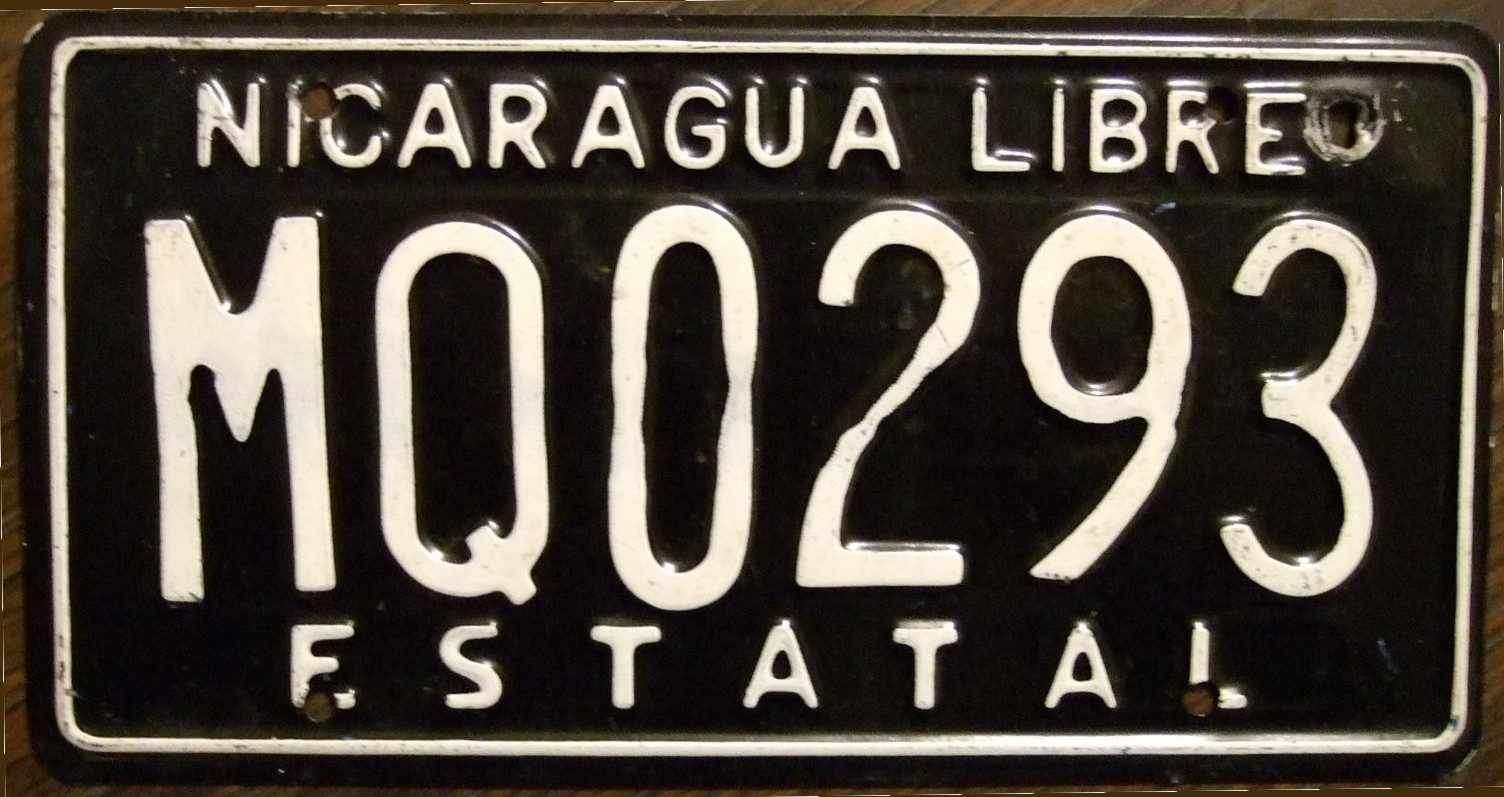
Nicaragua

## Niger

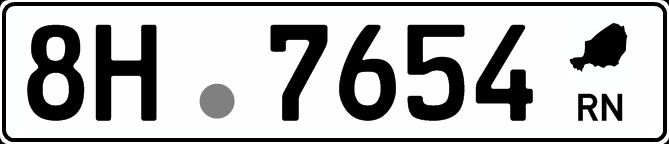
Niger

## Nigeria

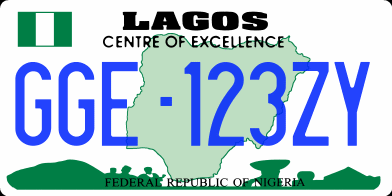
Deelstaat Lagos, Nigeria

## Noord-Korea

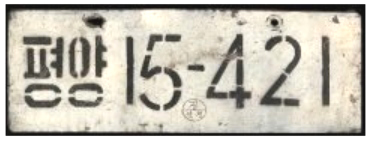
Pyongyang, Noord-Korea (1992)

De Noord-Koreaanse nummerplaten zijn wit met Koreaanse tekens.

## Noord-Macedonië

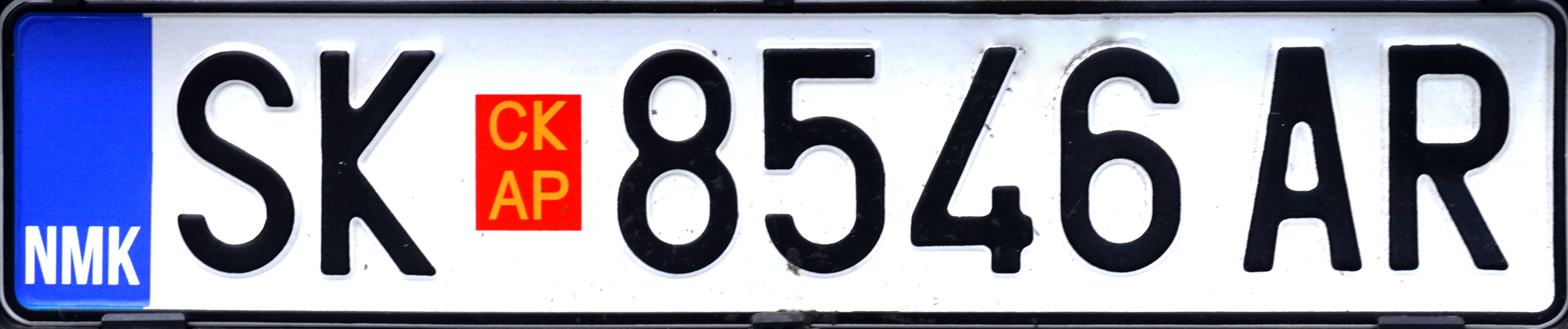
Noord-Macedonië

De kentekenplaat uit Noord-Macedonië is een witte plaat met twee rode horizontale strepen en zwarte tekens, bestaande uit twee letters, drie cijfers horizontale streep en twee letters.

## Noorwegen

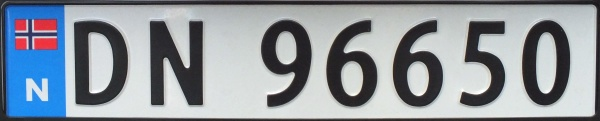
Noorwegen

Het Noors kenteken bestaat uit twee letters en vijf cijfers. De zwarte letter- en cijfercombinatie staat op een witte achtergrond.
In Noorwegen duiden de letters van het kenteken de regio aan waar de wagen het eerst geregistreerd is. Het kenteken behoort tot de auto en blijft ook na het veranderen van eigenaar bij hetzelfde voertuig horen.
In het midden van het kenteken diende de eigenaar een sticker van de belastingen aan te brengen die jaarlijks moest worden vervangen. Sinds 2012 echter is dit stickerplakken niet meer van toepassing vanwege de invoering van een geautomatiseerd controlesysteem.

## Oeganda

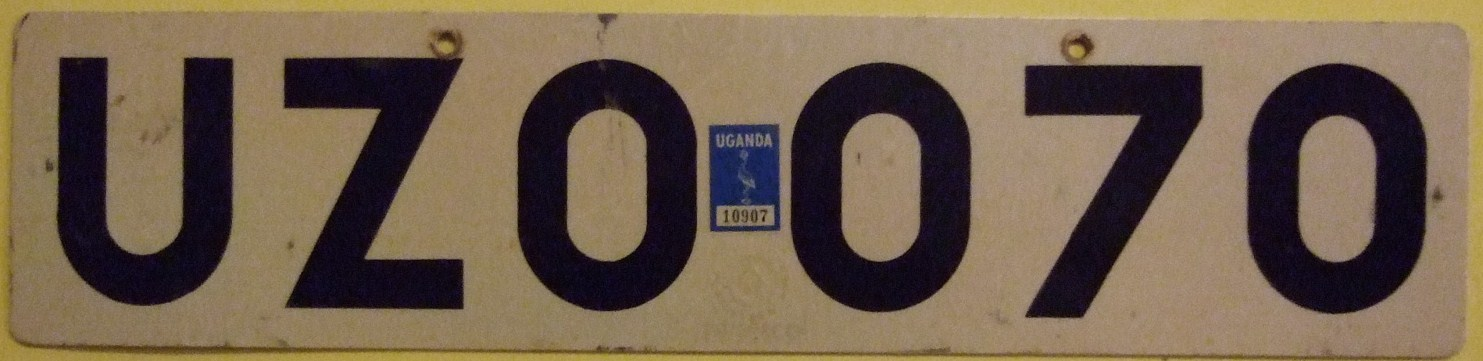
Oeganda

## Oekraïne

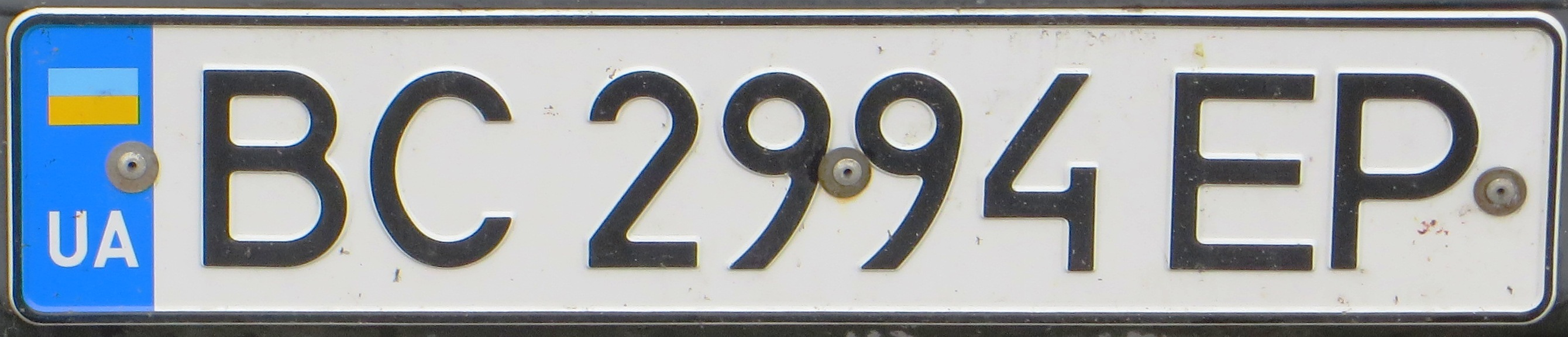
Oekraïne

## Oezbekistan

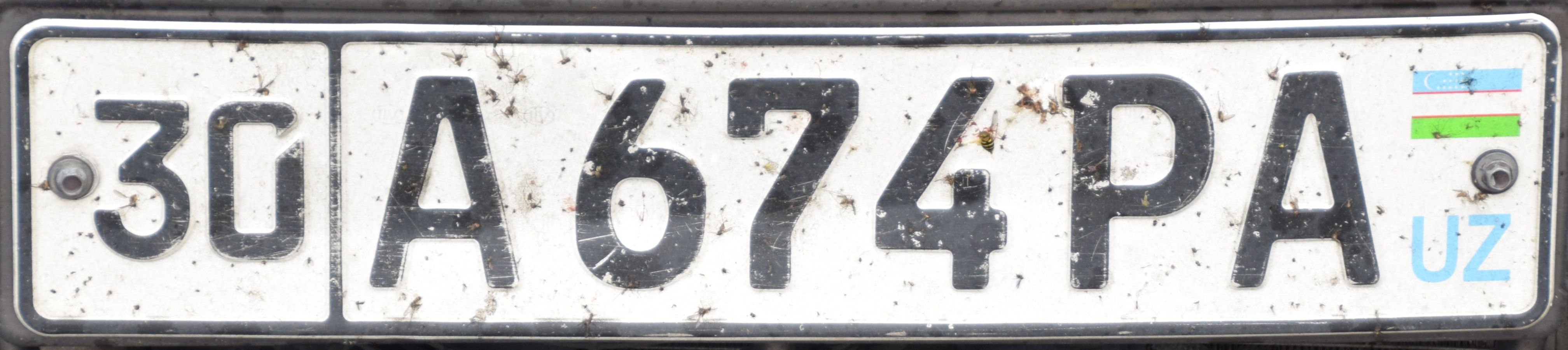
Oezbekistan

## Oman

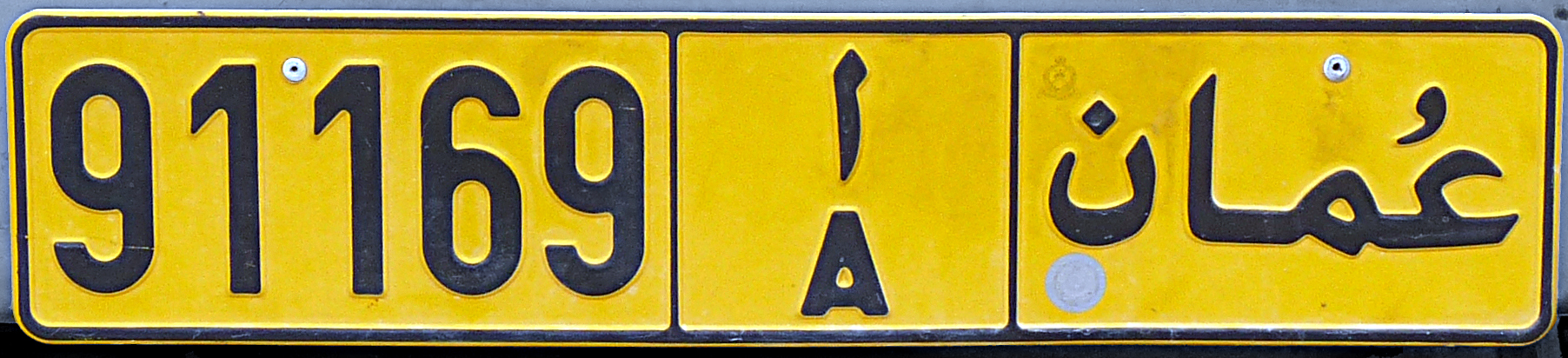
Oman

## Oostenrijk

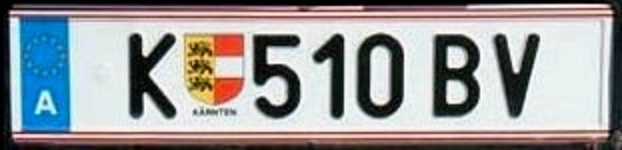
Oostenrijk

De Oostenrijkse nummerplaten zijn wit met zwarte letters en aan de onder- en bovenkant een rood randje.
Na de districtscode van een of twee letters (bijvoorbeeld 'Im' van Imst) volgt het wapen van het Bundesland met daaronder de naam. Daarna volgt een willekeurige code (cijfers en letters) die zelf bepaald mag worden, wat rond de 200 tot 300 euro kost.
Als men een andere auto koopt mag men het oude kenteken op de nieuwe auto zetten. Ook mag men een kenteken hebben als men twee of meer auto's heeft. Dan moet er dus steeds gewisseld worden van kenteken.

## Oost-Timor

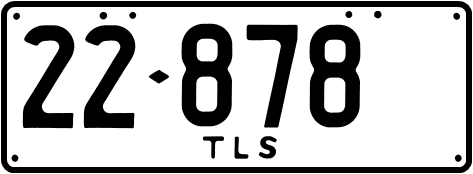
Oost-Timor

## Pakistan

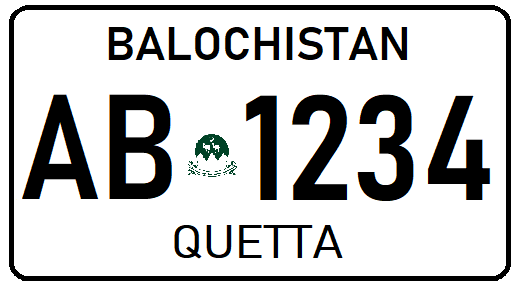
Deelstaat Balochistan, Pakistan

## Palau

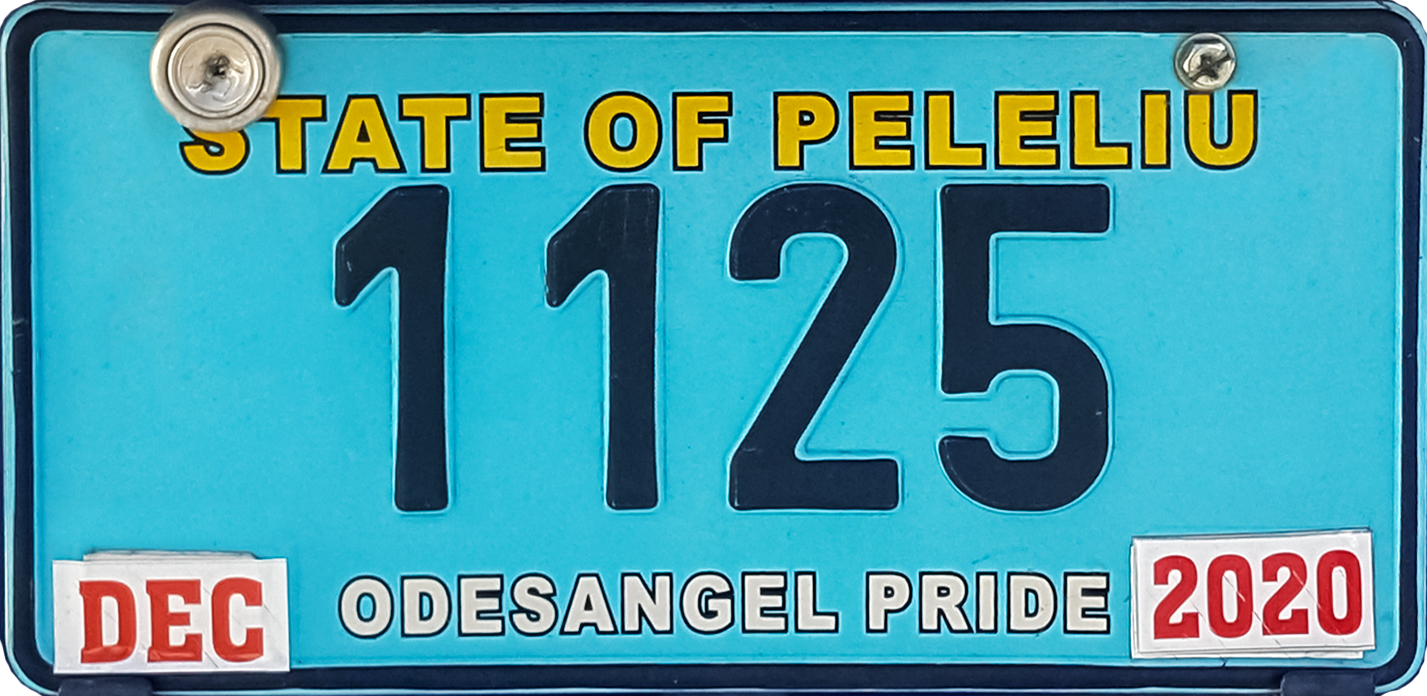
Kenteken van deelstaat Peleliu, Palau

## Palestina

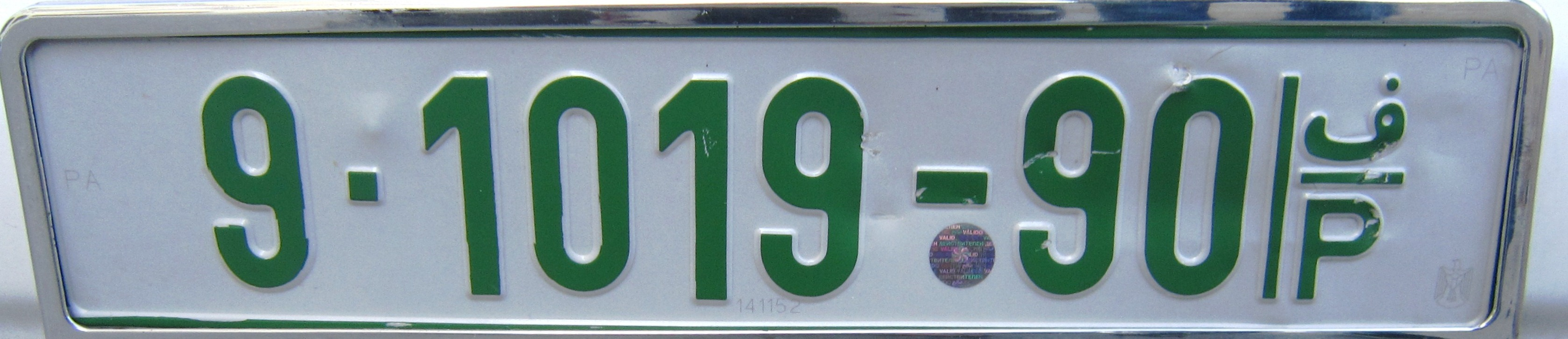
Palestina

## Panama

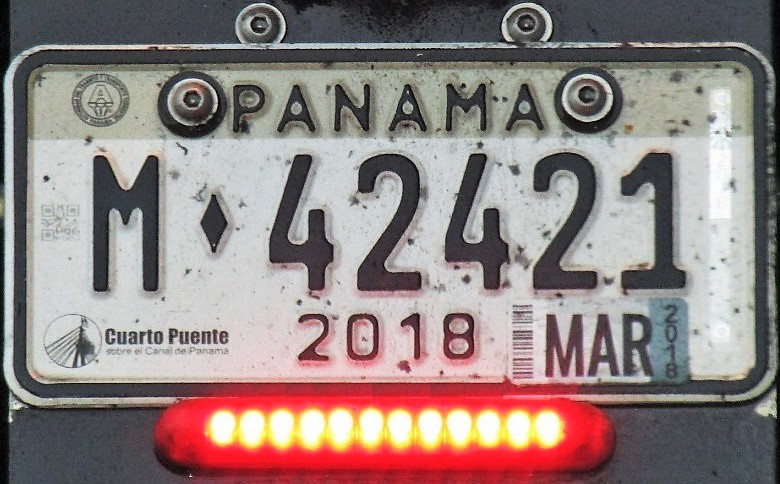
Panama (voor motoren)

## Papoea-Nieuw-Guinea

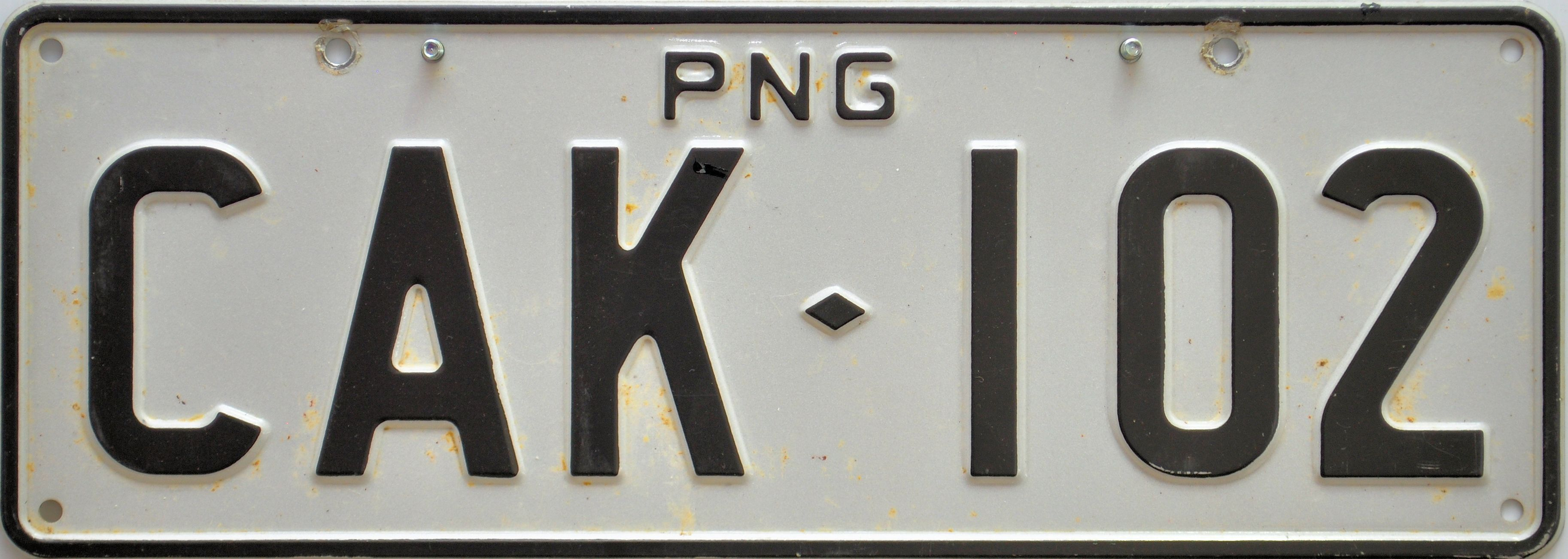
Kentekenplaat van Papoea-Nieuw-Guinea

## Paraguay

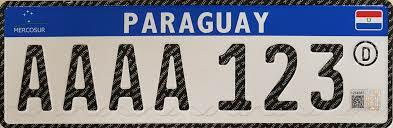
Paraguay

## Peru

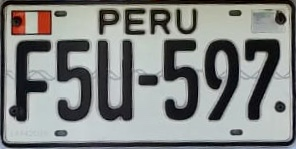
Peru

## Polen

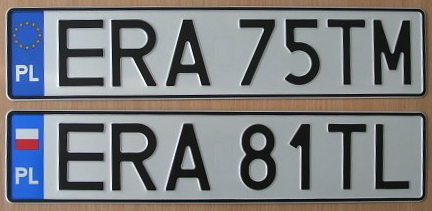
Kentekenplaten uit Polen

Het Pools kenteken bestaat uit twee of drie letters gevolgd door twee cijfers en nog eens twee letters. De zwarte letter- en cijfercombinatie staat op een witte achtergrond.
Bij Poolse kentekens staat de eerste letter voor het woiwodschap (hier E voor het woiwodschap Lódz), de volgende een of twee letters staan voor de stad of de powiat (hier RA voor Radomsko). De politie heeft een eigen kentekenreeks, beginnend met de letters HP.
Sinds 1 mei 2004, na de toetreding van Polen tot de Europese Unie, staat aan de linkerkant van het kenteken het EU-logo met daaronder de landcode PL.

## Portugal

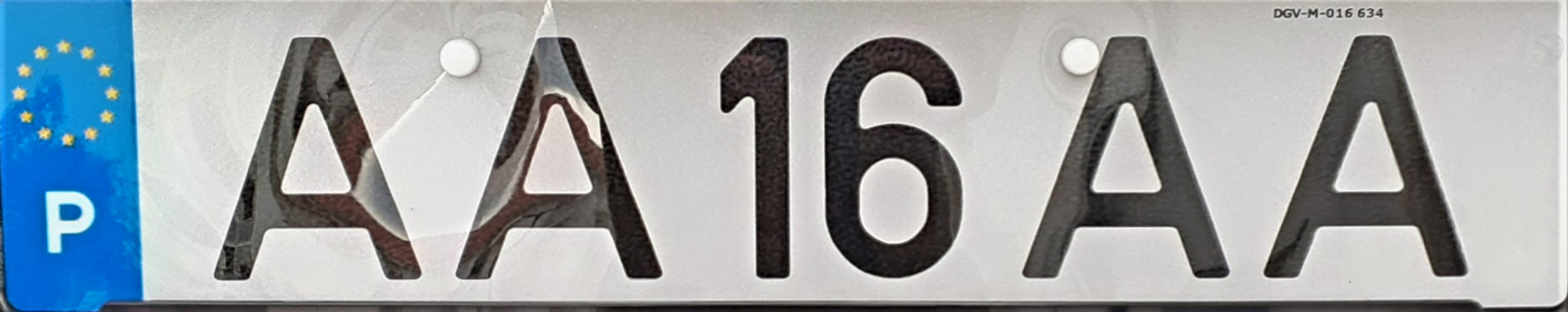
Portugal

Vanaf 1937 tot 1992 bestond de Portugese nummerplaat uit een combinatie van twee letters, twee cijfers gevolgd door twee cijfers. De nummerplaat had een zwarte ondergrond met witte tekens. Sedert maart 1992 werd het Europese kenteken uitgebracht, met zwarte tekens op een witte ondergrond. Tevens werd de letter P en het Europese symbool aangebracht aan de linkerkant van de nummerplaat en werd de combinatie gewijzigd in twee cijfers gevolgd door twee cijfers en twee letters. Sinds 1998 is er een gele balk aan de rechterkant toegevoegd waarin boven het jaar en onder de maand van de eerste ingebruikname van het voertuig vermeld staat. In 2005 werd de combinatie gewijzigd in twee cijfers, twee letters en twee cijfers. In maart 2020 werd een nieuw model ingevoerd; de gele balk (met jaar en maand ingebruikname) is verdwenen en de combinatie werd gewijzigd in twee letters, twee cijfers en twee letters

## Qatar

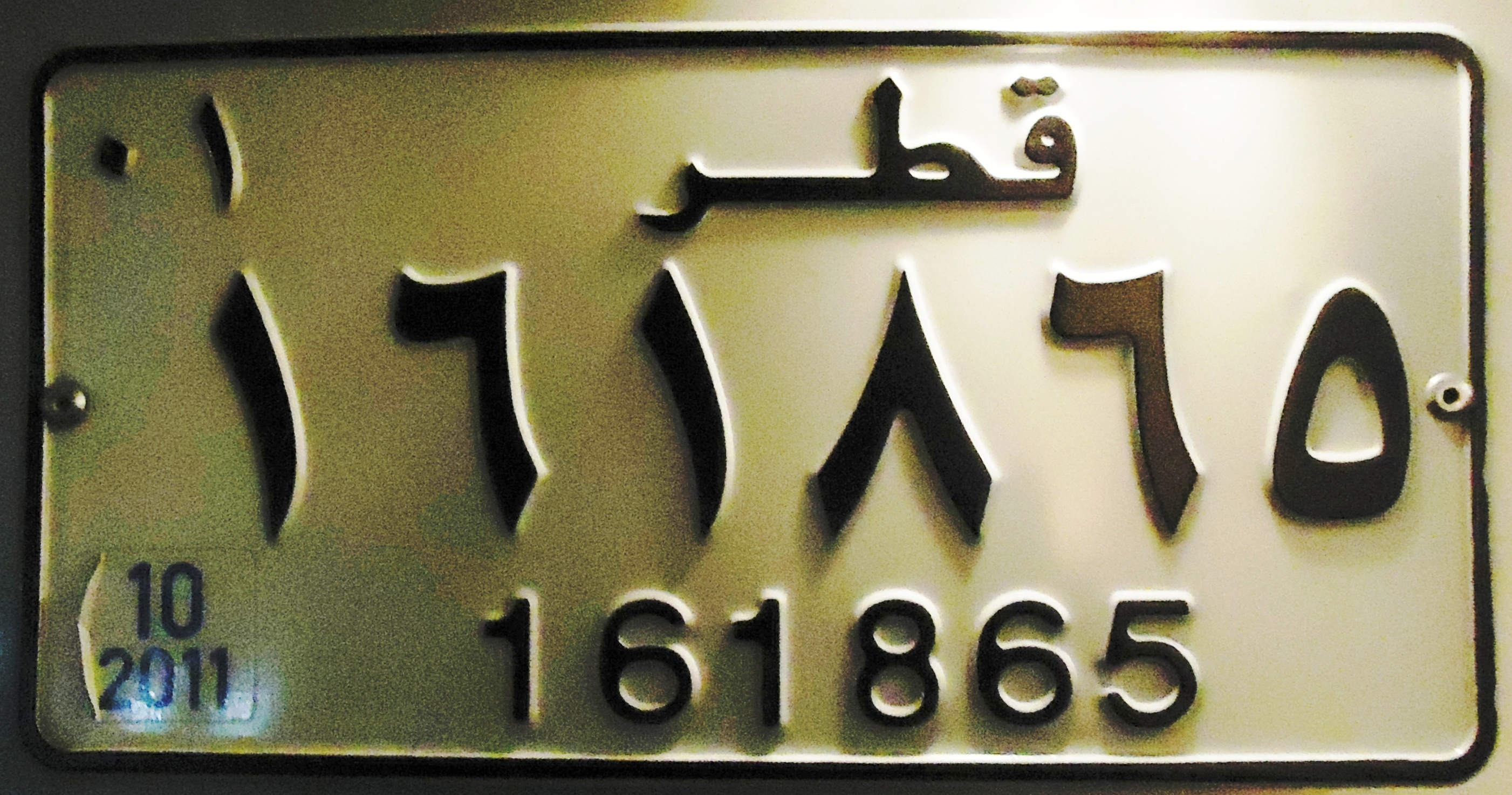
Qatar

## Roemenië

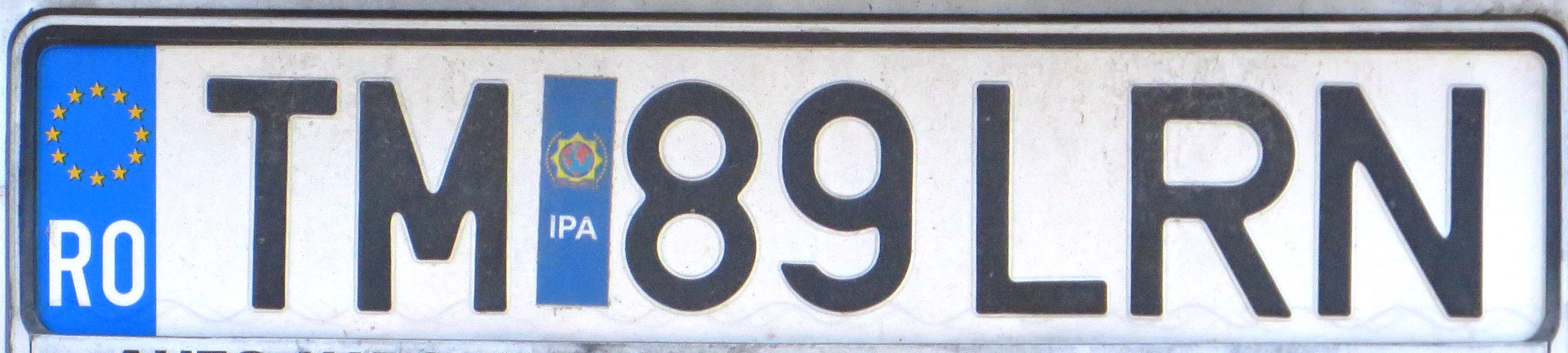
Timișoara, Roemenië

In Roemenië beginnen de kentekens met 1 of 2 letters, waaraan te zien is uit welke omgeving ze vandaan komen.

## Rusland
Het Russische particuliere kenteken is een witte kentekenplaat met daarop in het zwart een kleine letter gevolgd door drie cijfers en ten slotte twee letters. Daarna komt een vakje waar de vlag van Rusland, met daarvoor RUS instaat. Daarboven staat het regionummer. Voor grote steden zoals Moskou of Sint-Petersburg worden meerdere regionummers gebruikt. Bussen hebben een gele kentekenplaat en de politie een blauwe kentekenplaat.

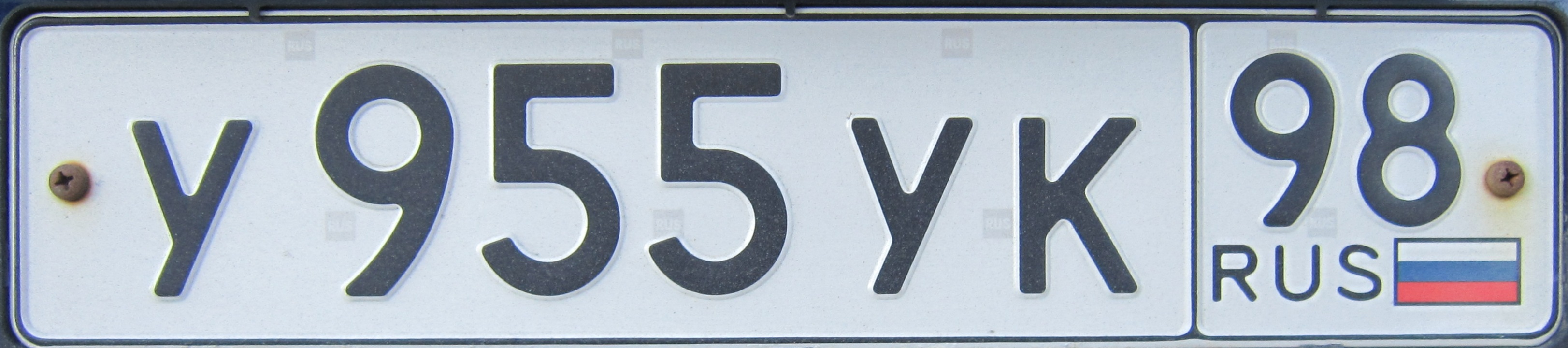
Rusland

## Saint Kitts en Nevis

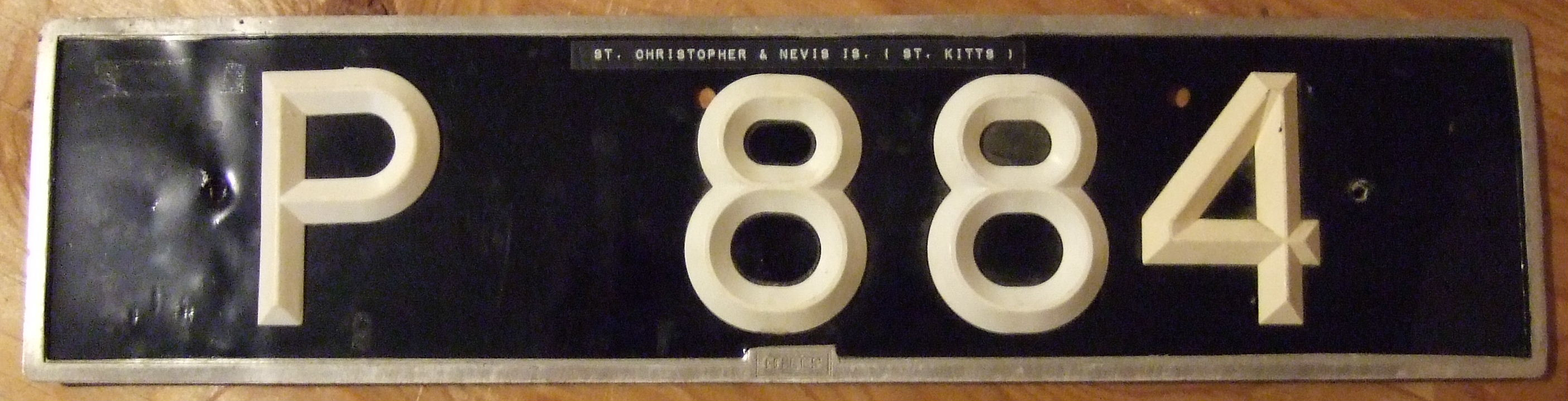
Saint Kitts en Nevis

## Saint Vincent en de Grenadines

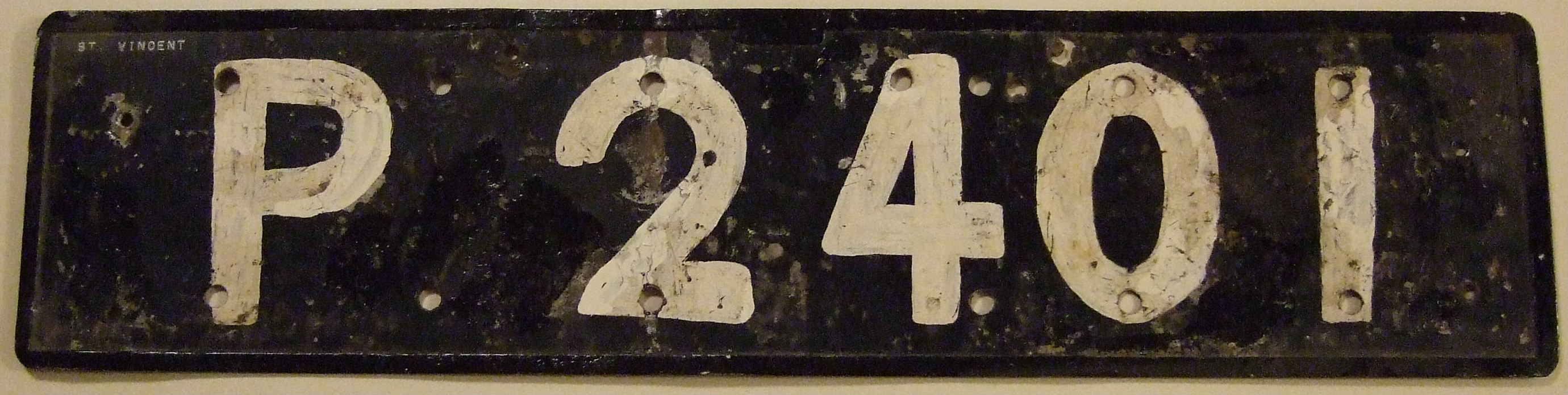
Saint Vincent en de Grenadines

## Salomonseilanden

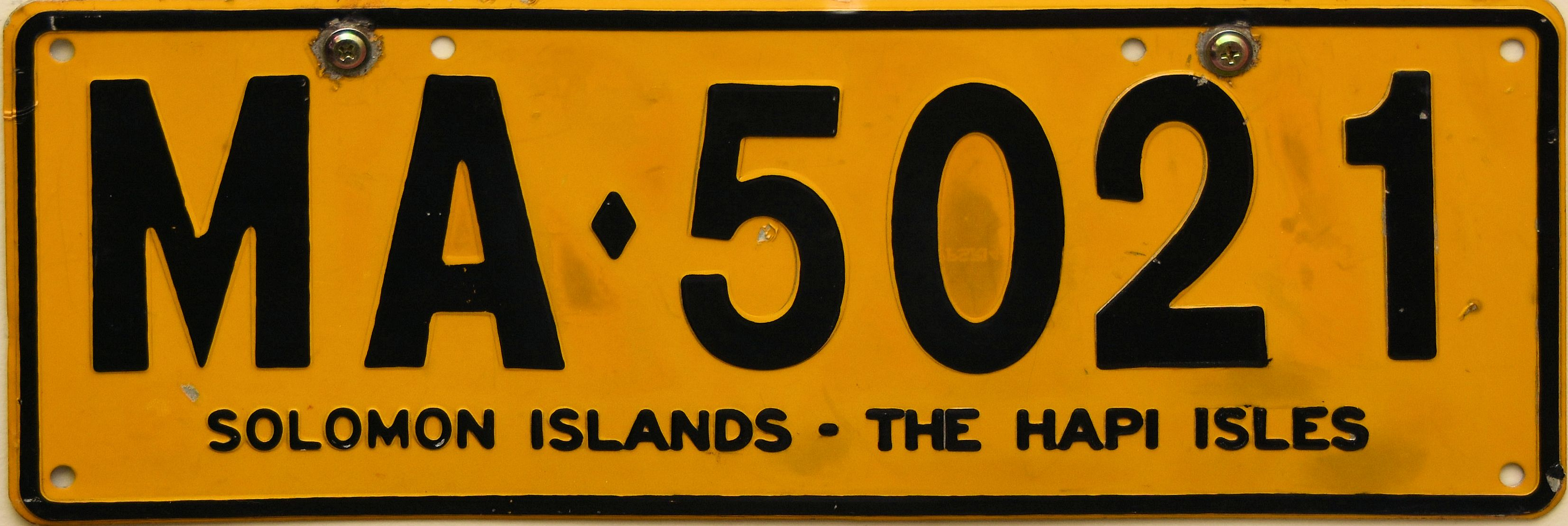
Salomonseilanden

## Samoa

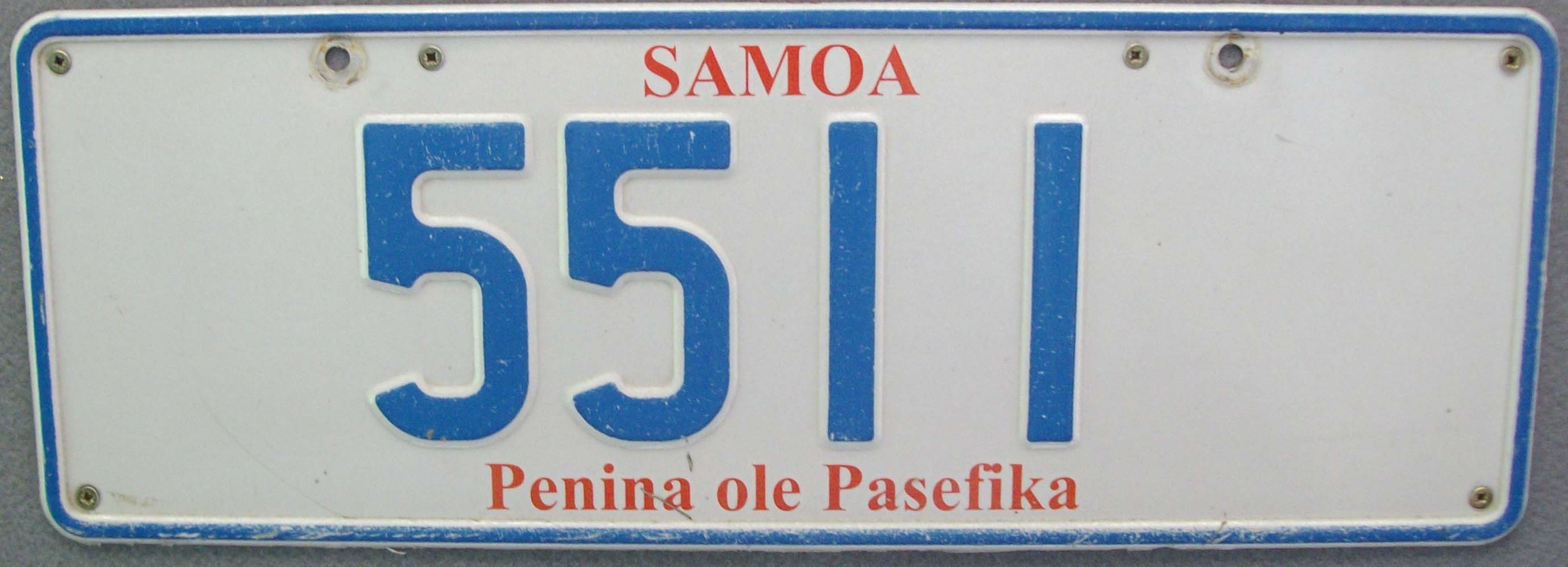
Samoa (2000-2010)

## San Marino

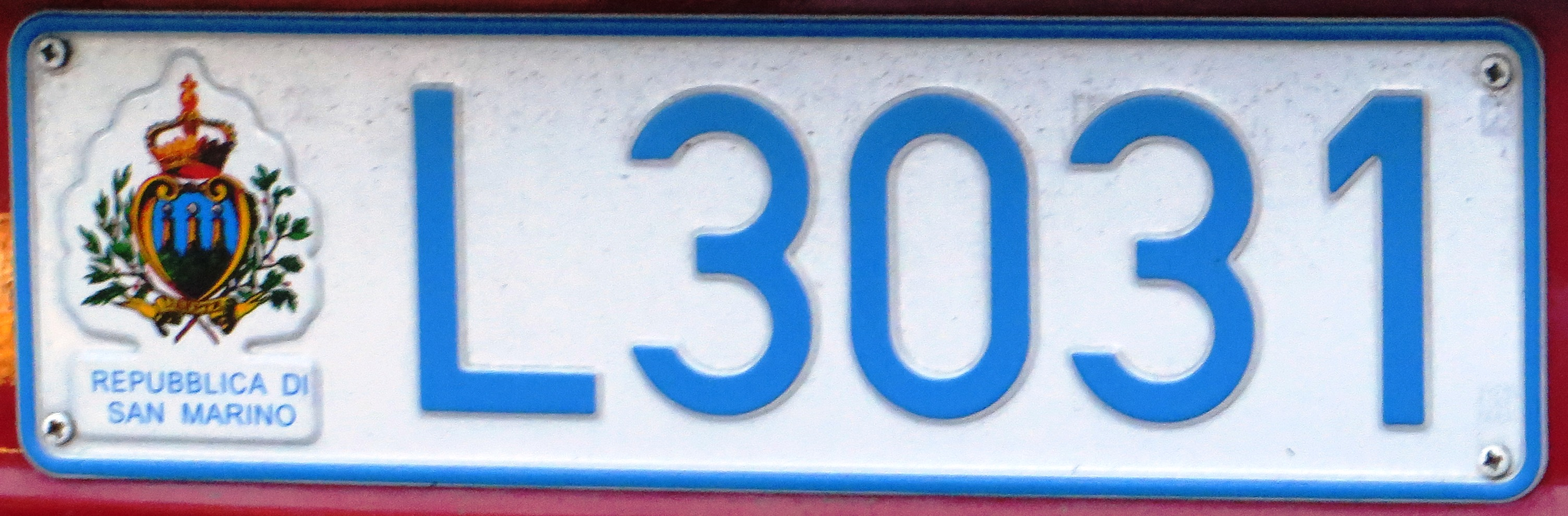
San Marino

## Sao Tomé en Principe

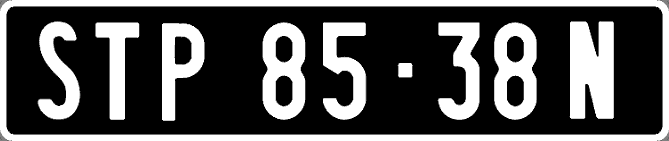
Sao Tomé en Principe

## Saoedi-Arabië

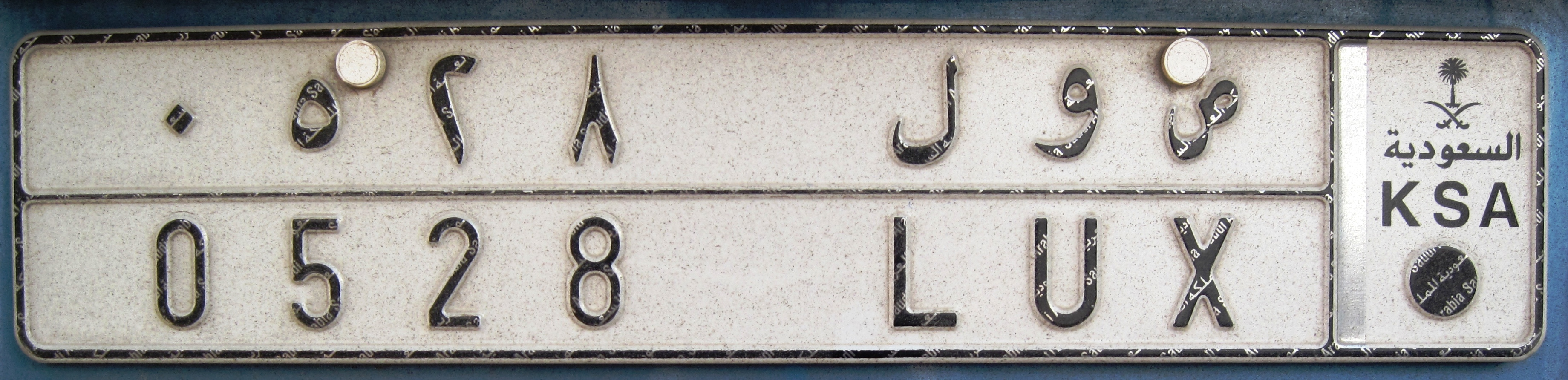
Saoedi-Arabië

## Senegal

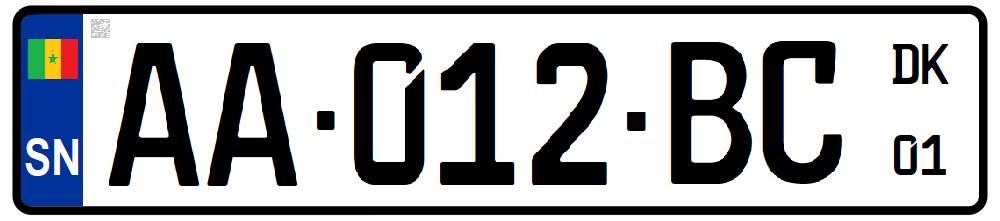
Senegal

## Seychellen

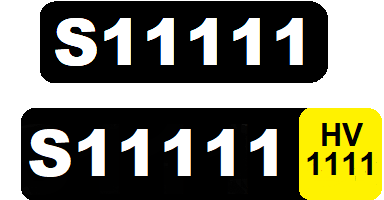
Kentekenplaten uit Seychellen,
tot 2018

## Servië

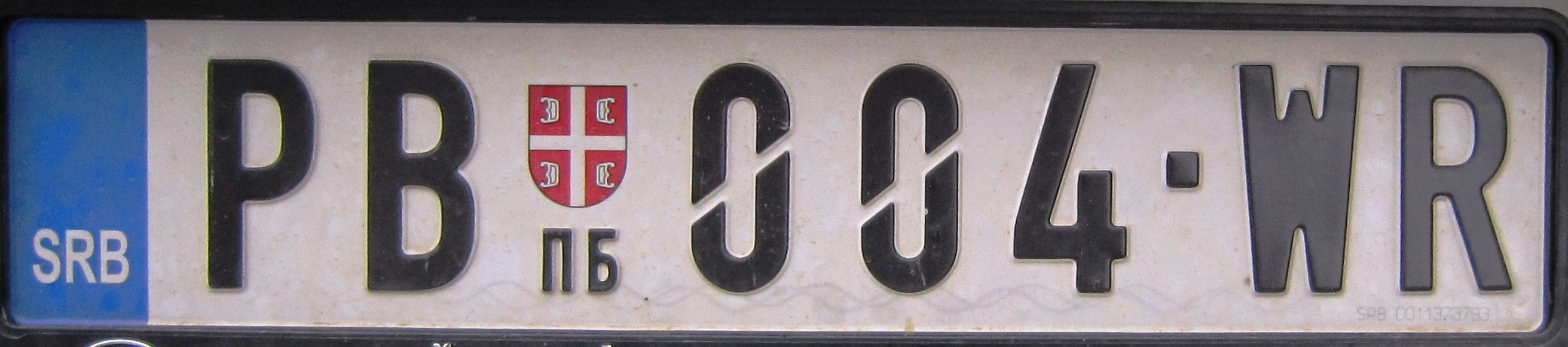
Priboj, Servië

## Singapore

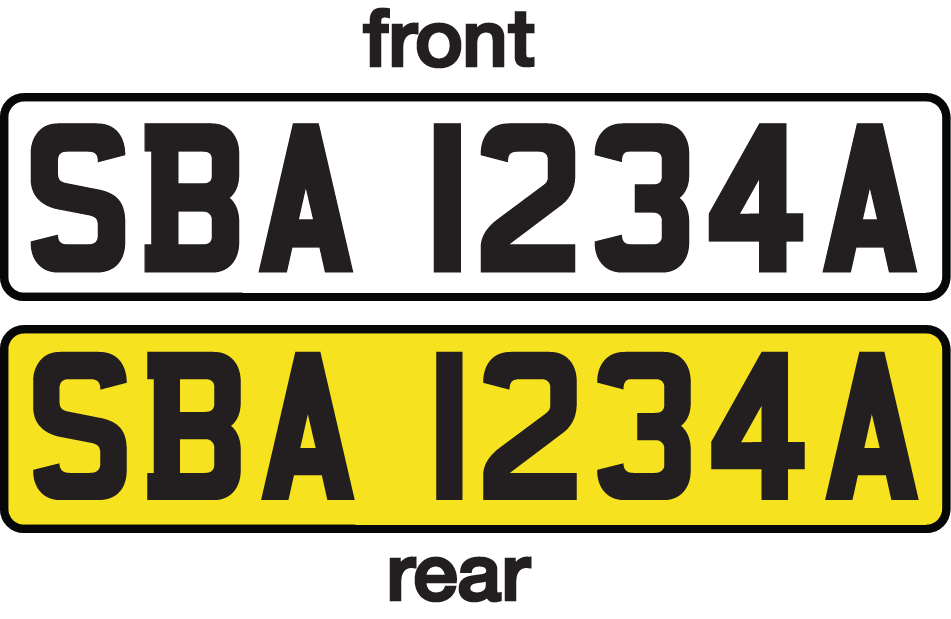
Kentekenplaten uit Singapore. Boven voor en onder achter.

## Slovenië

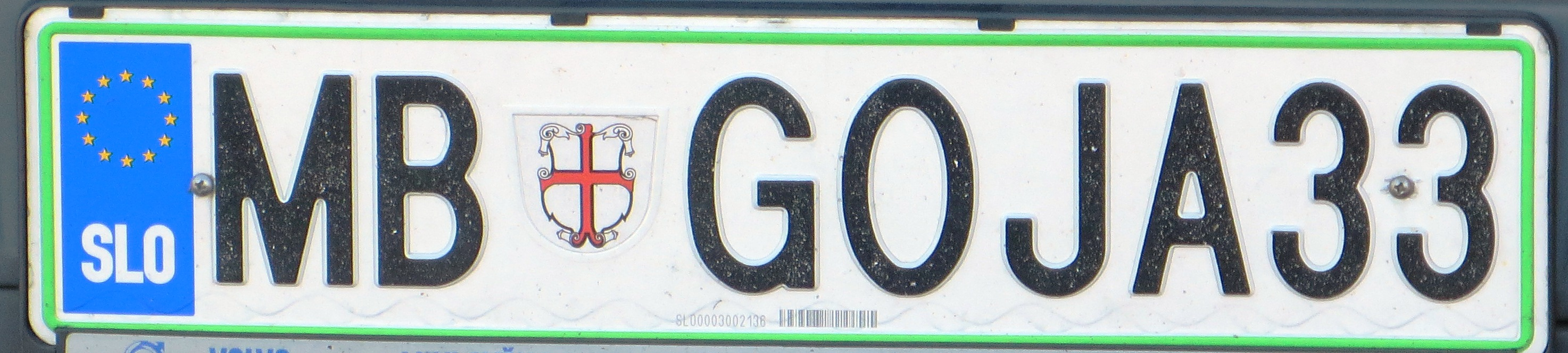
Slovenië

## Slowakije

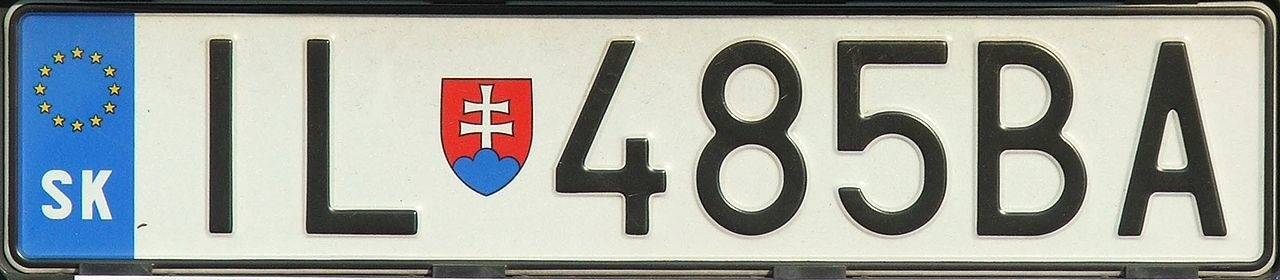
Slowakije

Een Slowaaks kenteken voor motorvoertuigen (Slowaaks: evidencné císlo) bestaat uit twee letters voor de okres (district), gevolgd door een liggend streepje en een combinatie van drie cijfers en twee letters. De letters Q en W worden hierbij niet gebruikt. In elke okres worden de lettercombinaties oplopend uitgegeven, waarbij de eerste voertuigserie AA is, en de eerste aanhangerserie YA.

## Soedan

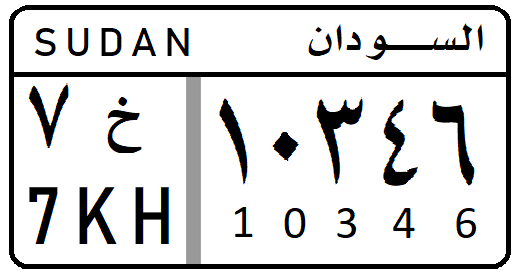
Soedan

## Somalië

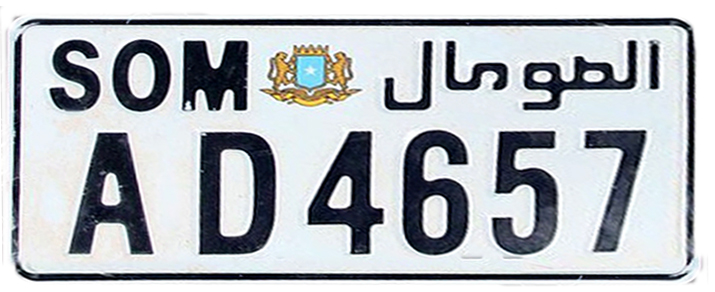
Somalië

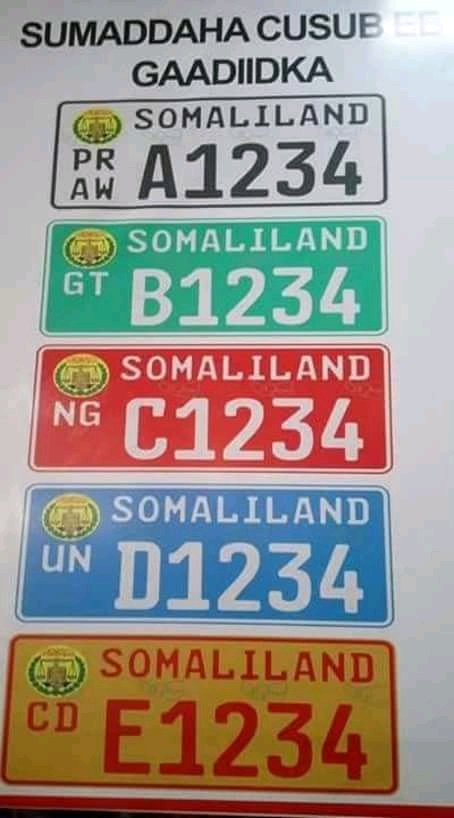
Kentekenplaten uit Somaliland

## Spanje

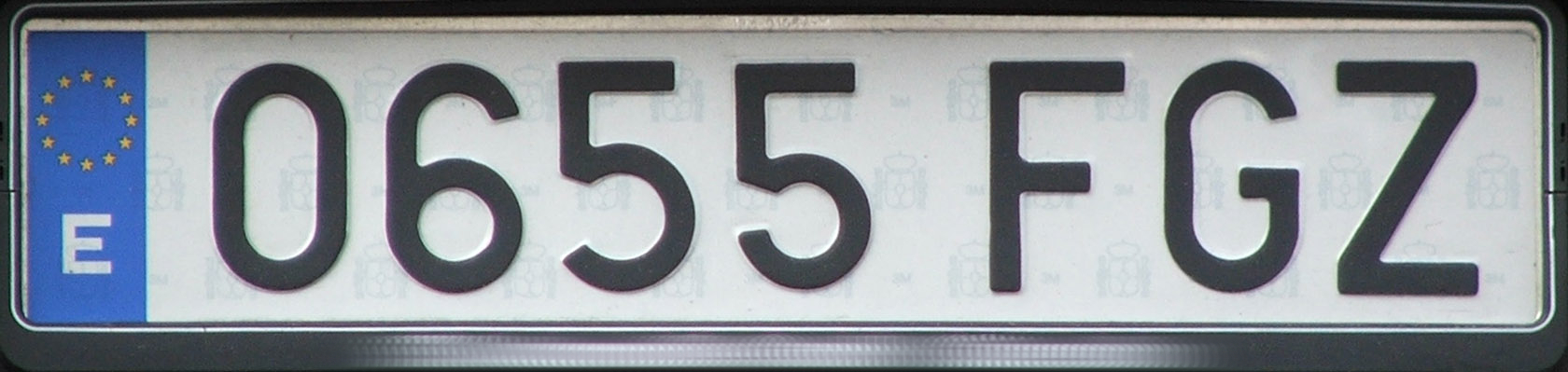
Spanje

Het Spaanse kenteken bestaat tegenwoordig uit vier cijfers en drie letters. De zwarte cijfers en letters staan op een witte achtergrond. In 2000 werd het provinciale systeem afgeschaft; sindsdien is niet meer te zien in welke provincie een voertuig geregistreerd is. Bij kentekens die werden uitgegeven tussen 1910 en 2000 was dit wel het geval.

## Sri Lanka

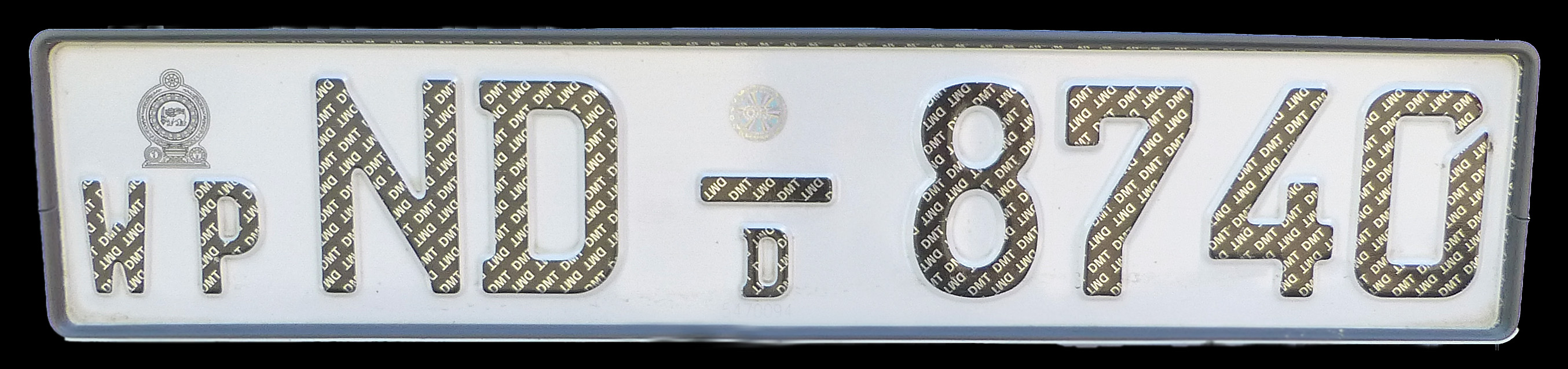
Sri Lanka, Westelijke Provincie (voor)

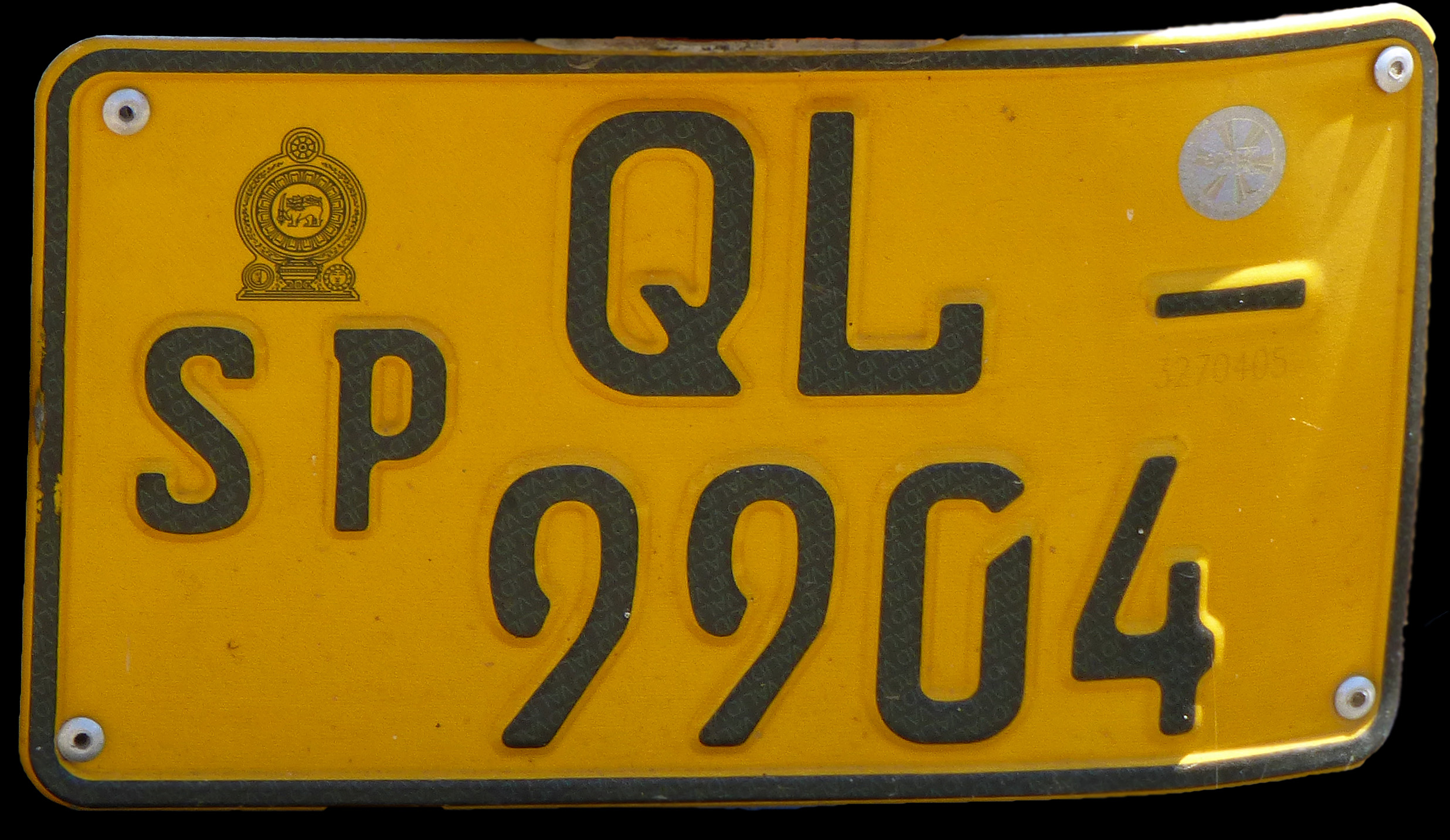
Sri Lanka, Zuidelijke Provincie (achter)

## Syrië

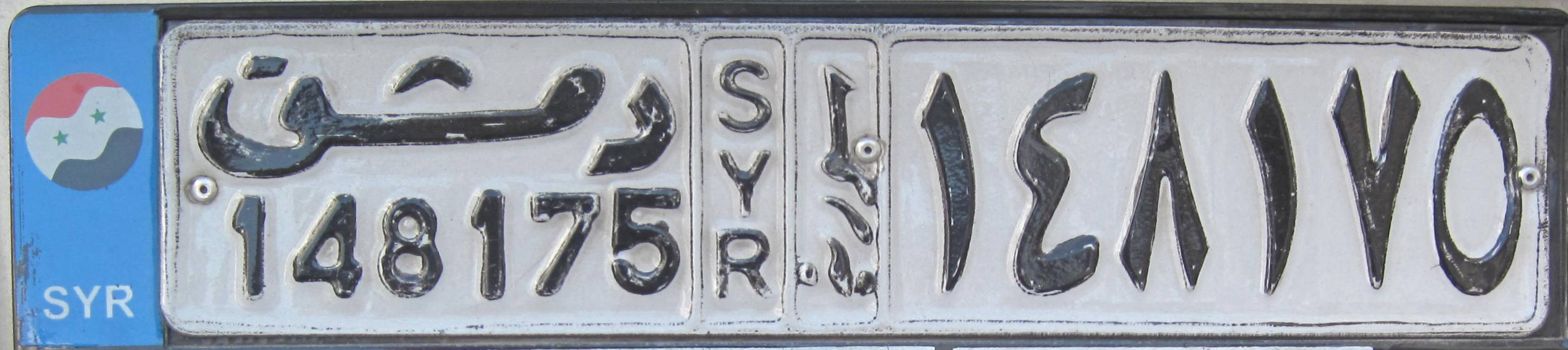
Syrië

## Taiwan (Republiek China)

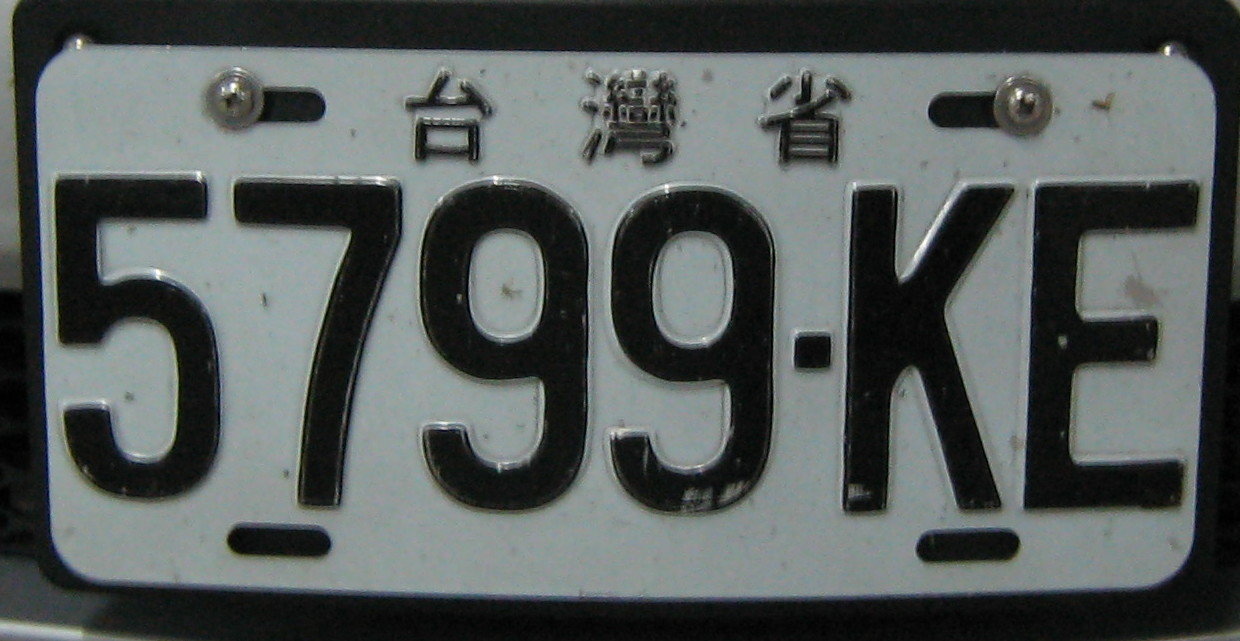
Provincie Taiwan, Taiwan (1994-2008)

## Thailand

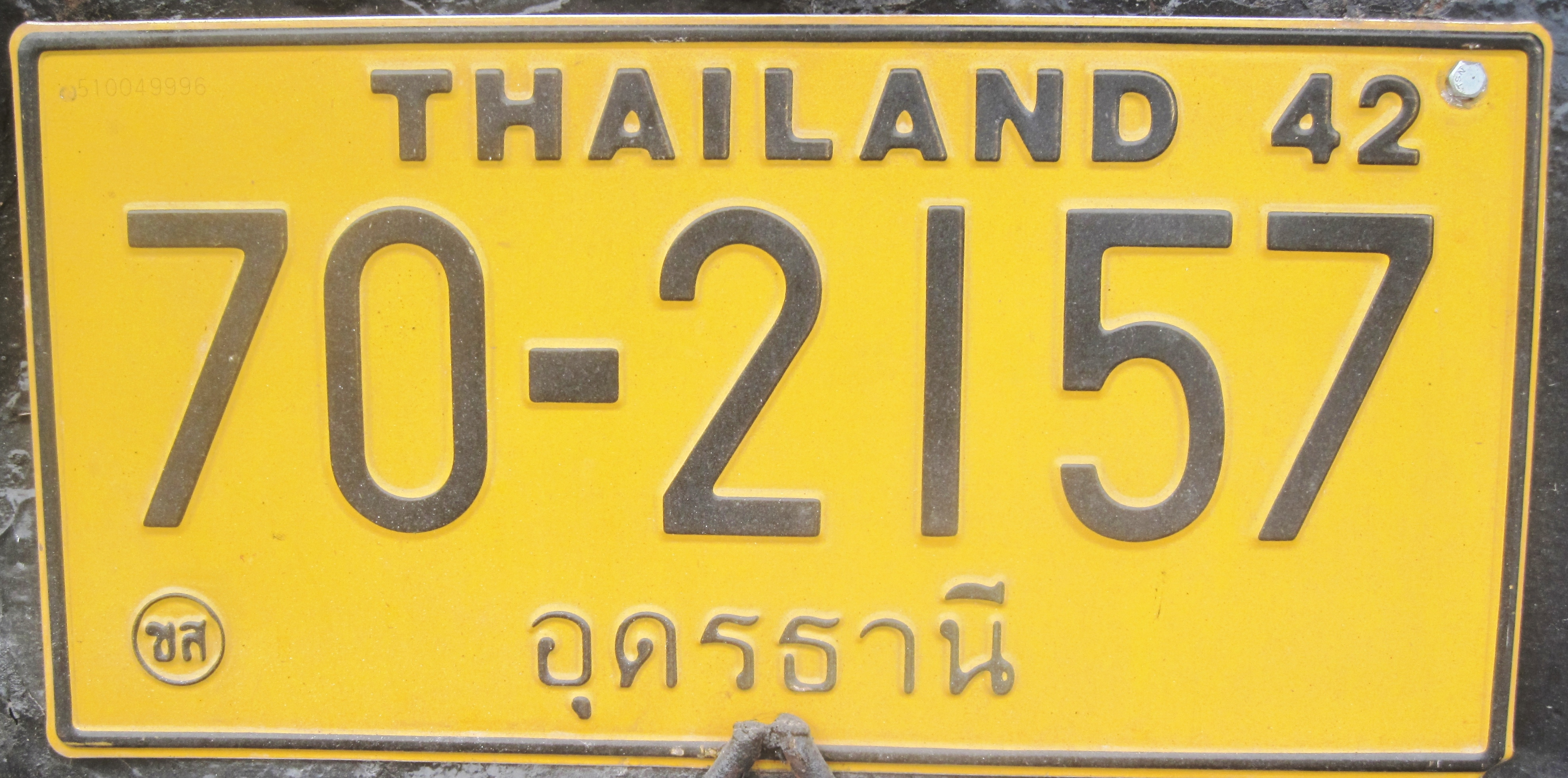
Thailand

## Togo

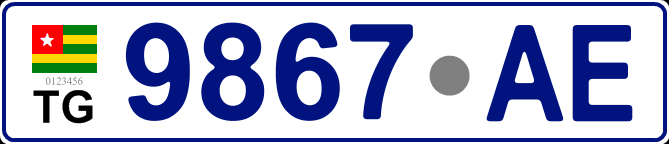
Togo

## Tonga

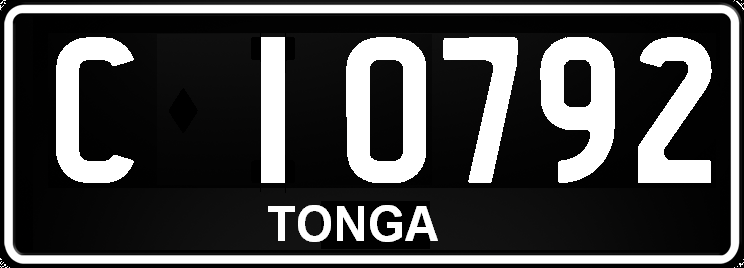
Tonga

## Trinidad en Tobago

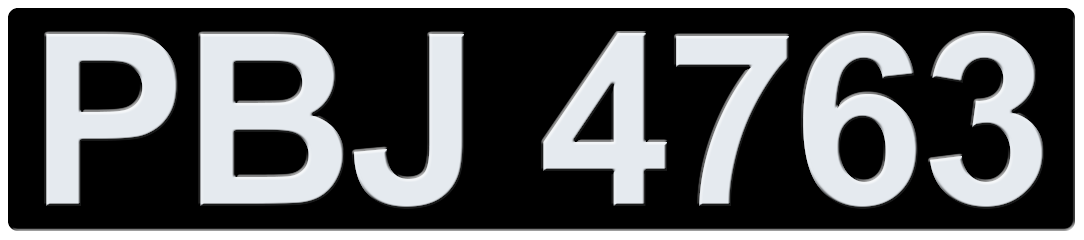
Trinidad en Tobago

## Tsjechië

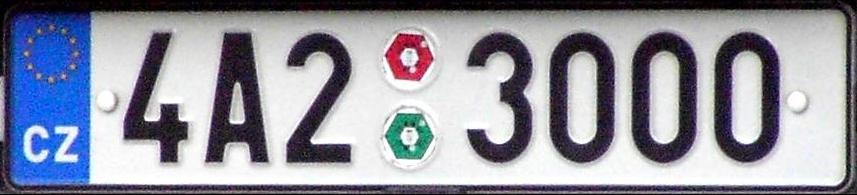
Tsjechië

Een Tsjechisch kenteken bestaat uit een cijfer, een letter en een cijfer of een letter, gevolgd door nog eens vier cijfers. De letter geeft de regio (Kraj) aan. Zo geeft de letter A aan dat het voertuig is geregistreerd in de hoofdstad Praag. De zwarte letter- en cijfercombinatie staat op een witte achtergrond.
Sinds 2004, na de toetreding van Tsjechië tot de Europese unie, staat aan de linkerkant van het kenteken het EU-logo met daaronder de landcode CZ.

## Tsjaad

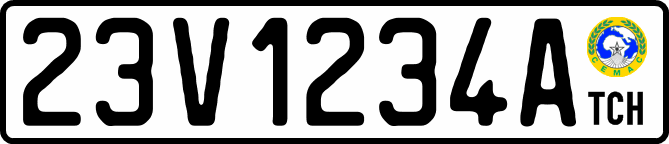
Kentenplaat uit Tsjaad

## Tunesië

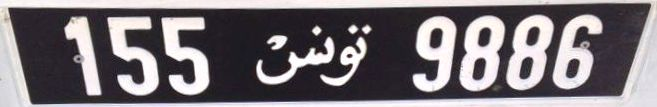
Tunesië

## Turkije

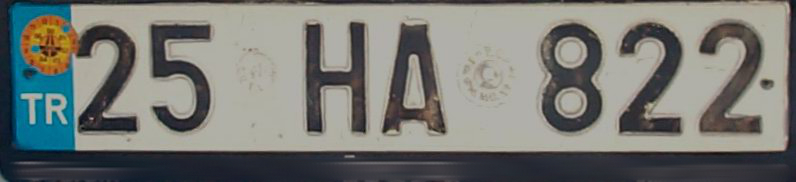
Turkije

De kentekenplaat van Turkije is een rechthoekige plaat van aluminium. Aan de linkerkant staat de landcode, TR. De tekst op de plaat is zwart op een witte achtergrond bij burgervoertuigen en wit op een zwarte achtergrond bij officiële voertuigen.
Het kenteken bestaat uit cijfers en letters. Het kenteken begint (gewoonlijk) met een cijfercode die de provincie waar het voertuig geregistreerd staat aangeeft. Deze code bestaat uit twee cijfers tussen 01 en 81.

## Turkmenistan

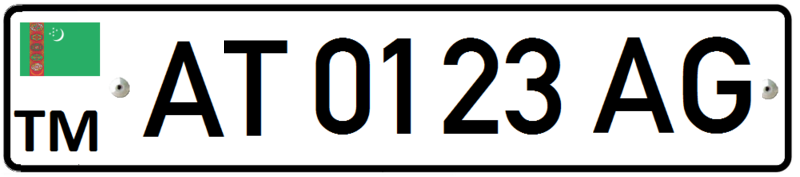
Kantekenplaat uit Turkmenistan

## Tuvalu

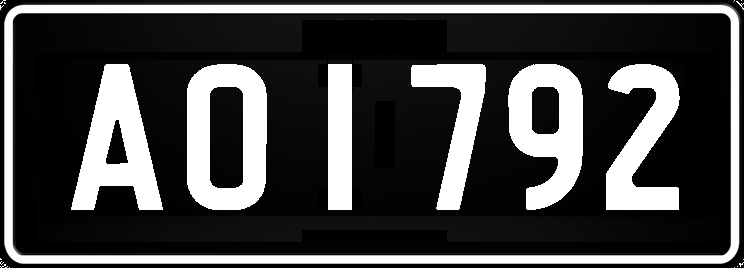
Tuvalu

## Uruguay

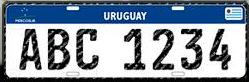
Uruguay

## Vaticaanstad

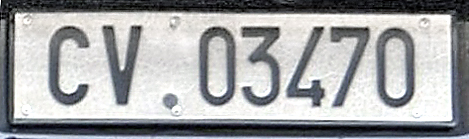
Vaticaanstad

## Verenigd Koninkrijk

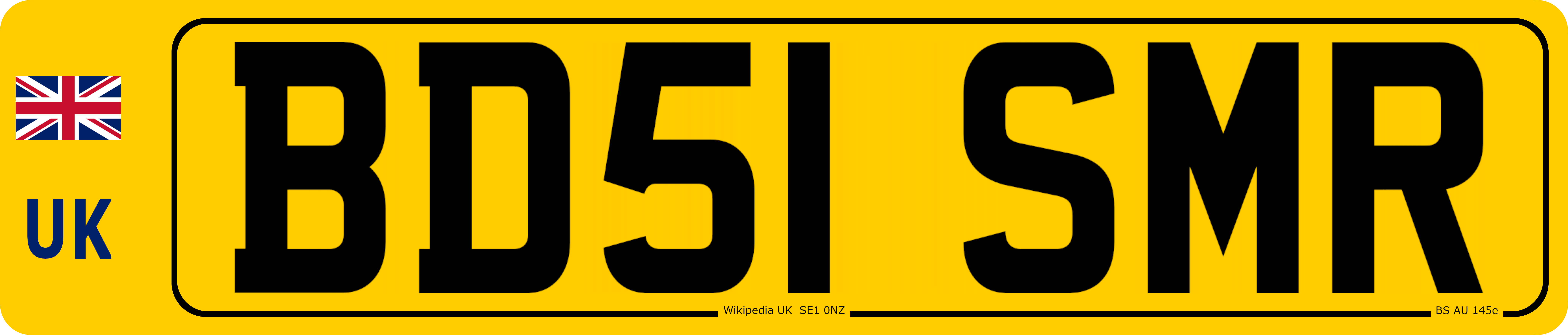
Verenigd Koninkrijk (2021)

Een Brits kenteken bestaat uit twee letters, twee cijfers en drie letters. De zwarte letter- en cijfercombinatie staat aan de achterzijde van het voertuig op een gele reflecterende achtergrond en vooraan op een witte reflecterende achtergrond.
In Groot-Brittannië wordt de combinatie niet willekeurig gekozen; er bestaan regionale codes. De cijfers geven bovendien aan hoelang de wagen al in gebruik is. Men kan de herkomst en leeftijd van een wagen dus aflezen van het kenteken. Registraties in de eerste helft van 2003 dragen het nummer 03 en registraties in de tweede helft krijgen 53, zo ook 04 en 54, 05 en 55 enz. De eerste letter Y duidt op Yorkshire.
Men kan ook een eigen unieke combinatie kopen en (eventueel met winst) doorverkopen, bijvoorbeeld BOND 007. Commerciële websites bemiddelen daarin.
In plaats van de band met de vlag van Groot-Brittannië en daaronder de landcode UK is het toegestaan om een vlag van Engeland, Schotland of Wales te voeren met de afkorting van het land in plaats van de letters UK. De kentekenregistratie vindt plaats door de DVLA (Driver and Vehicle Licensing Agency).

### Gibraltar

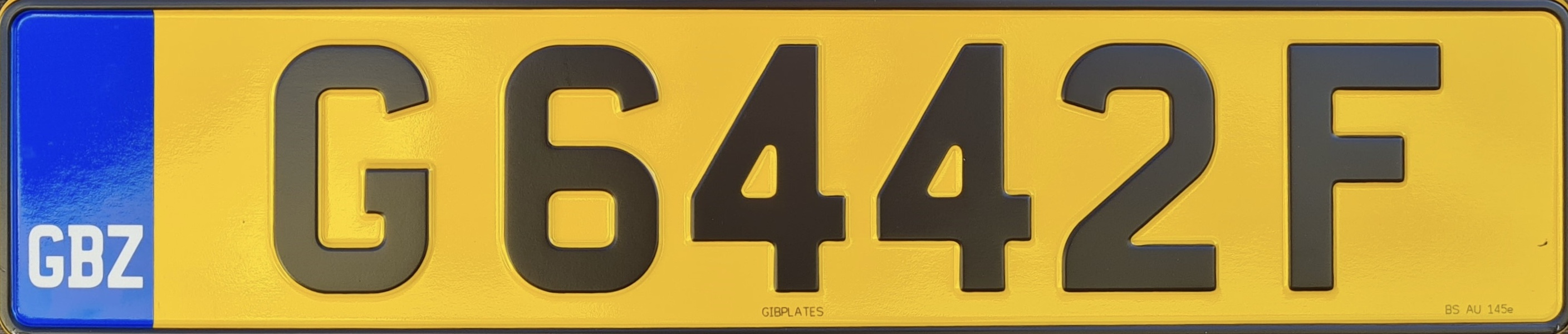
Gibraltar

De kentekens uit Gibraltar zijn gelijk aan de Britse kentekens, echter links op de plaat staat GBZ. Het eiland hoort namelijk niet bij Groot-Brittannië, maar valt wel onder de Britse kroon.
Een kenteken uit Gibraltar bestaat uit een combinatie van de letter 'G' met vier cijfers en sinds 2001 gevolgd door een serieletter. De letters en cijfers zijn zwart op een gele achtergrond.

### Guernsey

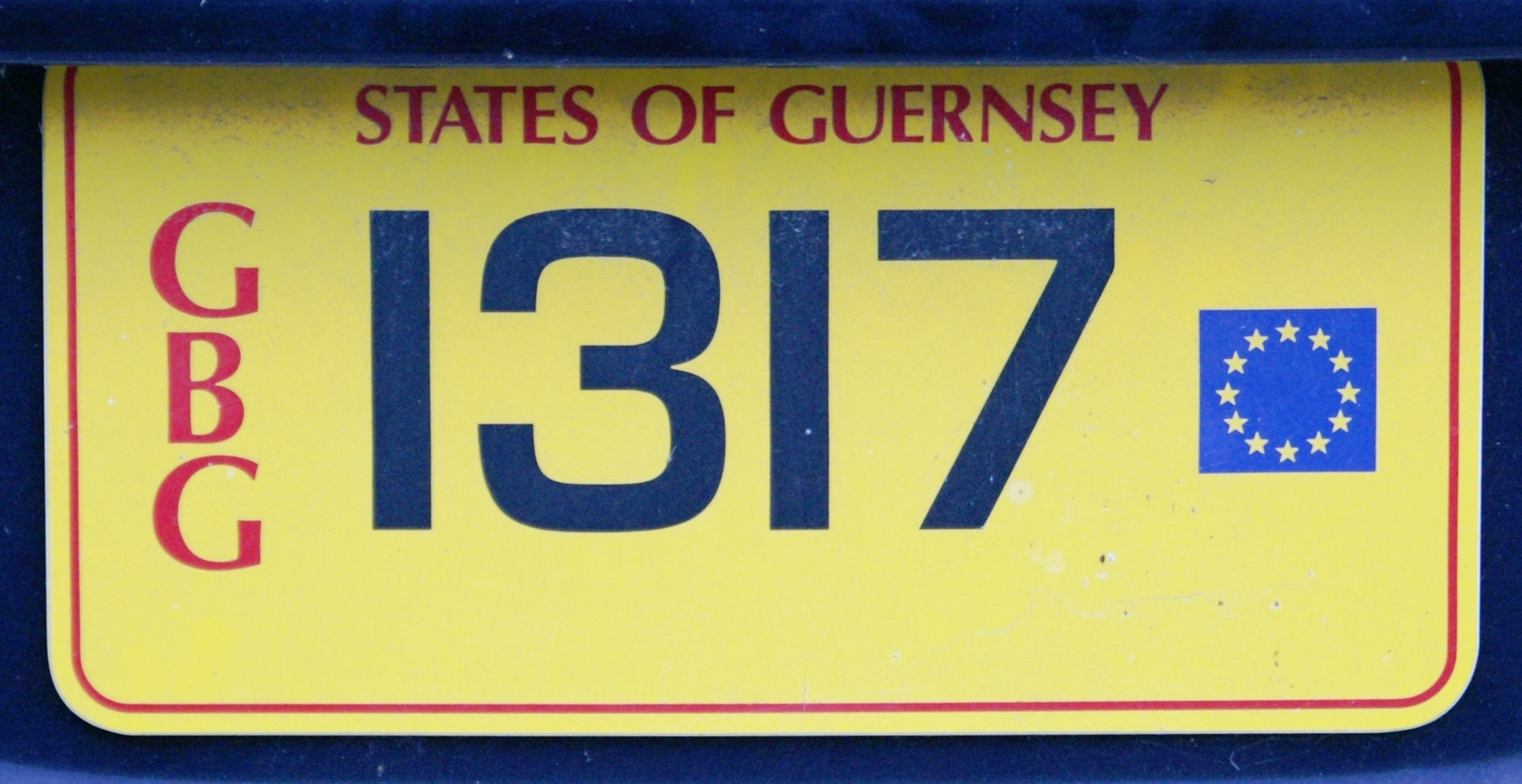
Guernsey

Vanouds zijn de kentekenplaten op Guernsey zwart met witte letters, echter de laatste jaren kan men zijn eigen kentekenplaat ontwerpen. Dit komt doordat het eiland niet bij Groot-Brittannië hoort, maar wel onder de Britse kroon valt.

### Jersey

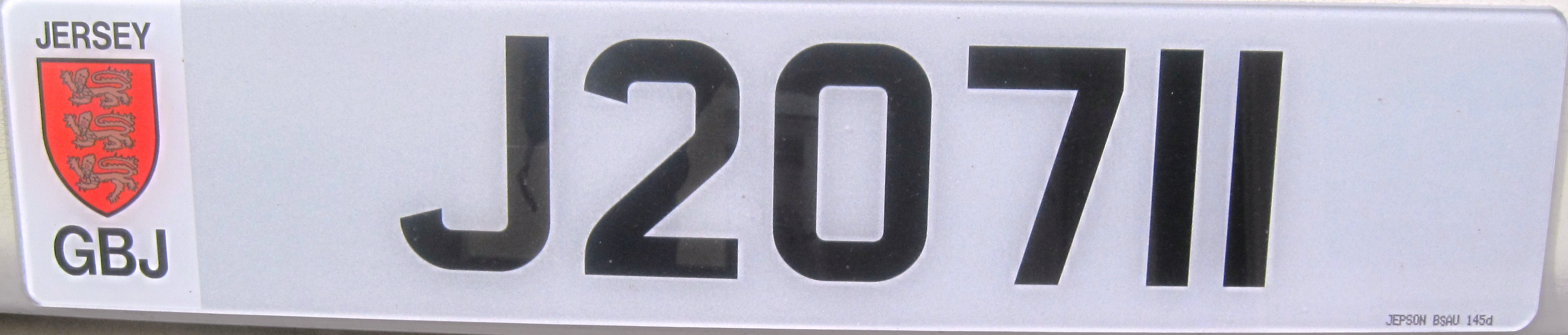
Jersey

De kentekenplaten in Jersey zijn gelijk aan die in Groot-Brittannië, wit van voren en geel van achteren. Het verschil is dat het wapen van Jersey er op staat en de letters GBJ. Het eiland hoort namelijk niet bij Groot-Brittannië, maar valt wel onder de Britse kroon.

### Man

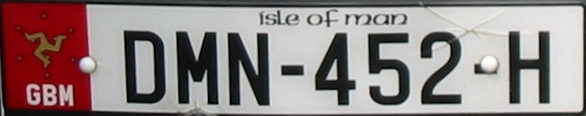
Man

Op het eiland Man heeft men, net zoals in Groot-Brittannië, witte kentekenplaten voor en gele platen achter. Op de huidige platen staat aan de linkerzijde GBM, op oudere platen staat MAN. Het eiland hoort namelijk niet bij Groot-Brittannië, maar valt wel onder de Britse kroon.

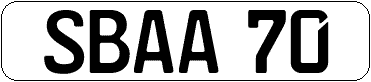
Akrotiri en Dhekelia (2014)
Anguilla (2007)
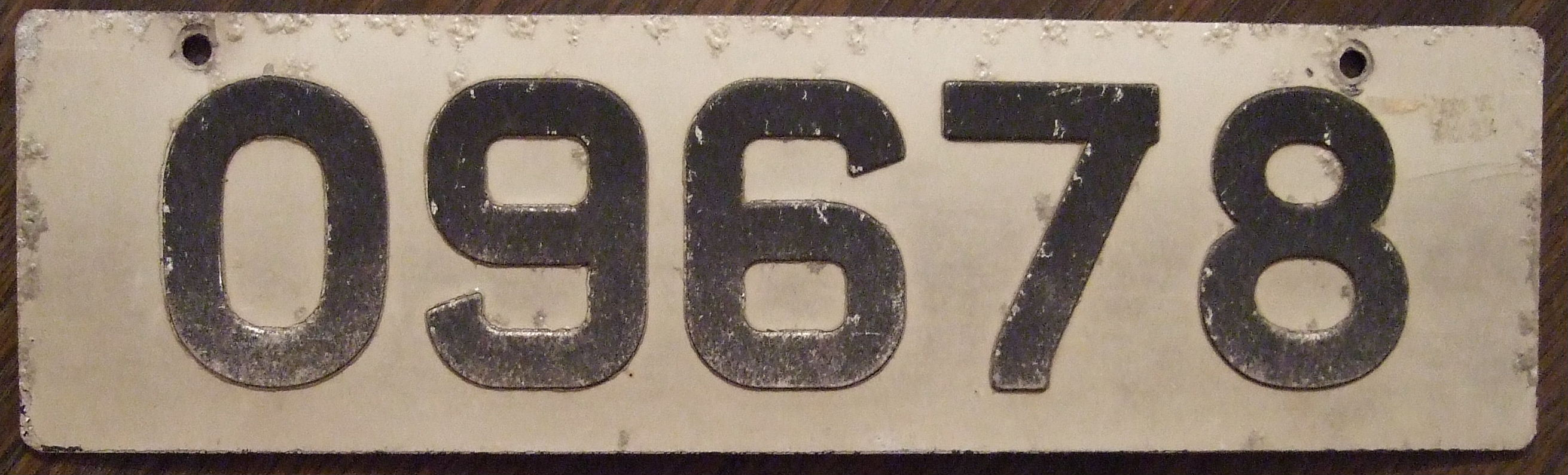
Bermuda (1975)
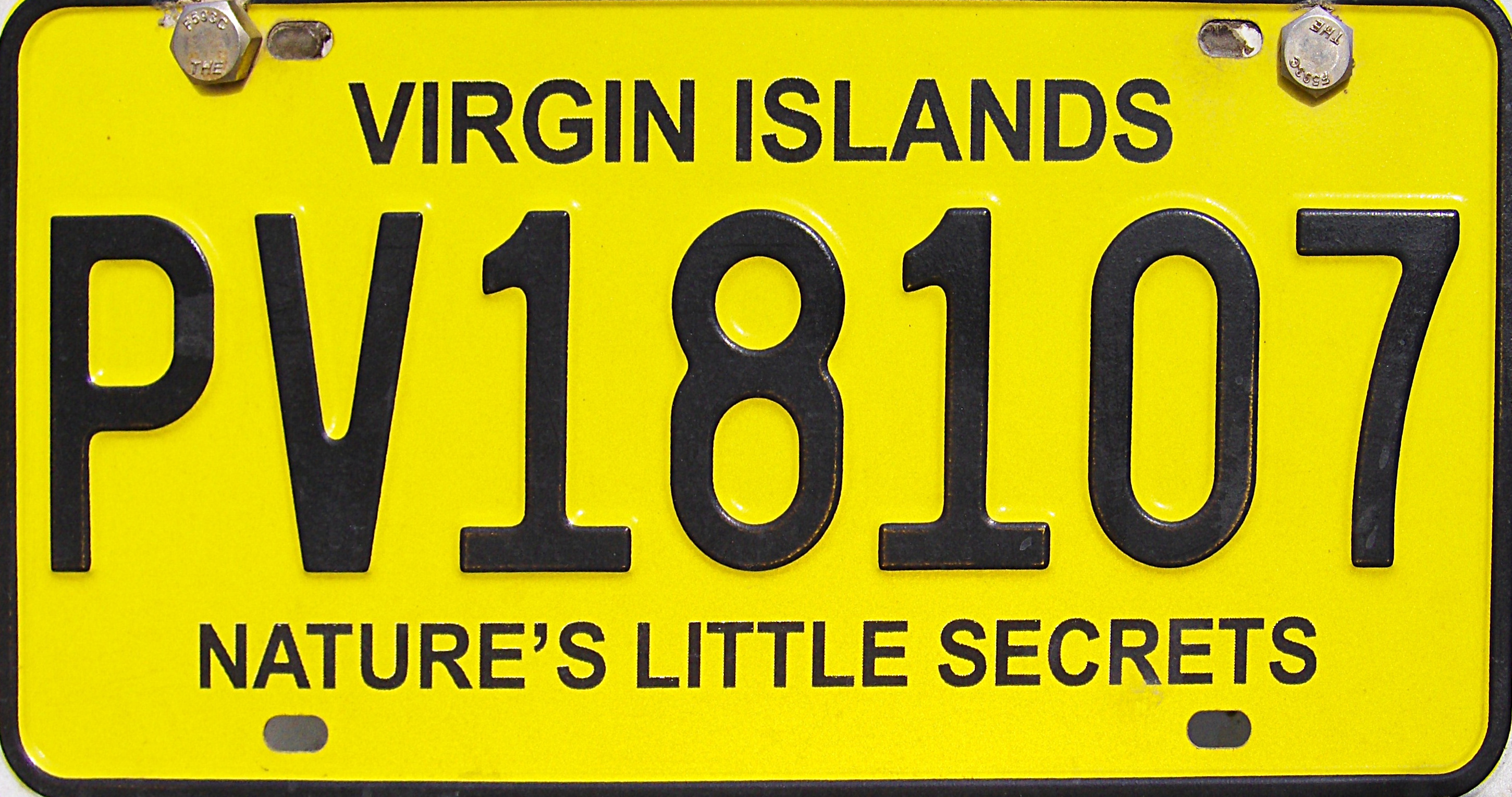
Britse Maagdeneilanden
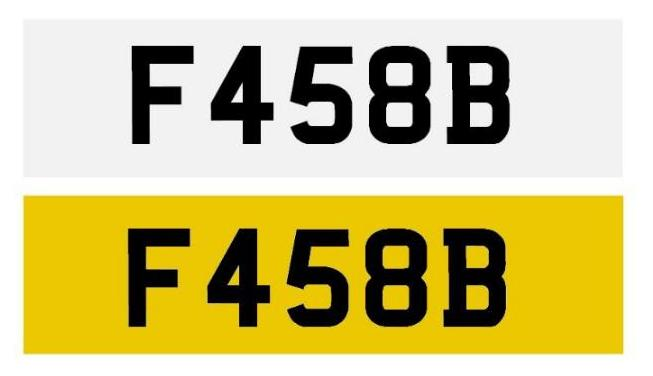
Falklandeilanden (voor en achter)
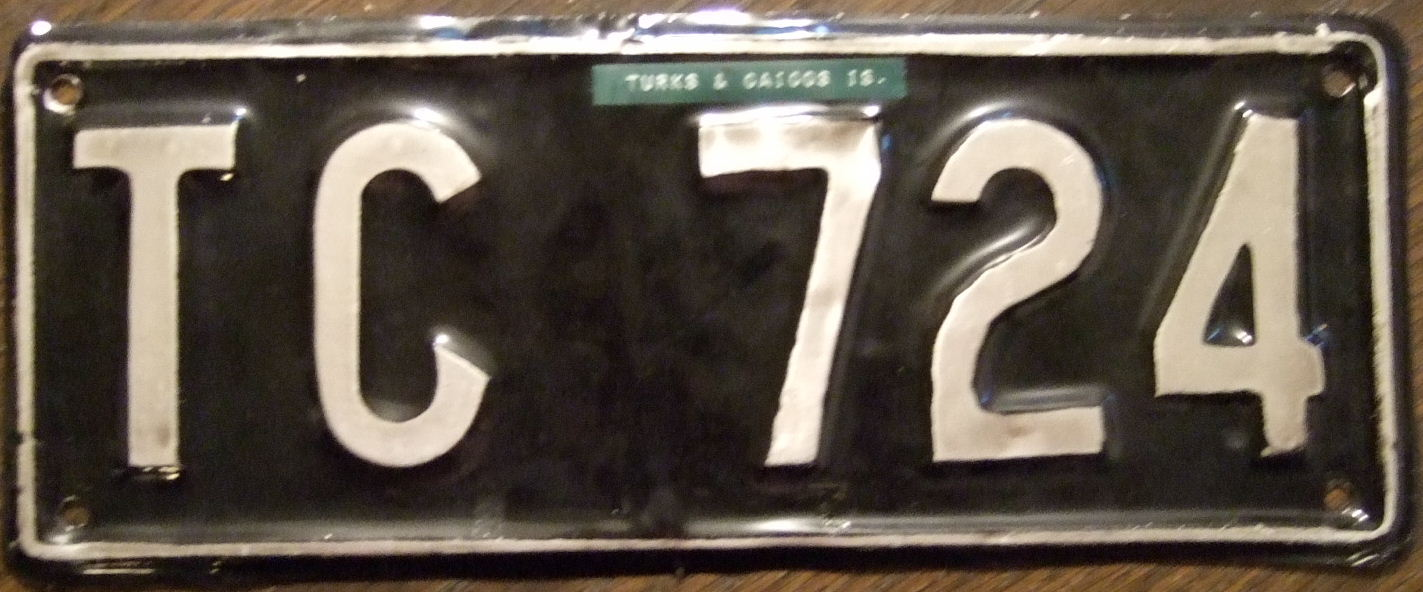
Turks- en caicoseilanden (1970

## Verenigde Arabische Emiraten

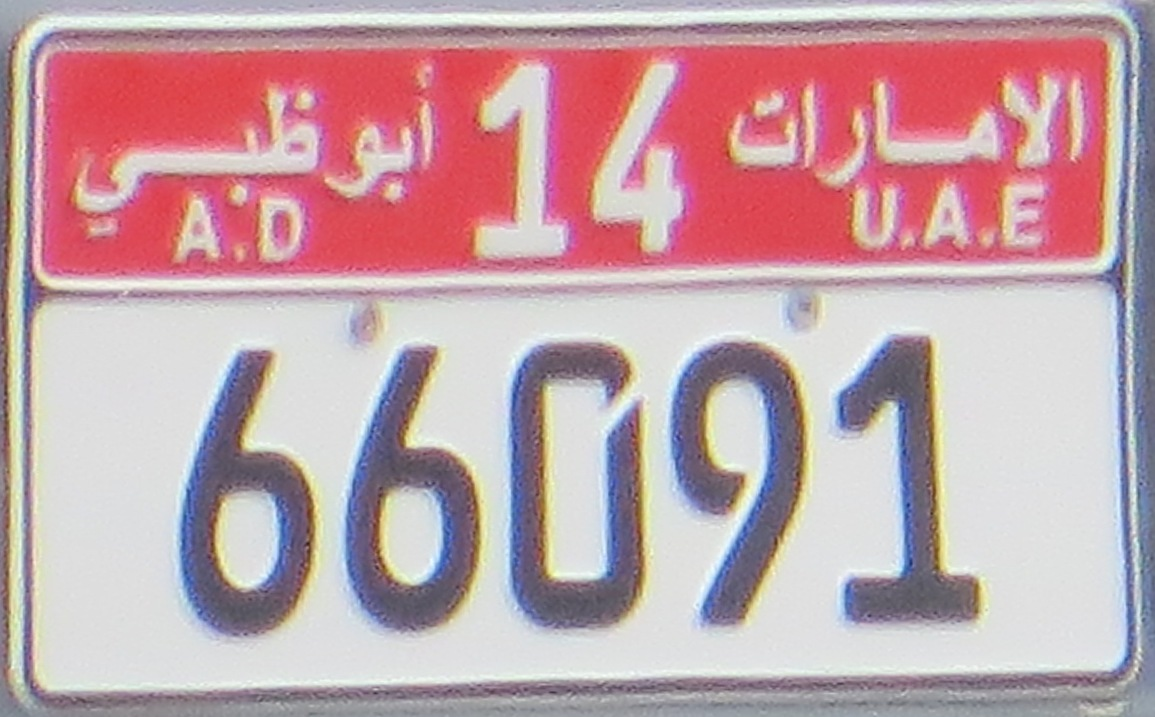
Abu Dhabi, Verenigde Arabische Emiraten

## Verenigde Naties

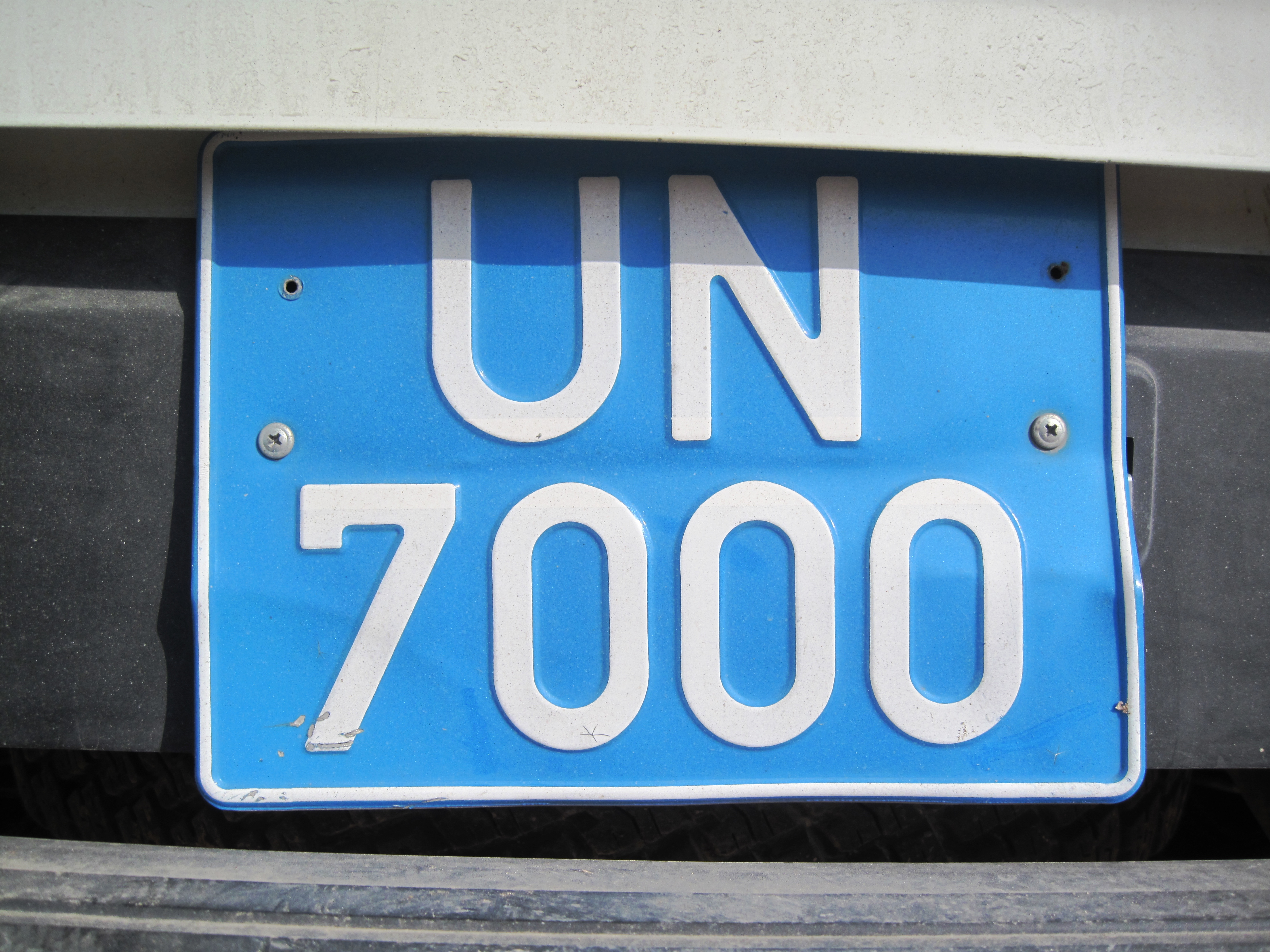
Kentekenplaat van de VN op Cyprus

## Verenigde Staten

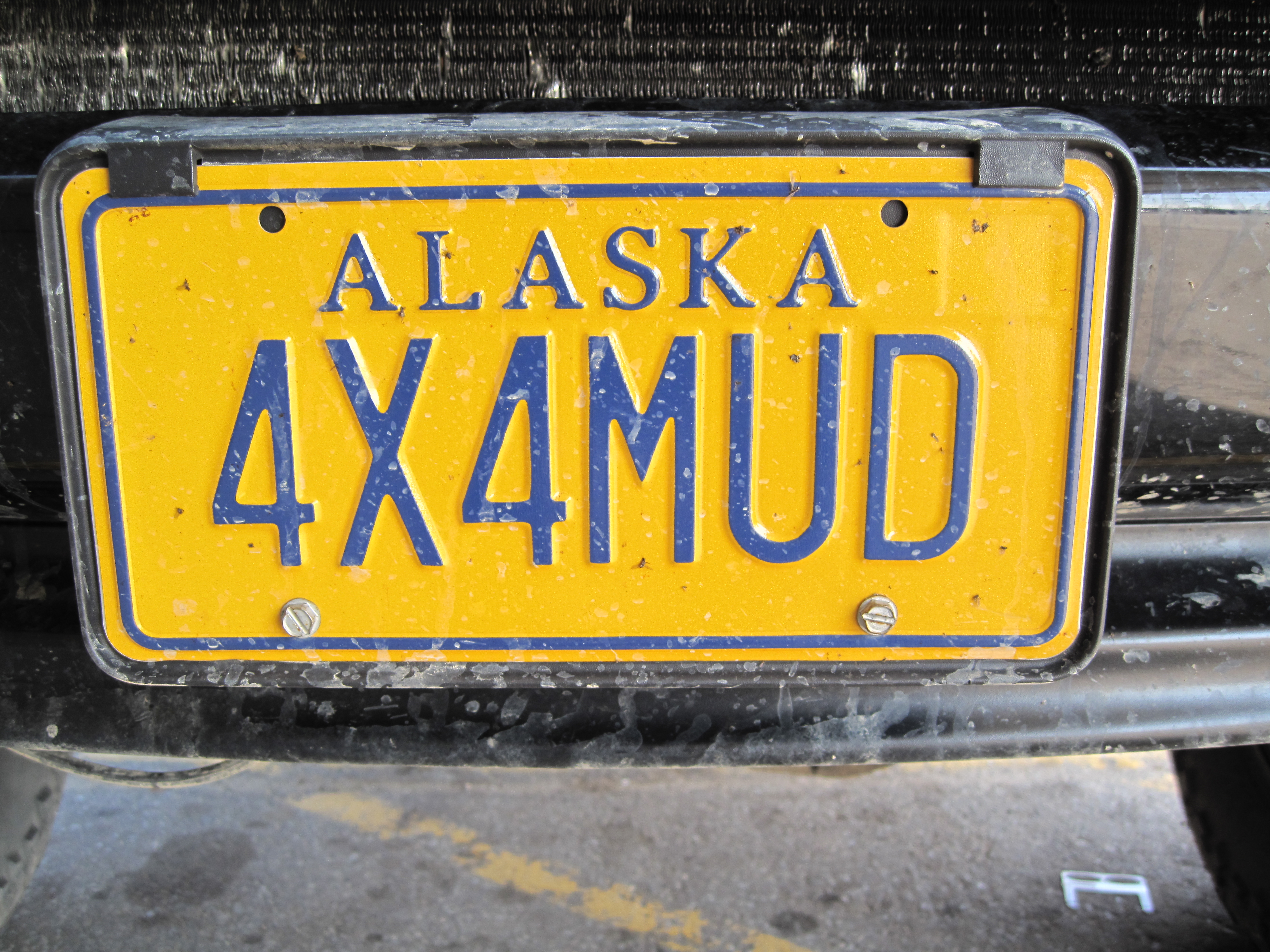
Alaska, Verenigde Staten

In de Verenigde Staten heeft elke staat zijn eigen kentekenplaten.

## Vietnam

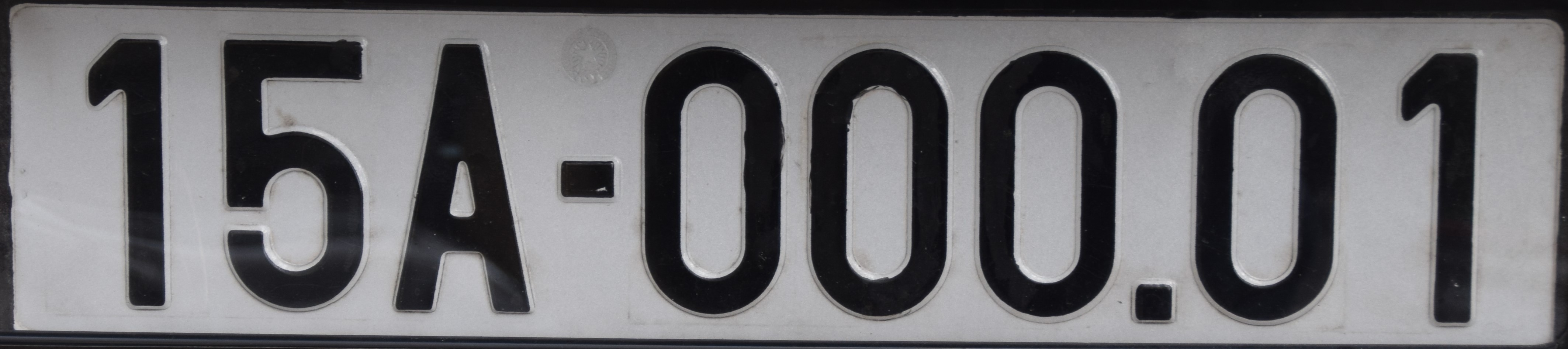
Vietnam

## Zambia

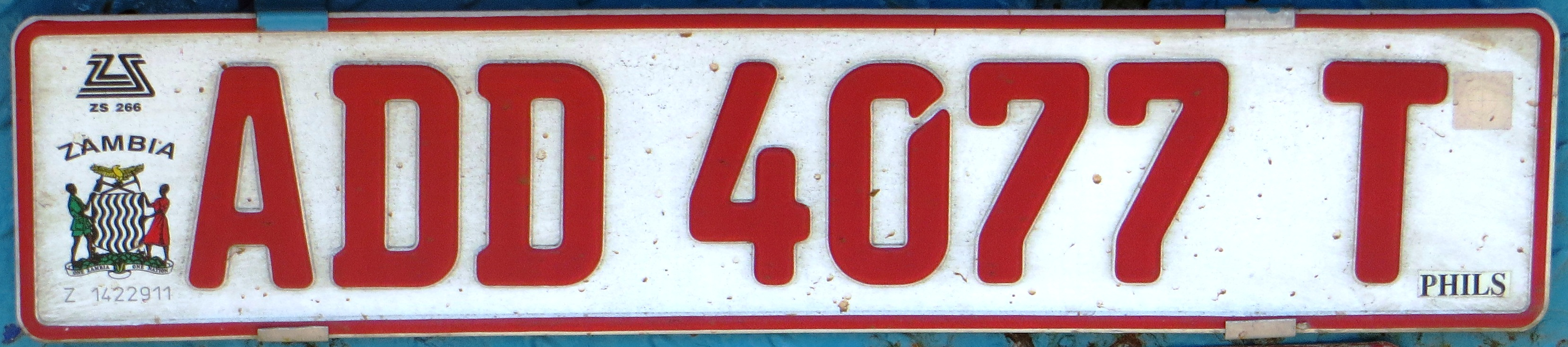
Zambia

## Zimbabwe

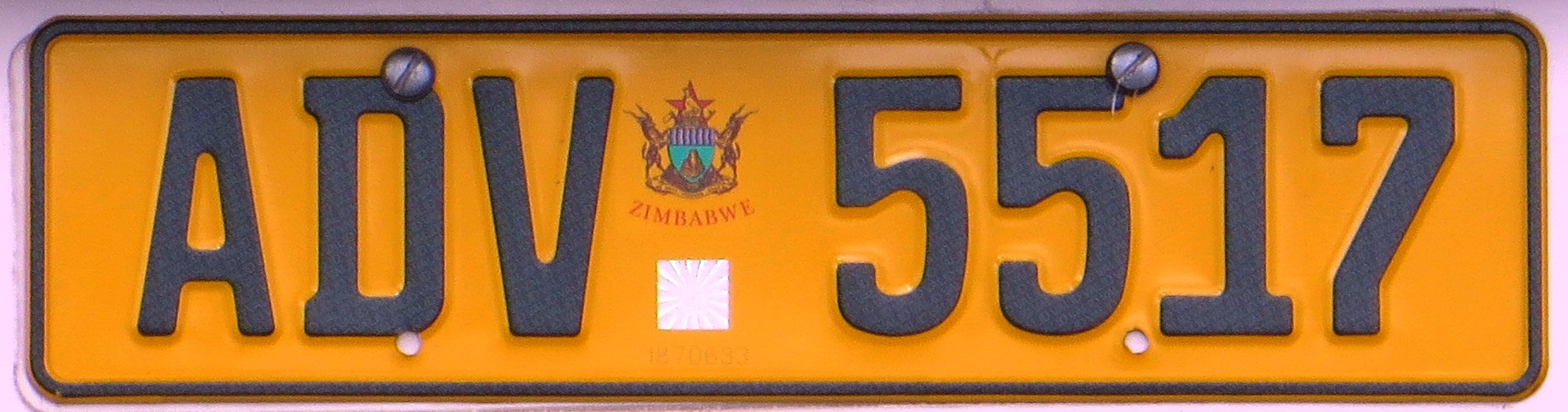
Zimbabwe

## Zuid-Afrika
Elke provincie in Zuid-Afrika heeft zijn eigen kentekenplaten.

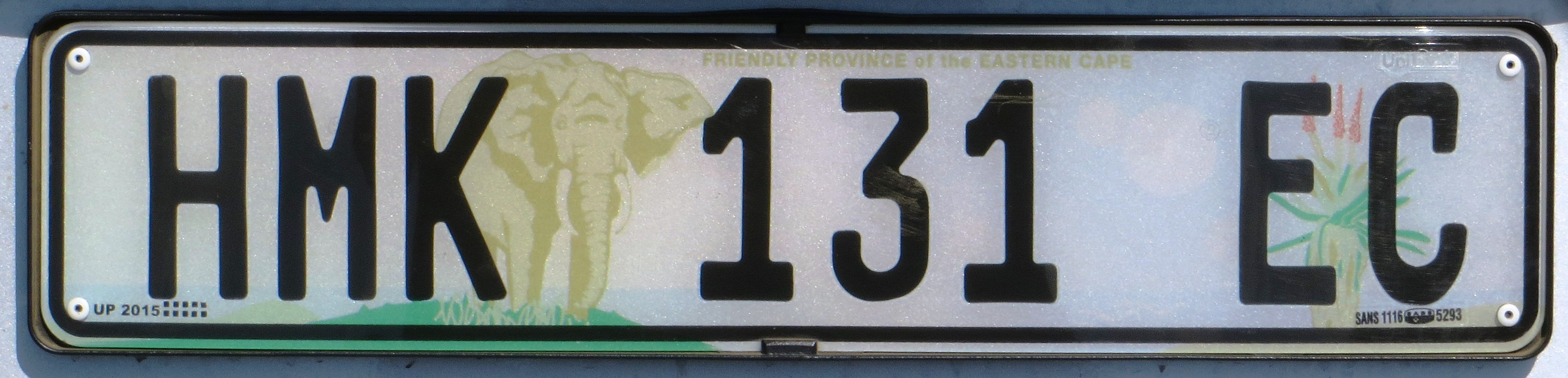
Provincie Oost-Kaap, Zuid-Afrika

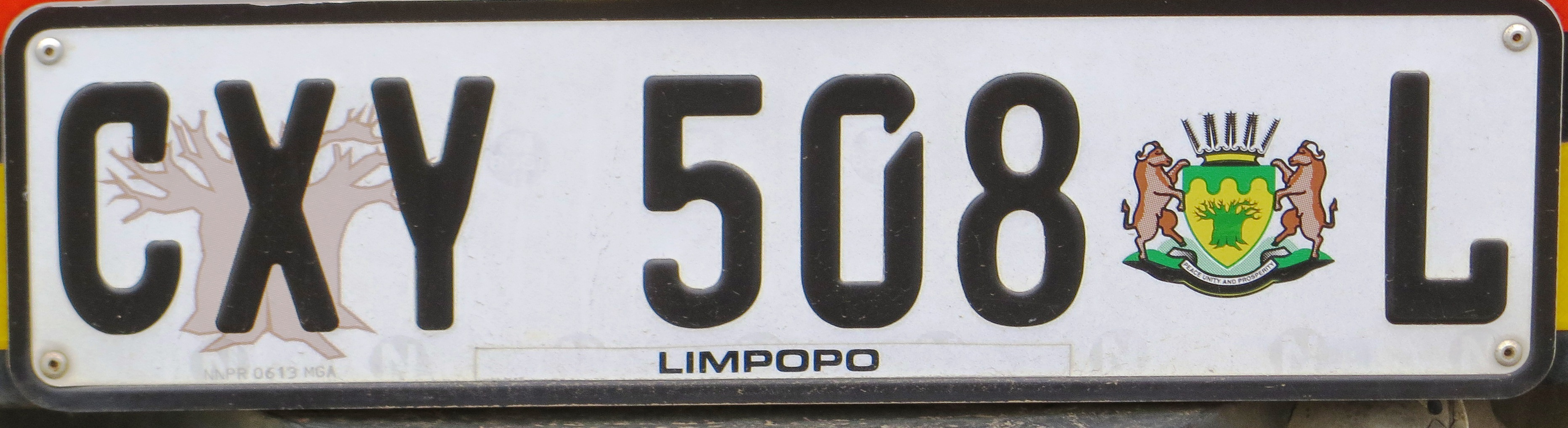
Provincie Limpopo, Zuid-Afrika

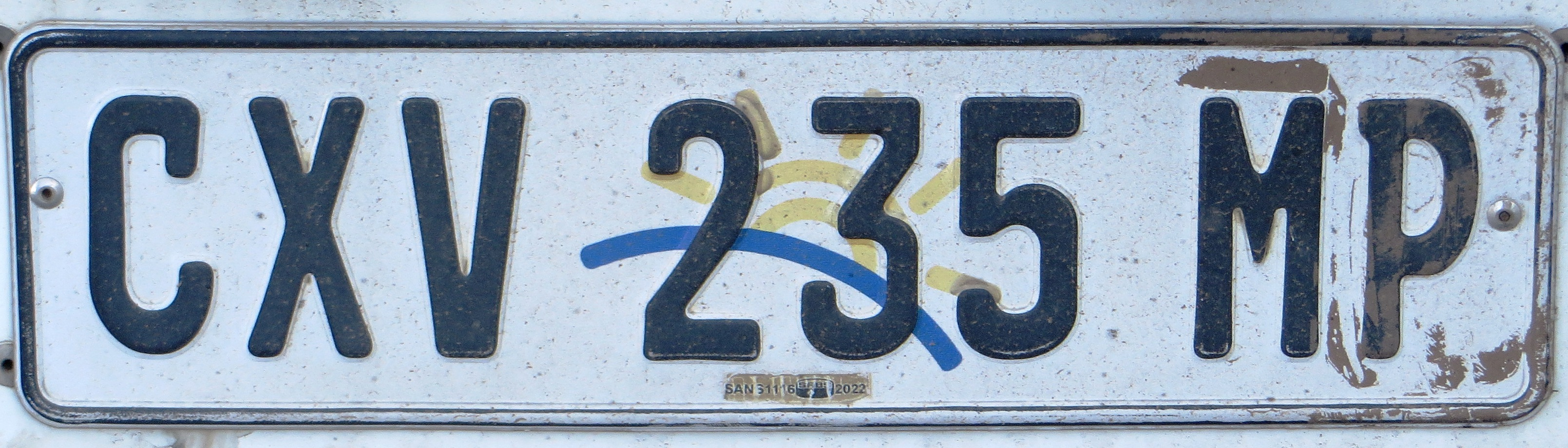
Provincie Mpumalanga, Zuid-Afrika

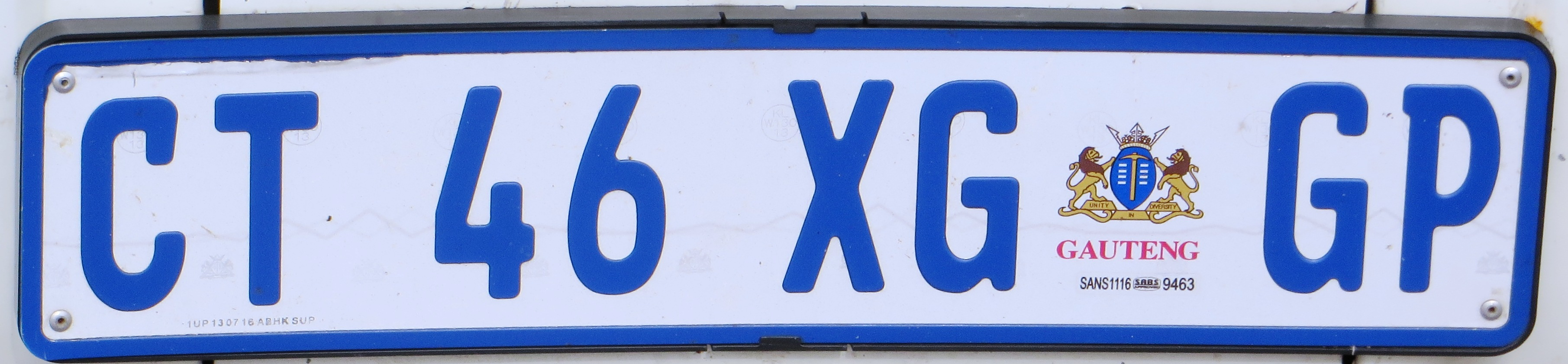
Provincie Gauteng, Zuid-Afrika

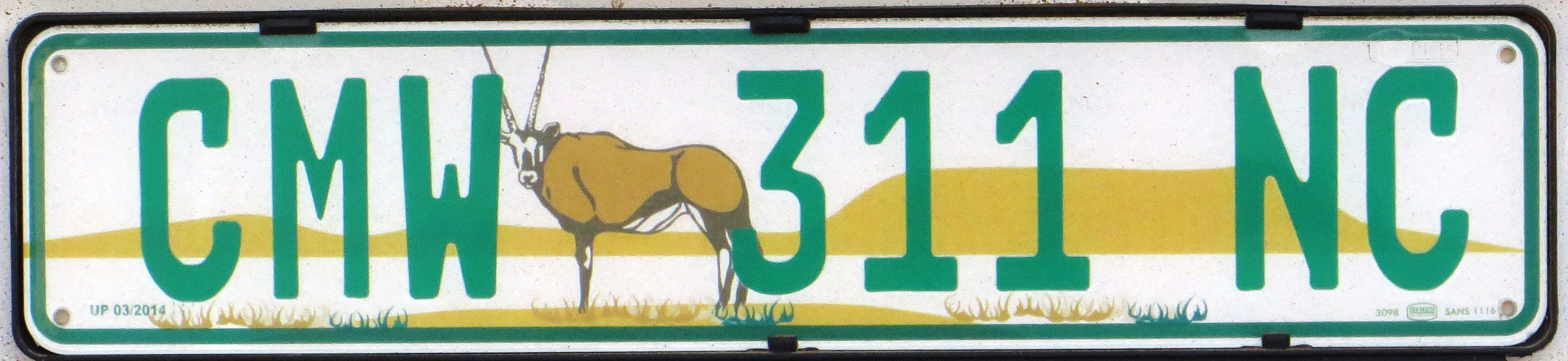
Provincie Noord-Kaap, Zuid-Afrika

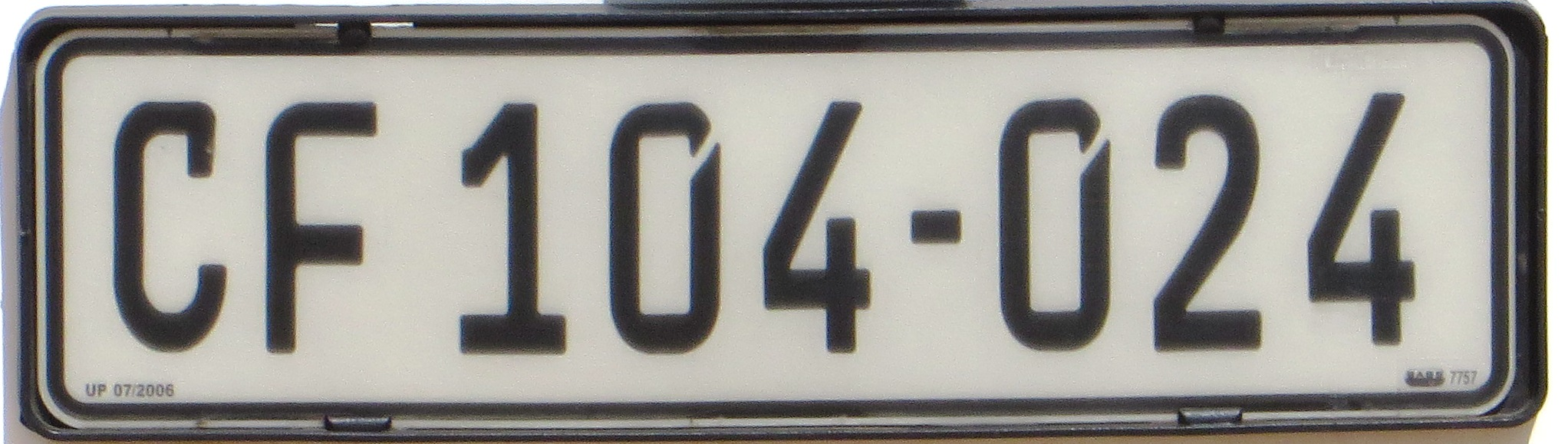
Provincie West-Kaap, Zuid-Afrika

## Zuid-Korea

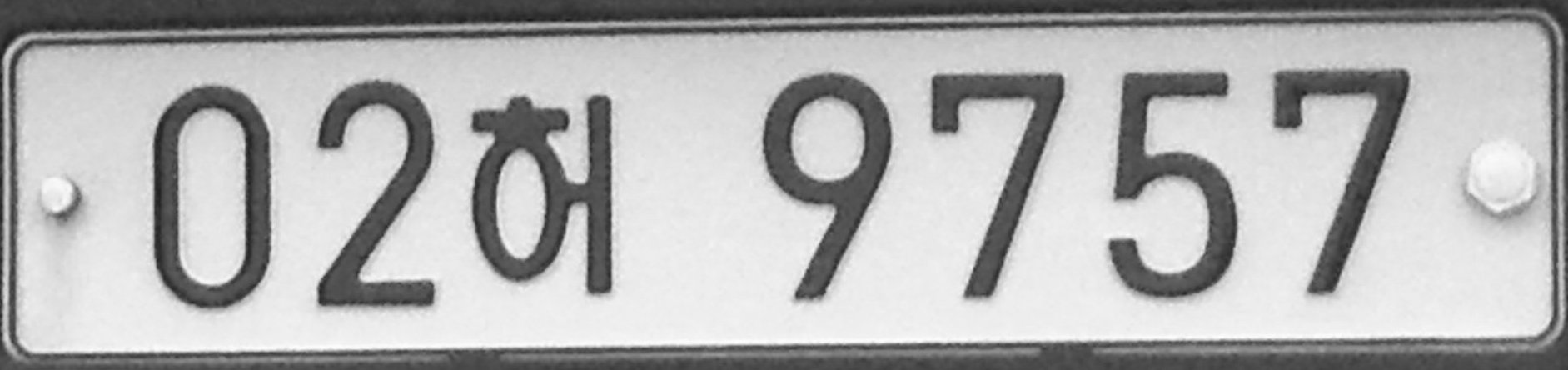
Zuid-Korea

Zuid-Koreaanse kentekens hebben net als Noord-Koreaanse kentekens letters uit het Hangul-schrift, met zes cijfers (de eerste twee cijfers staan voor het soort vervoer, de overige vier zijn verschillend).

## Zuid-Soedan
Bestsnd:South Sudan Yuba 123 License Plate.jpg 
Kentekenplaat uit Zuid-Soedan (2007)

## Zweden

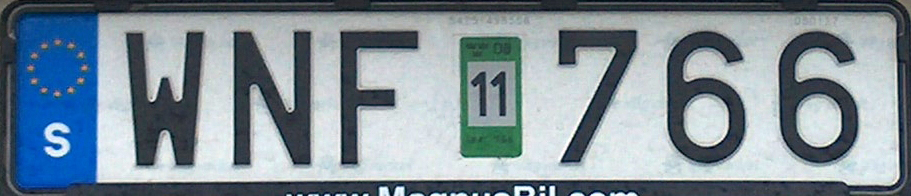
Zweden

Het Zweeds kenteken bestaat uit drie letters en drie cijfers. De zwarte letter- en cijfercombinatie staat op een witte achtergrond.
In Zweden bestaan geen regionale codes, maar het laatste cijfer geeft aan in welke maand het voertuig naar de keuring moet.
Politievoertuigen, brandweerwagens en lijnbussen gebruiken hetzelfde soort kentekens als gewone auto's. Taxi's en militaire voertuigen hebben wel speciale kentekens.
Het kenteken behoort tot de auto en blijft ook na verandering van eigenaar bij hetzelfde voertuig horen. Tot 1 januari 2010 bevatte de kentekenplaat in het midden een verplichte sticker als bewijs van betalen van de jaarlijks af te dragen belastingen. Deze sticker moest jaarlijks worden vervangen. Het stickersysteem wordt niet meer gebruikt en op nieuw gedrukte kentekenplaten worden de letters dichter op elkaar gezet, om zo het gat in het midden op te vullen.

## Zwitserland

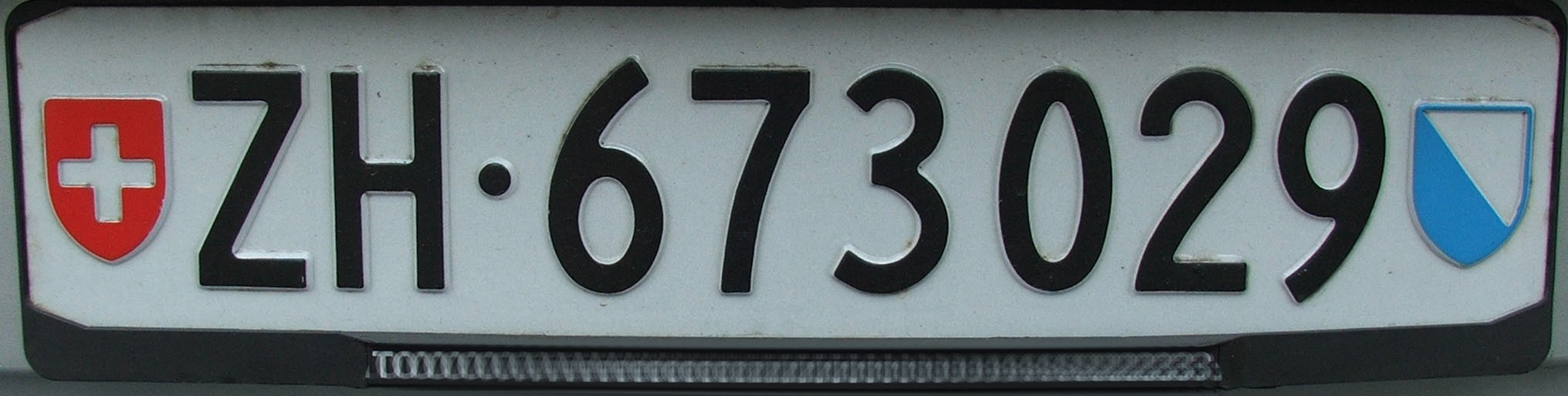
Een Zwitsers kenteken uit het kanton Zürich

Het Zwitserse kenteken bestaat uit twee letters en tot zes cijfers. De twee letters geven het kanton aan waar de wagen staat geregistreerd (op de afbeelding Zürich). De zwarte letter- en cijfercombinatie staat op een witte achtergrond. Aan de linkerkant van het kenteken staat een schild met de Zwitserse vlag en aan de rechterkant een schild van het kanton. Bij officiële voertuigen wordt de tweeletterige code vervangen door de letter A (federale administratie), P (publieke diensten) of M (militaire voertuigen).
Het kenteken hoort in Zwitserland niet bij het voertuig maar bij de eigenaar. Bij verkoop wordt de kentekenplaat verwijderd van het voertuig. Een eigenaar die verschillende auto's in zijn bezit heeft mag de kentekenplaat om beurt aan al zijn auto's bevestigen.